# Mise en musique des poèmes de Charles Baudelaire
Cette page liste les principaux compositeurs - de musique classique (mélodie) et de variété - ayant utilisé des vers, publiés spécifiquement dans Les Fleurs du mal, de Charles Baudelaire

## Mélodies
Le classement est organisé par ordre alphabétique du titre du poème de Baudelaire (devenu celui de l'œuvre musicale). La plupart du temps, le compositeur garde le titre du poème, dans le cas contraire, il est précisé (entre parenthèses) le titre choisi par le musicien.
Ce tableau, non exhaustif, comporte 880 adaptations musicales dont la majorité sont des mélodies.
| Date de composition              | Auteur                                | Titre                                                                                        | Instrument | Recueil                                                                                                   | Editeurs                                      | Dédicataire                                    | Mesure            | Tempo                                                    | Tonalité                |
| -------------------------------- | ------------------------------------- | -------------------------------------------------------------------------------------------- | --- | --- | --------------------------------------------- | ---------------------------------------------- | ----------------- | -------------------------------------------------------- | ----------------------- |
| 2005                             | Jeff Myers                            | A celle qui est trop gaie                                                                    | soprano et piano                                                                                                  | Baudelaire Songs                                                                                          |                                               |                                                |                   |                                                          |                         |
| 2017                             | Lionel Ginoux                         | A celle qui est trop gaie                                                                    | soprano et piano                                                                                                  | Les trois mélodies lourdes                                                                                |                                               | Sylvia Cazeneuve et Caroline Oliveros          |                   |                                                          |                         |
| 1942 (Publication 1943)          | Henri Büsser                          | A celle qui est trop gaie Op 111 n°1                                                         | voix et piano | Publication unique                                                                                        | Durand                                        | Paule Touzet                                   |                   |                                                          | La b Majeur             |
| 2009 (Publication 2017)          | Anna Hakobjanyan                      | A une dame créole                                                                            | soprano, flûte, piano, 2 violons, alto, violoncelle                                                               | Publication unique                                                                                        |                                               |                                                | 8 + 6 sur 16      | Angoscioso (Croche pointée = 67)                         |                         |
|                                  | Gaston Doin                           | A une dame créole                                                                            | voix et piano | Publication unique                                                                                        |                                               | Lucien Artus                                   |                   |                                                          | Ré b Majeur             |
| 1998                             | Guillemette Marrannes                 | A une dame créole                                                                            | voix et piano | Sept Mélodies de mer et d'amour                                                                           |                                               |                                                |                   |                                                          | Fa Majeur               |
| 1957                             | Irgens Jensen                         | A une dame créole                                                                            | voix et piano | Publication unique                                                                                        |                                               |                                                |                   |                                                          |                         |
| 1928                             | Jean Dora (Edouardd Dreyfus-Gonzalès) | A une dame créole                                                                            | voix et piano | Reflets et Ombres                                                                                         |                                               |                                                |                   |                                                          |                         |
|                                  | Paul Aliprandi (Edmond-Jean Missa)    | A une dame créole                                                                            | soprano et orchestre                                                                                              | Publication unique                                                                                        | Gérard Billaudot                              |                                                |                   |                                                          |                         |
| 1972                             | Humphrey Searle                       | A une dame créole Op 58                                                                      | voix, piano et cor                                                                                                | Les Fleurs du mal                                                                                         |                                               |                                                |                   |                                                          |                         |
| 1910                             | Blair Fairchild                       | A une dame créole Op 6 n°3                                                                   | voix et piano | Six mélodies pour chant et piano                                                                          | J. Hamelle                                    | Lydia Eustis                                   | 4 sur 4           | Moderato                                                 | Mi Majeur               |
| 2013 (Publication 2014)          | Vladimir Genin                        | A une mendiante rousse                                                                       | soprano, violon, alto, violoncelle et piano                                                                       | Les Fleurs du mal                                                                                         |                                               |                                                |                   |                                                          |                         |
| 1975                             | Léon Orthel                           | A une mendiante rousse Op 72                                                                 | voix et piano | Deux mélodies                                                                                             | Donemus                                       | Ank Reinders                                   |                   |                                                          | Sol Majeur              |
| 1939                             | Alexander Lokshin                     | A une passante                                                                               | Soprano et orchestre                                                                                              | Les Fleurs du mal                                                                                         |                                               |                                                |                   |                                                          |                         |
|                                  | Max E. Keller                         | A une passante                                                                               | voix et guitare                                                                                                   | Publication unique                                                                                        |                                               |                                                |                   |                                                          |                         |
| 2008 (Publication 2009)          | Patrick Burgan                        | A une passante                                                                               | baryton, flûte, violoncelle et piano                                                                              | Trois chants de l'Ailleurs                                                                                |                                               |                                                |                   |                                                          |                         |
| 1994 (Publication 1997)          | Riccardo Piacentini                   | A une passante Op A7 n°2                                                                     | voix et piano | Fugitives, tre frammenti da Baudelaire                                                                    | Curci                                         | Tiziana                                        |                   |                                                          |                         |
| 1938 (Publication 1949)          | Géza Frid                             | Abel et Caïn Op 15                                                                           | Basse et orchestre                                                                                                | Publication unique                                                                                        | Donemus                                       |                                                | 3 sur 4           | Rubato                                                   | Do Majeur ?             |
| 2005 (Publication 2007)          | Alexander Muno                        | Alchimie de la douleur                                                                       | soprano et piano                                                                                                  | Trois Chants                                                                                              | Henry Litolff                                 |                                                |                   |                                                          |                         |
| 1941                             | John Theodore Boorman                 | Allégorie                                                                                    | voix et piano | Quelques sonnets de Baudelaire                                                                            | The University Library (Cambridge)            |                                                |                   |                                                          |                         |
| 1995 (Publication 1996)          | Diderick Wagenaar                     | Anywhere Out of the World                                                                    | soprano et orchestre                                                                                              | Trois poèmes en prose                                                                                     |                                               |                                                |                   |                                                          |                         |
| 1890 (Publication 1895)          | Arthur Farwell                        | Anywhere Out of the World Op 7                                                               | Piano | Tone pictures after pastels in prose                                                                      | F. H. Gilson Company                          | Atha Haydock                                   | 4 sur 4           | With restless disontent - mot too fast                   | Mi mineur/Majeur        |
| 1970 (Publication 1975)          | Jonathan Harvey                       | Bénédiction                                                                                  | voix et piano | Correspondances                                                                                           | Novello                                       | Meriel et Peter Dickinson                      |                   |                                                          |                         |
|                                  | Harry Garrett-Phillips                | Bien loin d'ici                                                                              | soprano et orchestre                                                                                              | Publication unique                                                                                        |                                               | To a Friend/enemy                              |                   |                                                          |                         |
| 1928                             | Jean Dora (Edouardd Dreyfus-Gonzalès) | Bien loin d'ici                                                                              | voix et piano | Reflets et Ombres                                                                                         |                                               |                                                |                   |                                                          |                         |
| 1941                             | John Theodore Boorman                 | Bien loin d'ici                                                                              | voix et piano | Quelques sonnets de Baudelaire                                                                            | The University Library (Cambridge)            |                                                |                   |                                                          |                         |
| 1904                             | Marcel Levallois                      | Bien loin d'ici                                                                              | voix et piano ?                                                                                                   | Publication unique                                                                                        | Bellon et Ponscarme                           |                                                |                   |                                                          |                         |
| 1907                             | Michel-Maurice Lévy                   | Bien loin d'ici                                                                              | voix et piano | Publication unique                                                                                        | Alphonse Leduc                                | Mme Mellot-Joubert                             |                   |                                                          | Sol b Majeur            |
|                                  | Raymond Bonheur                       | Bien loin d'ici                                                                              | chant et piano | Trois poèmes de Baudelaire                                                                                | Manuscrit                                     |                                                |                   |                                                          |                         |
| 1915                             | A. Bastide                            | Bien loin d'ici                                                                              | voix et piano | Publication unique                                                                                        |                                               |                                                |                   |                                                          |                         |
| 1940                             | Marguerite Canal                      | Bien loin d'ici                                                                              | voix et piano | Sept poèmes de Charles Baudelaire                                                                         | Henry Lemoine & Cie                           | Jean Planel                                    |                   |                                                          | La mineur               |
| 1926                             | Raoul Laparra                         | Bien loin d'ici                                                                              | Chant, flûte et harpe                                                                                             | Dix Mélodies sur des poésies de Charles Baudelaire et Jean de La Fontaine                                 | Choudens                                      | à Rousseau, de l'Opéra-Comique                 | 4 sur 4           | Andantino (Noire = 84)                                   | La mineur               |
| 1890 (Publication 1891)          | René Lenormand                        | Bien loin d'ici Op 33 n°5                                                                    | voix et piano | Les Fleurs du mal                                                                                         | V. Durdilly                                   | Fernand Duboc                                  | 4 sur 4           | Andante con moto (Noire = 80)                            | La mineur               |
| 1950 (Publication 1962)          | Gaston Doin                           | Bohémiens en voyage                                                                          | voix et piano | Publication unique                                                                                        |                                               | A M. Lucien Artus, Baryton de la Gaîté Lyrique |                   |                                                          | Fa Majeur               |
|                                  | Gerhard Rosenfeld                     | Bohémiens en voyage                                                                          | voix et piano | Trois Sonnets Français                                                                                    |                                               |                                                |                   |                                                          |                         |
| 1953 (Publication 1960)          | Walther Hirschberg                    | Bohémiens en voyage                                                                          | voix et piano | 12 Mélodies (1930-1960)                                                                                   |                                               | A la très chère Mme Germaine de Saint-Armand   |                   |                                                          | La Majeur               |
| 1951 (Publication 1955)          | Edouard Devernay                      | Brumes et Pluies                                                                             | voix et piano | Publication unique                                                                                        | Costellat                                     |                                                |                   |                                                          |                         |
| 1945 (Publication 1946)          | Gabriel Honoré Marcel                 | Brumes et Pluies                                                                             | voix et piano | Mélodies sur des poèmes de Baudelaire, Lamartine, Chénier, Ch. Guérin                                     |                                               |                                                |                   |                                                          |                         |
|                                  | Jean-Guy Bailly                       | Brumes et Pluies                                                                             | voix et piano | Trois poèmes de Baudelaire                                                                                |                                               |                                                |                   |                                                          | Mi b mineur             |
| 1995 (Publication 1998)          | Serge Ollive                          | Brumes et Pluies                                                                             | voix et piano | Trois mélodies                                                                                            | Lighthouse Music Publications                 |                                                |                   |                                                          | Ut Majeur               |
| 1912                             | Ernest Ansermet                       | Causerie                                                                                     | voix et orchestre                                                                                                 | Publication unique                                                                                        |                                               |                                                |                   |                                                          |                         |
| 1879 (Publication 1892           | Maurice Rollinat                      | Causerie                                                                                     | voix et piano | Six Poèmes de Charles Baudelaire                                                                          | Au Ménestrel                                  |                                                |                   |                                                          | Mi b mineur/Majeur      |
| 1910 (Publication 1925)          | Raymond Charpentier                   | Causerie                                                                                     | Chant, quatuor à cordes et piano                                                                                  | Deux poèmes de Baudelaire                                                                                 | Maurice Senart                                |                                                |                   |                                                          | Si Majeur               |
|                                  | Aribert Reimann                       | Chacun la sienne (Chacun sa chimère)                                                         | voix et orchestre                                                                                                 | Publication unique                                                                                        |                                               |                                                |                   |                                                          |                         |
| 1930                             | Henriette Puig Roget                  | Chacun la sienne (Chacun sa chimère)                                                         | voix et piano | Publication unique                                                                                        |                                               |                                                |                   |                                                          | Ré mineur               |
| 1975                             | Jonathan Harvey                       | Chanson d'après-midi                                                                         | voix et piano | Correspondances                                                                                           | Novello                                       | Meriel et Peter Dickinson                      |                   |                                                          |                         |
| 1879 (Publication 1892)          | Maurice Rollinat                      | Chanson d'après-midi                                                                         | voix et piano | Six Poèmes de Charles Baudelaire                                                                          | Heugel & Cie                                  |                                                |                   |                                                          | Ut # mineur             |
| 2006                             | Nguyen Phuc Buu Phoi                  | Chanson d'après-midi                                                                         | soprano et piano                                                                                                  | Les Fleurs du Mal, six mélodies pour soprano et piano                                                     |                                               |                                                |                   |                                                          | Fa Majeur               |
| 1920 (Publication 1955)          | Albert Huybrechts                     | Chant d'automne                                                                              | voix et piano | Publication unique                                                                                        | CeBeDem                                       |                                                |                   |                                                          | Si mineur/Majeur        |
| 2007                             | Dany Rossier                          | Chant d'automne                                                                              | chœur (SATB) | Publication unique                                                                                        | Labatiaz                                      |                                                |                   |                                                          |                         |
| 1971                             | Edison Vasilevich Denisov             | Chant d'automne                                                                              | soprano et orchestre                                                                                              | Publication unique                                                                                        | Universal Edition                             |                                                |                   |                                                          |                         |
| 1920                             | G. Guérande                           | Chant d'automne                                                                              | voix et piano | Cinq mélodies sur des poèmes de Charles Baudelaire                                                        | Heugel                                        |                                                |                   |                                                          |                         |
| 1884                             | Hippolyte Mirande                     | Chant d'automne                                                                              | voix et piano | Mélopées                                                                                                  | J. Naus                                       | Raphaël Amissi                                 | 4 sur 4           | Agité et sombre (Blanche = 72)                           | Fa # mineur             |
| 1905 (Publication 1910)          | Joseph-Guy Ropartz                    | Chant d'automne                                                                              | voix et piano | Vingt Œuvres Vocales                                                                                      | Rouart, Lerolle & Cie                         | André Luquet                                   | 4 sur 4           | Lent (Noire = 63)                                        | Ré b Majeur             |
| 1960                             | Lucien Agamemnon                      | Chant d'automne                                                                              | voix et piano | Mélodies pour chant et piano                                                                              | L. Philippo et M. Combre                      |                                                |                   |                                                          |                         |
| 1936                             | Pierre Nau                            | Chant d'automne                                                                              | voix et piano | Publication unique                                                                                        | J. Hamelle                                    | à Mme Germaine Martinelli                      |                   |                                                          | Fa # mineur             |
| 1940                             | Marguerite Canal                      | Chant d'Automne (J'aime de vos longs yeux)                                                   | voix et piano | Sept poèmes de Charles Baudelaire                                                                         |                                               |                                                |                   |                                                          |                         |
| 1925 (Publication 1926)          | Jacques-Michel Zoubaloff              | Chant d'automne II (Chanson d'Automne)                                                       | voix et piano | Trois Poésies de Ch. Baudelaire                                                                           | Léon Grus & Cie                               | A Camille Gronkowski                           | 4 sur 4           | Assez lent et très expressif (Noire = 76)                | Ré b Majeur             |
| 1865 ? (Publication 1871)        | Gabriel Fauré                         | Chant d'automne Op 5 n°1                                                                     | voix et piano | 20 mélodies                                                                                               | J. Hamelle                                    | Mme Camille Clerc                              | 12 sur 8          | Andante - Lento ma non troppo                            | La mineur/Majeur        |
| 1950                             | Gaston Doin                           | Ciel Brouillé                                                                                | voix et piano | Mélodies romantiques                                                                                      | Alphonse Leduc                                |                                                |                   |                                                          | Fa Majeur               |
| 1940                             | Marguerite Canal                      | Ciel Brouillé                                                                                | voix et piano | Sept poèmes de Charles Baudelaire                                                                         |                                               |                                                |                   |                                                          |                         |
| 2015 (Publication 2017)          | Nicolas Chevereau                     | Ciel Brouillé                                                                                | baryton et piano                                                                                                  | Cinq poèmes de Baudelaire pour baryton et piano                                                           | Delatour                                      | Jérôme Boutillier                              |                   |                                                          | Ut # Majeur             |
| 2017                             | Jeffrey Cohen                         | Combien dureront nos amours (Chanson)                                                        | baryton et piano                                                                                                  | Publication unique                                                                                        |                                               |                                                |                   |                                                          |                         |
| 1960                             | Lucien Agamemnon                      | Correspondance                                                                               | voix et piano | Mélodies pour chant et piano                                                                              | L. Philippo et M. Combre                      |                                                |                   |                                                          |                         |
| 1992                             | Carlos Michans                        | Correspondances                                                                              | Chœur (SATB) et orchestre                                                                                         | Publication unique                                                                                        |                                               | To Eduard de Boer                              |                   |                                                          |                         |
| 1990 (Publication 1994)          | Christopher Wicks                     | Correspondances                                                                              | Voix, violoncelle, flûte et marimba                                                                               | Publication unique                                                                                        |                                               |                                                |                   |                                                          |                         |
|                                  | Gerhard Rosenfeld                     | Correspondances                                                                              | voix et piano | Trois Sonnets Français                                                                                    |                                               |                                                |                   |                                                          |                         |
| 1998 (Publication 1999)          | Jacques Reuland                       | Correspondances                                                                              | Soprano, ténor et piano                                                                                           | 3 Chansons for Soprano                                                                                    | Donemus                                       |                                                |                   |                                                          |                         |
| 1901 (Publication 1909)          | Jean Cras                             | Correspondances                                                                              | voix et piano | Sept mélodies                                                                                             | Rouart, Lerolle & Cie                         | Georges Desmazures                             | 12 sur 7          | Très lent (Noire = 40)                                   | La Majeur               |
| 1909 (Publication 1911)          | Robert Montfort                       | Correspondances                                                                              | voix et piano | Trois Poèmes de Baudelaire mis en musique                                                                 |                                               |                                                |                   |                                                          | Si mineur/Majeur        |
| 1972 (Publication 1973)          | Romano Pezzati                        | Correspondances                                                                              | voix et orchestre de chambre                                                                                      | Publication unique                                                                                        | Suvini Zerboni                                |                                                |                   |                                                          |                         |
| 1908 (Publication 1909)          | Sergeï Taneïev                        | Correspondances (Dense Woods - Лeса дрeмучие) Op 26 n°5                                      | voix et piano | Zehn Gedichte für eine Singstimme mit Klavier                                                             | Russischer Musikverlag                        |                                                | 4 sur 4           | Adagio                                                   |                         |
| 2010                             | Davide Perrone                        | Correspondances (Natural Hertz)                                                              | soprano, piano et bande                                                                                           | Publication unique                                                                                        | Delatour                                      |                                                |                   |                                                          |                         |
| 1984                             | Henri Pousseur                        | Correspondances (Pour Baudelaire)                                                            | voix seule | Publication unique                                                                                        | Suvini Zerboni                                |                                                |                   |                                                          |                         |
| 1987 (Publication 2013)          | Henri Pousseur                        | Correspondances (Traverser la forêt)                                                         | voix et piano | Publication unique                                                                                        | Suvini Zerboni                                |                                                |                   |                                                          |                         |
| 1918 (Publication 1921)          | Kaikhorsu Shapurji Sorabji            | Correspondances KSS 21                                                                       | voix et piano | Trois Poèmes pour chant et piano                                                                          | Continental Music Publishing                  | A Madame Marthe Martine                        | 9 sur 16          | Lent                                                     |                         |
| 1985 (Publication 2006)          | Cyril Plante                          | Correspondances Op 111 n°3                                                                   | voix et piano | Cycle Baudelairien                                                                                        |                                               |                                                | 4 sur 4           | Adagio                                                   | Sol mineur              |
| 2015 (Publication 2017)          | Nicolas Chevereau                     | De profundis                                                                                 | baryton et piano                                                                                                  | Cinq poèmes de Baudelaire pour baryton et piano                                                           | Delatour                                      | Jérôme Boutillier                              |                   |                                                          |                         |
| 1981 (Publication 2017)          | Poul Rovsing Olsen                    | De profundis                                                                                 | voix et piano | Deux mélodies                                                                                             | Samfundet til udgivelse af Dansk Music        | Ulrik Cold                                     |                   |                                                          |                         |
| 1956 Publication 2013)           | Germain Desbonnet                     | De profundis clamavi                                                                         | voix et piano | Mélodies                                                                                                  | Editions buissonnières                        |                                                |                   |                                                          | Fa # Majeur             |
| 1990                             | James Rendace                         | De profundis clamavi                                                                         | alto et orchestre de chambre                                                                                      | Trois Poèmes de Baudelaire                                                                                |                                               |                                                |                   |                                                          |                         |
| 1987                             | Leif Thybo                            | Duellum                                                                                      | baryton et piano                                                                                                  | Deux Chansons de Baudelaire                                                                               | Egtved                                        | Erik Saeden                                    |                   |                                                          |                         |
| 1980 (Publication 1989)          | Anthony Powers                        | Elévation                                                                                    | soprano et piano                                                                                                  | Souvenirs du voyage, song cycle for soprano and piano on texts frome Baudelaire's                         | Oxford University Press                       | Jane et George                                 |                   |                                                          |                         |
|                                  | Armand Bolsène                        | Elévation                                                                                    | voix et piano | Frissons d'au-delà                                                                                        | E. Fromont                                    |                                                |                   |                                                          | Si Majeur               |
| 1911                             | Augustin Savard                       | Elévation                                                                                    | voix et piano | Publication unique                                                                                        | Album Musica                                  |                                                |                   |                                                          | Mi b mineur/Majeur      |
| 1990 (Publication 2001)          | Christopher Wicks                     | Elévation                                                                                    | voix et piano | Songs for high voice and piano                                                                            |                                               |                                                |                   |                                                          |                         |
| 2017                             | Dominique Lemaître                    | Elévation                                                                                    | baryton et piano                                                                                                  | Publication unique                                                                                        | François Le Roux                              |                                                |                   |                                                          |                         |
| 1937                             | Edouard Richli                        | Elévation                                                                                    | Chœur mixte (SATB)                                                                                                | Publication unique                                                                                        | Edition du Siècle musical                     |                                                |                   |                                                          |                         |
| 1957                             | Jean-Jacques Werner                   | Elévation                                                                                    | soprano et orchestre                                                                                              | Publication unique                                                                                        |                                               |                                                |                   |                                                          |                         |
|                                  | Jeanne Defauw                         | Elévation                                                                                    | voix et piano | Publication unique                                                                                        |                                               |                                                |                   |                                                          |                         |
| 1975                             | Jonathan Harvey                       | Elévation                                                                                    | voix et piano | Correspondances                                                                                           | Novello                                       | Meriel et Peter Dickinson                      |                   |                                                          |                         |
| 1909 (Publication 1997)          | Luis de Freitas Branco                | Elévation                                                                                    | voix et piano | Canções Francesas                                                                                         | Musicoteca Lisboa                             |                                                |                   |                                                          | Mi mineur/Majeur        |
| 1994                             | Marcel Corneloup                      | Elévation                                                                                    | Chœur (SATB) | A cœur joie                                                                                               |                                               |                                                |                   |                                                          |                         |
| 1925                             | Maxime Belliard                       | Elévation                                                                                    | voix et piano | Publication unique                                                                                        | Maurice Senart                                |                                                |                   |                                                          | Mi b Majeur             |
| 2015 (Publication 2017)          | Nicolas Chevereau                     | Elévation                                                                                    | baryton et piano                                                                                                  | Cinq poèmes de Baudelaire pour baryton et piano                                                           | Delatour                                      | Jérôme Boutillier                              |                   |                                                          | Ut Majeur               |
| 1980 (Publication 1992)          | Jean-Guy Bailly                       | Elévation                                                                                    | voix et piano | Trois poèmes de Baudelaire                                                                                |                                               |                                                |                   |                                                          | Ut Majeur               |
| 1970 (Publication 1989)          | Vincent Minazzoli                     | Elévation                                                                                    | voix et piano | Cinq Poèmes de Baudelaire (1970-1989)                                                                     | Klarthe                                       |                                                |                   |                                                          |                         |
| 2006                             | Cyril Plante                          | Elévation Op 111 n°2                                                                         | voix et piano | Cycle Baudelairien                                                                                        |                                               |                                                | 4 sur 4           | Lento                                                    | Si Majeur               |
| 2003                             | Olivier Kristofferson                 | Elévation Op 74                                                                              | mezzo-soprano solo                                                                                                | Publication unique                                                                                        |                                               |                                                |                   |                                                          |                         |
| 1995 (Publication 1996)          | Diderick Wagenaar                     | Enivrez-vous                                                                                 | Soprano et orchestre                                                                                              | Publication unique                                                                                        |                                               |                                                |                   |                                                          |                         |
| 2006 (Publication 2009)          | Henri Dutilleux                       | Enivrez-vous                                                                                 | Soprano et orchestre                                                                                              | Le temps l'horloge : Cinq épisodes pour soprano et orchestre                                              | Schott                                        |                                                |                   |                                                          |                         |
|                                  | Thierry Escaich                       | Enivrez-vous                                                                                 | Chœur mixte et accordéon                                                                                          | Questions de Vie                                                                                          | Billaudot                                     |                                                |                   |                                                          |                         |
| 1941                             | John Theodore Boorman                 | Femmes damnées                                                                               | voix et piano | Quelques sonnets de Baudelaire                                                                            | The University Library (Cambridge)            |                                                |                   |                                                          |                         |
| 1903                             | Alexandre Tariot                      | Harmonie du soir                                                                             | voix et piano | Publication unique                                                                                        | Alphonse Leduc                                |                                                |                   |                                                          |                         |
| 1914                             | Alfred Amadei                         | Harmonie du soir                                                                             | voix et piano | Six Mélodies                                                                                              | Louis Rouhier                                 | Mme Marie Jean de Reszke                       | 3 sur 4           | Tendrement et sans lenteur                               | Si Majeur               |
| 1920 (Publication 1921)          | Alice Sauvrezis                       | Harmonie du soir                                                                             | voix et piano | Publication unique                                                                                        | Maurice Senart                                | Gabriel Paulet                                 |                   |                                                          | Fa # mineur             |
| 2002 (Publication 2007)          | Benjamin C. S. Boyle                  | Harmonie du soir                                                                             | soprano et piano                                                                                                  | Trois chansons sur la poésie de Charles Baudelaire                                                        | Editions Rassel                               |                                                |                   |                                                          |                         |
| 19.. (Publication 1984)          | Bernard Rands                         | Harmonie du soir                                                                             | voix et orchestre de chambre                                                                                      | Canti del Sole                                                                                            |                                               |                                                |                   |                                                          |                         |
| 1985 (Publication 1993)          | Caroline Wilkins                      | Harmonie du soir                                                                             | soprano et piano                                                                                                  | Carte du tendre                                                                                           | Tre Media                                     |                                                |                   |                                                          |                         |
| 1885 (Publication 2011)          | Charles Lecocq                        | Harmonie du soir                                                                             | mezzo-soprano (ou baryton), violon et piano                                                                       | Publication unique                                                                                        | Eroïca                                        |                                                |                   |                                                          | Ut mineur/Majeur        |
| 1897 (Publication 1988)          | Charles Martin Loeffler               | Harmonie du soir                                                                             | voix, alto et piano                                                                                               | Selected Songs with chamber accompaniment                                                                 | A-R Editions Inc                              | A Mme J. Montgomery Sears                      | 4 sur 4           | Lento                                                    | Sol Majeur              |
| 1889 (Publication 1904)          | Claude Debussy                        | Harmonie du soir                                                                             | voix et piano | 5 poèmes de Charles Baudelaire                                                                            | A. Durand                                     | Etienne Dupin                                  | 3 sur 4           | Andante tempo rubato                                     | Si Majeur               |
| 1918                             | Claude Duboscq                        | Harmonie du soir                                                                             | voix et piano | Trois poèmes de C. Baudelaire                                                                             | E. Demets                                     | Jean Edme Lafollye                             |                   |                                                          | Ut # mineur / Mi Majeur |
| 1977 (Publication 1998)          | Claude Prior                          | Harmonie du soir                                                                             | voix et piano ?                                                                                                   | | Manuscrit                                     |                                                |                   |                                                          |                         |
| 2000                             | Claudine Yakowleff-Brignet            | Harmonie du soir                                                                             | soprano et piano                                                                                                  | Deux mélodies sur des poèmes de Ch. Baudelaire                                                            |                                               |                                                |                   |                                                          |                         |
| 2021 (Publication 2022)          | Colette Mourey                        | Harmonie du soir                                                                             | ténor et piano | Publication unique                                                                                        |                                               |                                                | 3 sur 4           | Sostenuto (Noire = 96)                                   | Si b mineur             |
| 1915                             | Daniel Fleuret                        | Harmonie du soir                                                                             | voix et piano | Six mélodies                                                                                              |                                               |                                                |                   |                                                          | Ré b Majeur             |
| 200. (Publication 2008)          | Emile Naoumoff                        | Harmonie du soir                                                                             | voix et piano | Mélodies choisies                                                                                         | Schott                                        |                                                |                   |                                                          | Do # mineur             |
| 1898                             | Fernando D'Azevedo                    | Harmonie du soir                                                                             | voix et piano | Publication unique                                                                                        | A. Quinzard & Cie                             |                                                |                   |                                                          |                         |
| 1950                             | Gaston Doin                           | Harmonie du soir                                                                             | voix et piano | Mélodies romantiques sur des poésies de A. de Musset et de Ch. Baudelaire                                 | Alphonse Leduc                                |                                                |                   |                                                          | Si b mineur             |
|                                  | Gérard Bertouille                     | Harmonie du soir                                                                             | voix et piano | Publication unique                                                                                        |                                               |                                                |                   |                                                          |                         |
| 1917                             | Hendrik Andriessen                    | Harmonie du soir                                                                             | voix et piano | Publication unique                                                                                        | G. Alsbach & Co                               |                                                |                   |                                                          | Si mineur               |
| 1990                             | James Rendace                         | Harmonie du soir                                                                             | alto et orchestre de chambre                                                                                      | Trois Poèmes de Baudelaire                                                                                |                                               |                                                |                   |                                                          |                         |
| 1998 (Publication 1999)          | Jan van Amerongen                     | Harmonie du soir                                                                             | voix et piano | Vier liederen                                                                                             | Donemus                                       | Alison Metternich                              |                   |                                                          | La Majeur               |
| 1948 (Publication 1959)          | Jean-Frédéric Perrenoud               | Harmonie du soir                                                                             | voix moyenne et piano                                                                                             | Les chants du soir                                                                                        | Foetisch frères                               |                                                |                   |                                                          |                         |
| 1982                             | Jean-Guy Bailly                       | Harmonie du soir                                                                             | baryton (ou mezzo-soprano) et piano                                                                               | Six poèmes de Charles Baudelaire                                                                          |                                               |                                                |                   |                                                          | Ut Majeur               |
| 2004 (Publication 2013)          | Jean-Louis Thomas                     | Harmonie du soir                                                                             | chœur (SATB) | Publication unique                                                                                        | La Sinfonie d'Orphée                          |                                                |                   |                                                          |                         |
|                                  | John Peel                             | Harmonie du soir                                                                             | mezzo-soprano et orchestre                                                                                        | Publication unique                                                                                        |                                               |                                                |                   |                                                          |                         |
|                                  | John Sernée                           | Harmonie du soir                                                                             | voix, violoncelle et cristal Baschet                                                                              | Huit Poèmes de Charles Baudelaire                                                                         |                                               |                                                |                   |                                                          |                         |
| 1923 (Publication 1930)          | Joseph-Zygmunt Szulc                  | Harmonie du soir                                                                             | voix et piano | Sept Mélodies                                                                                             | Francis Salabert                              |                                                |                   |                                                          | Si mineur               |
| 1970 (Publication 1975)          | Judith Lang Zaimont                   | Harmonie du soir                                                                             | voix et piano | Chansons nobles et sentimentales                                                                          | Subito Music                                  |                                                |                   |                                                          |                         |
| 1863                             | Jules Cressonnois                     | Harmonie du soir                                                                             | voix et piano | |                                               |                                                |                   |                                                          |                         |
| 1974 (Publication 1976)          | Leif Thybo                            | Harmonie du soir                                                                             | voix et piano | Trois Chansons de Baudelaire                                                                              | Egtved                                        |                                                |                   |                                                          |                         |
| 1930                             | Marc Delmas                           | Harmonie du soir                                                                             | voix et piano | Publication unique                                                                                        | Henry Lemoine                                 | Mme Max Bonnat                                 |                   |                                                          | Ré b Majeur             |
| 1942                             | Marguerite Bonnet                     | Harmonie du soir                                                                             | voix et piano | Cinq mélodies                                                                                             | Henry Lemoine                                 |                                                |                   |                                                          | Mi b mineur             |
| 2004 (Publication 2005)          | Mark-Anthony Turnage                  | Harmonie du soir                                                                             | soprano, piano, flûte, clarinette (la), 2 violons, alto et violoncelle                                            | Two Baudelaire Songs for soprano and seven instruments                                                    | Boosey & Hawkes                               | Veronica Lofthouse                             |                   |                                                          |                         |
| 1879 (Publication 1892)          | Maurice Rollinat                      | Harmonie du soir                                                                             | voix et piano | Six nouvelles poésies de Ch. Baudelaire                                                                   | Heugel & Cie                                  |                                                | 4 sur 4           | Lento                                                    | Ré mineur               |
| 1973                             | Michel Michelet                       | Harmonie du soir                                                                             | voix et piano | Publication unique                                                                                        |                                               |                                                |                   |                                                          |                         |
| 1974                             | Paul Aliprandi (Edmond-Jean Missa)    | Harmonie du soir                                                                             | guitare et chœur (SATB)                                                                                           | Publication unique                                                                                        | Editions françaises de musique                |                                                |                   |                                                          |                         |
| 1879-1888 (Publication 1893)     | Pierre de Bréville                    | Harmonie du soir                                                                             | voix et piano | Publication unique                                                                                        | Bornemann                                     | Madame E. Baugnies                             |                   |                                                          | Mi b mineur             |
| 1932                             | René Lenormand                        | Harmonie du soir                                                                             | voix et piano | Publication unique                                                                                        |                                               |                                                |                   |                                                          |                         |
| 1925 (Publication 1926)          | Robert Alger (Louis Schopfer)         | Harmonie du soir                                                                             | voix et piano | Trois Mélodies                                                                                            | Ricordi                                       | Jeanne Montjovet                               | 5 sur 4           | Modéré sans lenteur                                      | Ré b Majeur             |
| 1962 (Publication 2017)          | Rodolphe Mathieu                      | Harmonie du soir                                                                             | voix, violon et piano                                                                                             | Publication unique                                                                                        | Les Editions du Nouveau théâtre musical       |                                                |                   |                                                          |                         |
| 1936                             | Roger de Roumefort                    | Harmonie du soir                                                                             | voix et piano | Publication unique                                                                                        | Henry Lemoine                                 |                                                |                   |                                                          |                         |
| 1930                             | V. S Sevadjian                        | Harmonie du soir                                                                             | voix et piano | Mélodies                                                                                                  | J. Hamelle                                    |                                                | 3 sur 4           | Pas trop lent                                            | Ré mineur               |
| 1914                             | Yvan Renno                            | Harmonie du soir                                                                             | voix et piano | Publication unique                                                                                        | F. Durdilly, Ch. Hayet, Successeur            | Au 26 février 1914                             | 3 sur 4           | Andante ma non troppo                                    | Ré b Majeur             |
| 1930                             | Yves Pouget                           | Harmonie du soir                                                                             | voix et piano | | Manuscrit                                     |                                                |                   |                                                          |                         |
| 1916 (Publication 1995)          | Alexander von Zemlinsky               | Harmonie du soir (Harmonie des Abend)                                                        | voix et piano | Lieder aus dem Nachlass                                                                                   | Ricordi                                       |                                                |                   |                                                          |                         |
| 1909 (Publication 1911)          | Alexandre Gretchaninoff               | Harmonie du soir (Вечерний аккорд) Op 48                                                     | voix et piano | Les Fleurs du mal                                                                                         | A. Gutheil                                    |                                                | 6 sur 8           | Non tosto                                                | Sol Majeur              |
| 1904 (Publication 1912)          | Gabriel de Saint-Quentin              | Harmonie du soir Op 47                                                                       | voix et piano | Publication unique                                                                                        | Enoch & Cie                                   |                                                |                   |                                                          | Sol Majeur              |
| 1958                             | John Lambert                          | Horreur sympathique                                                                          | voix et piano | Publication unique                                                                                        |                                               |                                                |                   |                                                          |                         |
| 2016 (Publication 2018)          | Philippe Fénelon                      | Horreur sympathique                                                                          | voix et piano | Six poèmes de Charles Baudelaire                                                                          | Zabak productions                             |                                                |                   |                                                          |                         |
| 2013                             | Stéphane Gassot                       | Horreur sympathique                                                                          | voix et piano | Publication unique                                                                                        |                                               |                                                |                   |                                                          | Mi b mineur             |
| 1985 (Publication 2004)          | Stéphane Blet                         | Horreur sympathique (Les Chemins de l'Enfer) Op 100                                          | voix et piano | 4 mélodies d'après Les Fleurs du Mal                                                                      | Combre                                        | Hanna Schaer                                   |                   |                                                          |                         |
| 1997 (Publication 2000)          | Benjamin C. S. Boyle                  | Hymne                                                                                        | voix, soprano et piano                                                                                            | Publication unique                                                                                        | Editions Rassel                               |                                                |                   |                                                          |                         |
|                                  | Gérard Bertouille                     | Hymne                                                                                        | voix et piano | Publication unique                                                                                        |                                               |                                                |                   |                                                          |                         |
| 2014                             | Harald Banter                         | Hymne                                                                                        | chœur (SATB) | Publication unique                                                                                        |                                               |                                                |                   |                                                          |                         |
| 1985 (Publication 1986)          | Howard Boatwright                     | Hymne                                                                                        | voix et piano | Three French Songs for high voice and piano                                                               | Walnut Grove Press                            | Hugues Cuenod                                  |                   |                                                          |                         |
| 1925                             | Jacques-Michel Zoubaloff              | Hymne                                                                                        | voix et piano | Trois Poésies de Ch. Baudelaire                                                                           | Maurice Senart                                | Arsène Alexandre                               | 3 sur 4           | Sans lenteur (Noire = 81)                                | Mi b Majeur             |
| 1984 (Publication 1999)          | Jean-Yves Malmasson                   | Hymne                                                                                        | voix et piano | Trois Mélodies sur des poèmes de Charles Baudelaire                                                       | Musik-Fabrik                                  |                                                |                   |                                                          | Sol mineur              |
| 1929                             | Maria Pia Cafagna                     | Hymne                                                                                        | ténor et quatuor à cordes                                                                                         | | Manuscrit                                     |                                                |                   |                                                          |                         |
| 1962                             | Matthijs Vermeulen                    | Hymne                                                                                        | Mezzo-soprano et piano                                                                                            | Trois chants d'amour                                                                                      |                                               |                                                | 3 sur 4           | Calmo, meditativo e passionata (Noire = 69)              |                         |
| 1870 (Publication 1911)          | Robert Montfort                       | Hymne                                                                                        | voix et piano | Trois Poèmes de Baudelaire mis en musique                                                                 | Imprimerie de Crevel frères                   |                                                |                   |                                                          | Mi b Majeur             |
| 2003                             | Stephen Marc Schneider                | Hymne                                                                                        | voix et alto | Bribes - trois chants für triefe Stimme und Bratsche nach Gedichte von Charles Baudelaire                 |                                               | Alck                                           |                   |                                                          |                         |
| 1982 (Publication 1983)          | William Lewarne Harris                | Hymne                                                                                        | soprano, alto, ténor, baryton et piano                                                                            | Chansons de Baudelaire                                                                                    | British Music Collection                      |                                                |                   |                                                          |                         |
| 1896 (Publication 1898)          | Xavier Leroux                         | Hymne                                                                                        | voix et piano | Dix Mélodies (Vol II)                                                                                     | Alphonse Leduc                                | Mme M. Héglon                                  | 4 sur 4           | Très lentement et soutenu                                | Fa Majeur               |
| 1909                             | Camille Erlanger                      | Hymne (A la très chère)                                                                      | voix et piano | Publication unique                                                                                        | Enoch & Cie                                   |                                                | 6 sur 8           | Mouvement très modéré (Croche = 96)                      | Mi b Majeur             |
| 1896                             | Jules Darien                          | Hymne (A la très chère)                                                                      | voix et piano | Publication unique                                                                                        | Edition Gauloise                              |                                                |                   |                                                          |                         |
| 1996 (Publication 1997)          | Bruce Christian Bennett               | Hymne (Hymn)                                                                                 | chœur mixte (SATB)                                                                                                | Four pieces                                                                                               |                                               |                                                |                   |                                                          |                         |
| 1918                             | Camille Decreus                       | Hymne (Immortal Love)                                                                        | voix et piano | Publication unique                                                                                        |                                               |                                                |                   |                                                          |                         |
| 1928 (Publication 1942)          | Gerhard Frommel                       | Hymne (Loblied) Op 16 n°1                                                                    | voix et piano | Vier Lieder                                                                                               | Süddeutscher Musikverlag                      | An Sisina                                      |                   |                                                          | Fa Majeur               |
| 1909 (Publication 1911)          | Alexandre Gretchaninoff               | Hymne (Гимн) Op 48                                                                           | voix et piano | Les Fleurs du mal                                                                                         | A. Gutheil                                    |                                                | 4 sur 8           | Assoluto                                                 | Fa # Majeur             |
| 1990 (Publication 2001)          | Christopher Wicks                     | Hymne à la Beauté                                                                            | voix et piano | Songs for high voice and piano                                                                            |                                               |                                                |                   |                                                          |                         |
| 1898                             | Fernando D'Azevedo                    | Hymne à la Beauté                                                                            | voix et piano | Publication unique                                                                                        | A. Quinzard & Cie                             |                                                | 6 sur 8           | Allegro Moderato (Noire pointée = 84)                    | Ut Majeur               |
| 1940 (Publication 1951)          | Göte Carlid                           | Hymne à la Beauté                                                                            | voix, chœur (SATB) et orchestre                                                                                   | Hymnes à la beauté                                                                                        | Suecia                                        |                                                |                   |                                                          |                         |
| 1900                             | Gustave Doret                         | Hymne à la Beauté                                                                            | voix et piano | | Manuscrit                                     |                                                |                   |                                                          |                         |
| 1958                             | John Lambert                          | Hymne à la Beauté                                                                            | voix et piano ?                                                                                                   | |                                               |                                                |                   |                                                          |                         |
| 1958                             | John Lamn                             | Hymne à la Beauté                                                                            | voix et piano ?                                                                                                   | Publication unique                                                                                        |                                               |                                                |                   |                                                          |                         |
| 2013 (Publication 2014)          | Vladimir Genin                        | Hymne à la Beauté (A la beauté)                                                              | soprano, violon, alto, violoncelle et piano                                                                       | Les Fleurs du mal                                                                                         |                                               |                                                |                   |                                                          |                         |
| 1932                             | Léonce de Saint-Martin                | Hymne Op 13                                                                                  | voix et piano | | Manuscrit                                     |                                                |                   |                                                          | Sol Majeur              |
| 1888                             | Fernand Le Borne                      | Hymne Op 15 n°6 (Hymne d'amour)                                                              | voix et piano | Six Mélodies                                                                                              | P. Schott                                     | Talazac                                        | 4 sur 4           | Andante quasi Adagio                                     | Fa Majeur               |
| 1868-1870 (Publication 1871)     | Gabriel Fauré                         | Hymne Op 7 n°2                                                                               | voix et piano | 20 mélodies                                                                                               | J. Hamelle                                    | à Monsieur Félix Lévy                          | 6 sur 8           | Allegretto vivo                                          | Sol Majeur              |
| 1982                             | Francis-Paul Demillac                 | Il aimait à la voir…                                                                         | mezzo-soprano (ou baryton), piano et orchestre à cordes                                                           | Sur cinq poèmes de Baudelaire                                                                             | Manuscrit                                     |                                                |                   |                                                          |                         |
| 1982                             | Francis-Paul Demillac                 | Je n'ai pas oublié voisine de la ville                                                       | mezzo-soprano (ou baryton), piano et orchestre à cordes                                                           | Sur cinq poèmes de Baudelaire                                                                             | Manuscrit                                     |                                                |                   |                                                          |                         |
| 1924                             | Georges Lonque                        | Je n'ai pas oublié voisine de la ville                                                       | soprano et piano                                                                                                  | Publication unique                                                                                        |                                               |                                                |                   |                                                          |                         |
|                                  | Gérard Bertouille                     | Je n'ai pas oublié voisine de la ville                                                       | voix et piano ?                                                                                                   | Publication unique                                                                                        |                                               |                                                |                   |                                                          |                         |
|                                  | Albert Huybrechts                     | Je n'ai pas oublié voisine de la ville (Ressouvenance)                                       | voix et piano | Publication unique                                                                                        | CeBeDem                                       |                                                |                   |                                                          | Ré b Majeur             |
| 1931 (Publication 1948)          | Pierre Capedeville                    | Je n'ai pas oublié voisine de la ville…                                                      | voix et piano | Quatre Mélodies                                                                                           |                                               | Fernande-Elisabeth-Antoine                     |                   |                                                          | Mi b mineur             |
| 1926                             | Raoul Laparra                         | Je n'ai pas oublié voisine de la ville… (La Maison tranquille)                               | voix et piano | Dix Mélodies sur des poésies de Charles Baudelaire et Jean de La Fontaine                                 | Choudens                                      |                                                | 2 sur 4           | Andantino (Noire = 84)                                   | Fa Majeur               |
| 2000                             | Alfred Polansky                       | Je t'adore à l'égal de la voûte nocturne (Je t'adore)                                        | voix et guitare                                                                                                   | Publication unique                                                                                        |                                               |                                                |                   |                                                          |                         |
| 2013 (Publication 2014)          | Vladimir Genin                        | Je t'adore à l'égal de la voûte nocturne (Je t'adore)                                        | soprano, violon, alto, violoncelle et piano                                                                       | Les Fleurs du mal                                                                                         |                                               |                                                |                   |                                                          |                         |
| 1909 (Publication 1911)          | Alexandre Gretchaninoff               | Je t'adore à l'égal de la voûte nocturne (Я люблю тебя страстно) Op 48                       | voix et piano | Les Fleurs du mal                                                                                         | A. Gutheil                                    |                                                | 6 sur 8           | Allegro appassionato                                     | Do # Majeur             |
| 1912 (Publication 1913)          | Jean Neymarck                         | Je t'adore à l'égal de la voûte nocturne Op 21 n°2                                           | voix et piano | 4 Poèmes                                                                                                  | Léon Grus                                     | Charles Baux                                   |                   |                                                          | La mineur               |
| 1926                             | Alexander Shenshin                    | Je te donne ces vers afin que si mon nom…                                                    | voix et piano | Fünf Gedichte von Ch. Baudelaire                                                                          | Universal Edition                             |                                                |                   |                                                          |                         |
| 2000 (Publication 2003)          | Patrick Burgan                        | La Béatrice (Apparitions)                                                                    | chœur mixte (SATB)                                                                                                | Apparitions                                                                                               | Jobert                                        |                                                |                   |                                                          |                         |
| 2005 (Publication 2007)          | Alexander Muno                        | La Beauté                                                                                    | soprano et piano                                                                                                  | Trois Chants                                                                                              | Henry Litolff                                 |                                                |                   |                                                          |                         |
| 2010 (Publication 2011)          | Benjamin C. S. Boyle                  | La Beauté                                                                                    | soprano, ténor et piano                                                                                           | Chansons de Diane                                                                                         | Editions Rassel                               |                                                |                   |                                                          |                         |
| 1990 (Publication 2001)          | Christopher Wicks                     | La Beauté                                                                                    | voix et piano | Songs for high voice and piano                                                                            |                                               |                                                |                   |                                                          |                         |
|                                  | Gerhard Rosenfeld                     | La Beauté                                                                                    | voix et piano | Trois Sonnets Français                                                                                    |                                               |                                                |                   |                                                          |                         |
| 1904                             | Jean C. Maican                        | La Beauté                                                                                    | vois et piano | Publication unique                                                                                        | E. Demets                                     |                                                |                   |                                                          |                         |
| 1988 (Publication 2015)          | Jean-Guy Bailly                       | La Beauté                                                                                    | voix et piano | Trois poèmes de Baudelaire                                                                                |                                               | Brigitte Lafon                                 |                   |                                                          | Ut Majeur               |
| 2005                             | Jeff Myers                            | La Beauté                                                                                    | soprano et piano                                                                                                  | Baudelaire Songs                                                                                          |                                               |                                                |                   |                                                          |                         |
| 1990                             | Klaas Govers                          | La Beauté                                                                                    | voix mixtes (a cappella)                                                                                          | Twee liederen : voor gemengd koor a cappella                                                              |                                               |                                                |                   |                                                          |                         |
| 1924                             | Raoul Laparra                         | La Beauté                                                                                    | voix et piano | | Manuscrit                                     |                                                | 4 sur 4           |                                                          | Do Majeur               |
| 1995 (Publication 1998)          | Serge Ollive                          | La Beauté                                                                                    | voix et piano | Trois mélodies                                                                                            | Lighthouse Music Publications                 |                                                |                   |                                                          | Mi mineur               |
| 1970 (Publication 1989)          | Vincent Minazzoli                     | La Beauté                                                                                    | voix et piano | Cinq Poèmes de Baudelaire                                                                                 | Klarthe                                       |                                                |                   |                                                          |                         |
| 1969                             | Brian Elias                           | La Chevelure                                                                                 | voix, violon et orchestre de chambre                                                                              | Publication unique                                                                                        |                                               |                                                |                   |                                                          |                         |
| 1988                             | Miguel Angel Coria                    | La Chevelure                                                                                 | voix et orchestre                                                                                                 | Publication unique                                                                                        |                                               |                                                |                   |                                                          |                         |
| 1930                             | Pierre Weil                           | La Chevelure                                                                                 | voix et piano | Six mélodies pour chant et piano                                                                          | Maurice Sénart                                |                                                |                   |                                                          |                         |
| 2006                             | Lori Laitman                          | La Chevelure (My Hand Forever)                                                               | soprano et piano                                                                                                  | River of Horses                                                                                           |                                               | Jean del Santo                                 |                   |                                                          |                         |
| 2003 (Publication 2020)          | Adam Gorb                             | La Cloche fêlée                                                                              | soprano (ou mezzo-soprano) et piano                                                                               | Publication unique                                                                                        |                                               |                                                |                   |                                                          |                         |
| 1926                             | Alexander Shenshin                    | La Cloche fêlée                                                                              | voix et piano | Fünf Gedichte von Ch. Baudelaire                                                                          | Universal Edition                             |                                                |                   |                                                          |                         |
| 1922 (Publication 1924)          | André Caplet                          | La Cloche fêlée                                                                              | voix et piano | Publication unique                                                                                        | Durand & Cie                                  |                                                | 4 sur 4           |                                                          | Mi b mineur             |
| 1986 (Publication 2000)          | Andrew Ford                           | La Cloche fêlée                                                                              | voix et orchestre de chambre                                                                                      | Publication unique                                                                                        | australian Music Centre                       |                                                |                   |                                                          |                         |
| 1924                             | Armand Bournonville                   | La Cloche fêlée                                                                              | voix et piano | Publication unique                                                                                        | Maurice Senart                                | A Madame Madeleine Caron, de l'Opéra           |                   |                                                          | Si b Majeur             |
| 2016                             | Camille Pépin                         | La Cloche fêlée                                                                              | soprano, flûte alto, cor anglais, basson et piano                                                                 | Sonnets : hommage à Henri Dutilleux                                                                       | Jobert Editions                               |                                                |                   |                                                          |                         |
| 1918                             | Claude Duboscq                        | La Cloche fêlée                                                                              | voix et piano | Trois poèmes de C. Baudelaire                                                                             | E. Demets                                     | au maître Henri Letocart                       |                   |                                                          | Sol b Majeur            |
| 1914 (Publication 1915)          | Dragan Plamenac                       | La Cloche fêlée                                                                              | voix et piano | Trois poèmes de C. Baudelaire                                                                             |                                               |                                                |                   |                                                          |                         |
| 1971                             | Edison Vasilevich Denisov             | La Cloche fêlée                                                                              | Soprano et Grand orchestre                                                                                        | Universal Edition                                                                                         |                                               |                                                |                   |                                                          |                         |
| 192. (Publication 1927)          | Emmanuel Bondeville                   | La Cloche fêlée                                                                              | voix et piano | Deux mélodies                                                                                             | Max Eschig & Cie                              | Jean de Robien                                 |                   |                                                          | Mi Majeur               |
| 19..                             | Ernani Costa Braga                    | La Cloche fêlée                                                                              | voix et piano | Publication unique                                                                                        |                                               |                                                |                   |                                                          |                         |
| 1912                             | Ernest Ansermet                       | La Cloche fêlée                                                                              | voix et orchestre                                                                                                 | Publication unique                                                                                        |                                               |                                                |                   |                                                          |                         |
| 1920                             | G. Guérande                           | La Cloche fêlée                                                                              | voix et piano | Cinq mélodies sur des poèmes de Charles Baudelaire                                                        | Heugel                                        |                                                |                   |                                                          |                         |
| 1945 (Publication 1946)          | Gabriel Honoré Marcel                 | La Cloche fêlée                                                                              | voix et piano | Mélodies sur des poèmes de Baudelaire, Lamartine, Chénier, Ch. Guérin                                     |                                               |                                                |                   |                                                          |                         |
| 18.. (Publication 1911)          | Gaston Knosp                          | La Cloche fêlée                                                                              | voix et piano | Six Mélodies                                                                                              | Schott Frères                                 | au Maître Massenet                             |                   |                                                          | La mineur               |
| 1890 (Publication 1894)          | Gustave Charpentier                   | La Cloche fêlée                                                                              | voix et piano | Poèmes chantés                                                                                            | H. Tellier                                    | Maurice Beaubourg                              | 4 sur 4           | Lento (Croche = 96)                                      | Mi b Majeur             |
| 1988                             | Jean-Guy Bailly                       | La Cloche fêlée                                                                              | voix et piano | Trois poèmes de Baudelaire                                                                                |                                               | Brigitte Lafon                                 |                   |                                                          | Ut Majeur               |
| 1941                             | John Theodore Boorman                 | La Cloche fêlée                                                                              | voix et piano | Quelques sonnets de Baudelaire                                                                            | The University Library (Cambridge)            |                                                |                   |                                                          |                         |
| 1988                             | Jorge Delorenzi                       | La Cloche fêlée                                                                              | mezzo-soprano et piano                                                                                            | Homenaje a Poetas Franceses (Hommage aux Poètes Français)                                                 | J. Delorenzi                                  | Arturo Molina                                  |                   |                                                          | La mineur               |
|                                  | Jules Roger                           | La Cloche fêlée                                                                              | voix et piano ?                                                                                                   | Publication unique                                                                                        |                                               |                                                |                   |                                                          |                         |
| 1921                             | Ladislas de Rohozinski                | La Cloche fêlée                                                                              | voix et piano | Quatre Mélodies                                                                                           | J. Hamelle                                    | Alfred Lombard                                 |                   |                                                          | La mineur               |
| 1913 (Publication 1936)          | Marcel Degouy                         | La Cloche fêlée                                                                              | voix et piano | Mélodies de Marcel Degouy                                                                                 | J. Hamelle                                    | Paul Degouy                                    |                   |                                                          | Ut Majeur               |
| 1940                             | Marguerite Canal                      | La Cloche fêlée                                                                              | voix et piano | Sept poèmes de Charles Baudelaire                                                                         |                                               |                                                |                   |                                                          |                         |
| 1946                             | Martin Garcias                        | La Cloche fêlée                                                                              | voix et piano | Deux mélodies                                                                                             | Costellat                                     |                                                |                   |                                                          |                         |
| 1895                             | Maurice Rollinat                      | La Cloche fêlée                                                                              | voix et piano | Six Poèmes de Charles Baudelaire                                                                          | Ménestrel                                     |                                                |                   |                                                          |                         |
|                                  | Max E. Keller                         | La Cloche fêlée                                                                              | voix et guitare                                                                                                   | Publication unique                                                                                        |                                               |                                                |                   |                                                          |                         |
| 2018                             | Michel Bosc                           | La Cloche fêlée                                                                              | voix et piano | Publication unique                                                                                        |                                               | Alexandre Belikian                             |                   |                                                          | La mineur               |
| 1940 (Publication 1971)          | Noël Lee                              | La Cloche fêlée                                                                              | voix et piano | Quatre chants sur Baudelaire                                                                              |                                               | à Bernard Kruysen                              |                   |                                                          |                         |
| 1921                             | Paul Gautier                          | La Cloche fêlée                                                                              | voix et piano | Mélodies                                                                                                  | Durdilly, Ch. Hayet                           |                                                | 4 sur 4           | Très large                                               | Ut Majeur               |
| 1904                             | Paul Hillemacher, Lucien Hillemacher  | La Cloche fêlée                                                                              | voix et piano | Mélodies piano et chant                                                                                   | A. Joanin & Cie                               | à F. Delmas de l'Opéra                         |                   |                                                          | Si b Majeur             |
| 19..                             | Paul Roës                             | La Cloche fêlée                                                                              | voix et piano | Publication unique                                                                                        |                                               |                                                |                   |                                                          |                         |
| 2011                             | Philip Cashian                        | La Cloche fêlée                                                                              | mezzo-soprano, alto et piano                                                                                      | Three Baudelaire Songs                                                                                    |                                               |                                                |                   |                                                          |                         |
| 2016 (Publication 2018)          | Philippe Fénelon                      | La Cloche fêlée                                                                              | voix et piano | Six poèmes de Charles Baudelaire                                                                          | Zabak productions                             |                                                |                   |                                                          |                         |
| 1933 (Publication 1934)          | Philippe Gaubert                      | La Cloche fêlée                                                                              | voix et piano | Dix poèmes pour chant et piano                                                                            | Heugel                                        | Martial Singher                                |                   |                                                          | Fa mineur               |
| 1924 (Publication 1926)          | Pierre de Bréville                    | La Cloche fêlée                                                                              | voix et piano | Publication unique                                                                                        | Rouart, Lerolle & Cie                         | pour Mademoiselle Lina Falk                    |                   |                                                          | Ut # mineur             |
| 1919                             | Pierre Menu                           | La Cloche fêlée                                                                              | voix et piano | Les fleurs du mal de Charles Baudelaire                                                                   | Manuscrit                                     |                                                |                   |                                                          |                         |
| 1905                             | Raoul Bardac                          | La Cloche fêlée                                                                              | voix et piano | Cinq mélodies                                                                                             | E. Demets                                     | Maurice Duplay                                 |                   |                                                          | Mi b mineur             |
| 1901                             | Rita Strohl                           | La Cloche fêlée                                                                              | voix et piano | Dix Poésies mises en musique                                                                              | Toledo & Cie                                  | Mme Jean E. Schmitt                            | 2 sur 4           | Mouvement modéré (croche = 108)                          | Ut # mineur             |
| 1948 (Publication 1994)          | Robert Caby                           | La Cloche fêlée                                                                              | voix et piano | Publication unique                                                                                        | AARC                                          | Marya Freund                                   |                   |                                                          | Mi mineur               |
| 1930                             | Rodolphe Soiron                       | La Cloche fêlée                                                                              | voix et piano | Publication unique                                                                                        | Edition du magasin musical Pierre Schneider   | Charles Panzéra                                |                   |                                                          |                         |
| 1973 (Publication 1977)          | Rudolf Halaczinsky                    | La Cloche fêlée                                                                              | soprano, orgue électrique et ensemble à percussion                                                                | Trois chants pour soprano, orgue électrique et ensemble à percussion                                      | Astoria-Verlag                                |                                                |                   |                                                          |                         |
| 1924 (Publication 1998)          | René Garriguenc                       | La Cloche fêlée Op 11                                                                        | voix et piano | Trois mélodies pour chant et piano                                                                        |                                               |                                                |                   |                                                          | La mineur               |
| 1921 (Publication 1924)          | Louis Vierne                          | La Cloche fêlée Op 45 n°4                                                                    | voix et piano | Cinq poèmes de Baudelaire                                                                                 | Maurice Senart                                | Madeleine Richepin                             | 3 sur 4           | Poco lento (croche = 88)                                 | Sol Majeur/Mi mineur    |
| 1985                             | Alexander Goehr                       | La Cloche fêlée Op 47                                                                        | chœur mixte | Two Imitations of Baudelaire                                                                              |                                               |                                                |                   |                                                          |                         |
| 1893 (Publication 1904)          | Charles Martin Loeffler               | La Cloche fêlée Op 5 n°1                                                                     | voix, alto et piano                                                                                               | Quatre Poèmes                                                                                             | G. Schirmer                                   | Mme J. Montgomery Sears                        | 4 sur 4           | Lento                                                    | Ré mineur/Majeur        |
| 1925                             | Alfred Rose                           | La Cloche fêlée Op 7                                                                         | voix et piano | Les Fleurs du mal                                                                                         | Editions du Magasin musical Pierre Schneider  |                                                | 4 sur 4           |                                                          |                         |
| 1903 (Publication 1904)          | Alfredo Casella                       | La Cloche fêlée Op 7                                                                         | voix et piano | Publication unique                                                                                        | Monde musical                                 | Félia Litvinne                                 |                   |                                                          | Ut # mineur             |
| 1941                             | John Theodore Boorman                 | La Destruction                                                                               | voix et piano | Quelques sonnets de Baudelaire                                                                            | The University Library (Cambridge)            |                                                |                   |                                                          |                         |
| 1980 (Publication 1981)          | Wim Laman                             | La Destruction                                                                               | mezzo-soprano (ou contralto) et orchestre                                                                         | Les Fleurs du mal                                                                                         | Donemus                                       |                                                |                   |                                                          |                         |
| 1971                             | Edison Vasilevich Denisov             | La Fin de la journée                                                                         | Soprano et Grand orchestre                                                                                        | Universal Edition                                                                                         |                                               |                                                |                   |                                                          |                         |
| 1980                             | Frans Vuursteen                       | La Fin de la journée                                                                         | mezzo-soprano, piano, violon, alto, violoncelle, contrebasse, flûte, clarinette, oboi et basson                   | Publication unique                                                                                        |                                               |                                                |                   |                                                          |                         |
| 1990 (Publication 2001)          | Gary Bachlund                         | La Fin de la journée                                                                         | voix et piano | La Mort                                                                                                   |                                               | Romina Basso                                   | 4 sur 4           | Noire = 80                                               | La mineur               |
| 1986 (Publication 1987)          | Ned Rorem                             | La Fin de la journée (End of the Day)                                                        | chœur mixte | Evidence of things not seen                                                                               | Boosey & Hawkes                               |                                                |                   |                                                          | Ut Majeur               |
| 2017                             | Jérémy Langouet                       | La Fin de la journée (L'irrémédiable)                                                        | voix et piano | Fleurs du mal                                                                                             |                                               | Renaud Boutin                                  |                   |                                                          |                         |
| 2003                             | Ylva Skog                             | La Fin de la journée (När mörkret omsider stiger)                                            | mezzo-soprano et guitare                                                                                          | Baudelaire Sånger                                                                                         | Swedish Music                                 |                                                |                   |                                                          |                         |
| 1950 ?                           | Jean-Frédéric Perrenoud               | La Fin de la journée Op 29a n°1                                                              | voix et piano | Profils, musique de deux poèmes de Charles Baudelaire                                                     | Fondation Jean-Frédéric Perrenoud             |                                                |                   |                                                          |                         |
| 1993 (Publication 2011)          | Klaus Miehling                        | La Fin de la journée Op 42 n°2                                                               | voix et piano | Vier Lieder nach Charles Baudelaire                                                                       |                                               |                                                |                   |                                                          | Ut mineur               |
| 1941                             | John Theodore Boorman                 | La Fontaine de sang                                                                          | voix et piano | Quelques sonnets de Baudelaire                                                                            | The University Library (Cambridge)            |                                                |                   |                                                          |                         |
| 1985 (Publication 2004)          | Stéphane Blet                         | La Fontaine de sang Op 100                                                                   | voix et piano | 4 mélodies d'après Les Fleurs du Mal                                                                      | Combre                                        | Hanna Schaer                                   |                   |                                                          |                         |
| 2016                             | Camille Pépin                         | La Géante                                                                                    | voix, piano, flûte, cor et basson                                                                                 | Sonnets : hommage à Henri Dutilleux                                                                       | Jobert Editions                               |                                                |                   |                                                          |                         |
|                                  | Charles Lecocq                        | La Géante                                                                                    | voix et piano | Six Morceaux caractéristiques                                                                             | Choudens Père et Fils                         |                                                |                   |                                                          | Ré Majeur               |
| 1941                             | John Theodore Boorman                 | La Lune offensée                                                                             | voix et piano | Quelques sonnets de Baudelaire                                                                            | The University Library (Cambridge)            |                                                |                   |                                                          |                         |
| 1872 (Publication 1951)          | Albert Bertelin                       | La Mort des amants                                                                           | voix et piano | Mélodies                                                                                                  | Loret Fils et H Freytag                       |                                                |                   |                                                          | Ré b Majeur             |
| 2006 (Publication 2007)          | Alexander Muno                        | La Mort des amants                                                                           | soprano et piano                                                                                                  | Trois Chants                                                                                              | Henry Litolff                                 |                                                |                   |                                                          |                         |
| 1898                             | Augusta Holmès                        | La Mort des amants                                                                           | voix et piano | Publication unique                                                                                        | Souvenirs sans regrets                        |                                                |                   |                                                          | La Majeur / Fa # mineur |
| 1870 (Publication 1898)          | Auguste Villiers de L'Isle Adam       | La Mort des amants                                                                           | voix et piano | Publication unique                                                                                        | A. Quinzard & Cie                             |                                                |                   |                                                          | La Majeur / Fa # mineur |
| 1997 (Publication 2000)          | Benjamin C. S. Boyle                  | La Mort des amants                                                                           | soprano et piano                                                                                                  | Publication unique                                                                                        | Editions Rassel                               |                                                |                   |                                                          |                         |
| 1887                             | C. de La Chanonie                     | La Mort des amants                                                                           | voix et piano | Publication unique                                                                                        | Delanchy & Cie                                |                                                |                   |                                                          | La Majeur               |
| 1985 (Publication 2002)          | Caroline Wilkins                      | La Mort des amants                                                                           | soprano et piano                                                                                                  | Carte du tendre                                                                                           | Tre Media                                     |                                                |                   |                                                          |                         |
| 1887 (Publication 1904)          | Claude Debussy                        | La Mort des amants                                                                           | voix et piano | 5 poèmes de Charles Baudelaire                                                                            | A. Durand                                     | Etienne Dupin                                  | 3 sur 4           | Andante                                                  | Sol b Majeur            |
|                                  | Franz Servais                         | La Mort des amants                                                                           | voix et piano ?                                                                                                   | Scènes lyriques                                                                                           |                                               |                                                |                   |                                                          |                         |
| 1990 (Publication 2001)          | Gary Bachlund                         | La Mort des amants                                                                           | voix et piano | La Mort                                                                                                   |                                               | Romina Basso                                   | 3 sur 4           | Noire = 60                                               | Si mineur               |
| 1879                             | Gaston Serpette                       | La Mort des amants                                                                           | baryton et piano                                                                                                  | Publication unique                                                                                        | Richault & Cie                                | Alice de Chazot                                | 9 sur 8           | Andante                                                  | Ré b Majeur             |
| 1967                             | Geneviève Cognet                      | La Mort des amants                                                                           | voix et piano | |                                               |                                                |                   |                                                          |                         |
| 1926                             | Georges Antoine                       | La Mort des amants                                                                           | voix et piano | Album de 5 Mélodies pour chant et piano                                                                   | Maurice Senart                                | Marcel Paquot                                  |                   |                                                          | Fa # mineur/Majeur      |
| 1978                             | Germain Desbonnet                     | La Mort des amants                                                                           | voix et piano | Mélodies                                                                                                  | Editions buissonnières                        |                                                |                   |                                                          |                         |
| 1998                             | Guillemette Marrannes                 | La Mort des amants                                                                           | voix et piano | Sept Mélodies de mer et d'amour                                                                           |                                               |                                                |                   |                                                          | Si b Majeur             |
| 1894 (Publication 1895)          | Gustave Charpentier                   | La Mort des amants                                                                           | voix et piano | Les Fleurs du mal                                                                                         | Heugel                                        | Yveling Rambaud                                |                   |                                                          | Ré Majeur / Mi Majeur   |
| 1888                             | Henri de Saussine                     | La Mort des amants                                                                           | voix et piano | Publication unique                                                                                        | Loret Fils et H Freytag                       |                                                |                   |                                                          |                         |
| 1967                             | Jean Derbès                           | La Mort des amants                                                                           | contralto et piano                                                                                                | Sept mélodies pour voix de contralto et piano sur des textes de Baudelaire                                |                                               |                                                |                   |                                                          |                         |
| 1958                             | John Lambert                          | La Mort des amants                                                                           | voix et piano ?                                                                                                   | |                                               |                                                |                   |                                                          |                         |
|                                  | Judith Gautier                        | La Mort des amants                                                                           | voix | |                                               |                                                | 6 sur 8           |                                                          |                         |
| 1938 (Publication 1948)          | Leo Smit                              | La Mort des amants                                                                           | Soprano, alto et piano                                                                                            | La Mort                                                                                                   | Donemus                                       |                                                |                   |                                                          |                         |
| 1889                             | Léon Vasseur                          | La Mort des amants                                                                           | voix et piano | Publication unique                                                                                        | Société anonyme d'Edition Mutuelle de Musique |                                                |                   |                                                          | Si b Majeur             |
| 1904                             | Marcel Levallois                      | La Mort des amants                                                                           | voix et piano | Publication unique                                                                                        | Bellon et Ponscarme                           |                                                |                   |                                                          |                         |
| 1946                             | Martin Garcias                        | La Mort des amants                                                                           | voix et piano | Deux mélodies                                                                                             | Costellat                                     |                                                |                   |                                                          |                         |
| 1892                             | Maurice Rollinat                      | La Mort des amants                                                                           | voix et piano | Six Poésies de Ch. Baudelaire                                                                             | Heugel & Cie                                  |                                                |                   |                                                          | Ré mineur/Majeur        |
| 2001 (Publication 2002)          | Patrick van Deurzen                   | La Mort des amants                                                                           | chœur (SSAATTBB)                                                                                                  | Publication unique                                                                                        |                                               |                                                |                   |                                                          |                         |
| 1932                             | Paul Jaton                            | La Mort des amants                                                                           | voix et piano | Publication unique                                                                                        | Maurice Senart                                |                                                |                   |                                                          |                         |
| 1931                             | René Brancour                         | La Mort des amants                                                                           | voix et piano | Publication unique                                                                                        |                                               |                                                |                   |                                                          |                         |
| 1900 (Publication 1901)          | René-Emmanuel Baton (Rhené-Baton)     | La Mort des amants                                                                           | voix et piano | Publication unique                                                                                        | E. Demets                                     | A C…                                           | 4 sur 4           | Presque lent (Noire = 56)                                | Ré mineur               |
| 1973 (Publication 1977)          | Rudolf Halaczinsky                    | La Mort des amants                                                                           | soprano, percussion et orgue électrique                                                                           | Toris chants pour soprano, orgue électrique et ensemble à percussion                                      | Astoria-Verlag                                |                                                |                   |                                                          |                         |
|                                  | Sophie Mourey                         | La Mort des amants                                                                           | voix et piano | |                                               |                                                |                   |                                                          |                         |
| 1910                             | V. André                              | La Mort des amants                                                                           | voix et piano | Publication unique                                                                                        | Louis Billaudot                               | A Monsieur Maurice Potel                       |                   |                                                          |                         |
| 1967                             | Willi Schuh                           | La Mort des amants                                                                           | voix et piano | | Neuen Zürcher Zeitung                         |                                                |                   |                                                          |                         |
| 1980 (Publication 1981)          | Wim Laman                             | La Mort des amants                                                                           | mezzo-soprano (ou contralto) et orchestre                                                                         | Les Fleurs du Mal                                                                                         | Donemus                                       |                                                |                   |                                                          |                         |
| 1895                             | Ricardo Viñes                         | La Mort des amants (A Elle)                                                                  | voix et piano | Publication unique                                                                                        |                                               |                                                |                   |                                                          | La b Majeur             |
| 1909 (Publication 1997)          | Luis de Freitas Branco                | La Mort des amants (A Morte dos Amantes)                                                     | voix et piano | Canções Francesas                                                                                         | Musicoteca Lisboa                             |                                                |                   |                                                          | Mi mineur               |
| 1907                             | Emile Poirson                         | La Mort des amants Op 1 n°4                                                                  | voix et piano | Chanson des poètes                                                                                        | A-Z Mathot                                    | André Gédalge                                  | 4 sur 4           | Andante                                                  | Fa # mineur             |
| 2004                             | Michel Bosc                           | La Mort des amants Op 134                                                                    | voix et piano | | Manuscrit                                     |                                                |                   |                                                          | Sol mineur              |
| 1890                             | René Lenormand                        | La Mort des amants Op 33 n°3                                                                 | voix et piano | Les Fleurs du mal                                                                                         | V. Durdilly                                   | Fernand Duboc                                  | 5 sur 4           | Andante (Noire = 69)                                     | Ré b Majeur             |
| 1925                             | Alfred Rose                           | La Mort des amants Op 7                                                                      | voix et piano | Les Fleurs du mal                                                                                         | Editions du Magasin musical Pierre Schneider  |                                                |                   |                                                          |                         |
| 1922                             | Albert Le Guillard                    | La Mort des amants Op 8 n°1                                                                  | voix et piano | Quatre mélodies                                                                                           | Maurice Senart                                |                                                | 4 sur 4           | Noire = 52                                               | La Majeur               |
| 1938 (Publication 1948)          | Leo Smit                              | La Mort des artistes                                                                         | Soprano, alto et piano                                                                                            | La Mort                                                                                                   | Donemus                                       |                                                | 3 sur 4           | Moderato (sans lenteur)                                  |                         |
| 1909 (Publication 1997)          | Luis de Freitas Branco                | La Mort des artistes                                                                         | voix et piano | Canções Francesas                                                                                         | Musicoteca Lisboa                             |                                                |                   |                                                          | Sol Majeur              |
| 1990 (Publication 2001)          | Gary Bachlund                         | La Mort des artistes                                                                         | voix et piano | La Mort                                                                                                   |                                               | Romina Basso                                   | 3 sur 4           | Noire = 60                                               | Si mineur               |
| 2003                             | Ylva Skog                             | La Mort des artistes (Till Konstfullt Uttänkt List)                                          | mezzo-soprano et guitare                                                                                          | Baudelaire sånger                                                                                         | Swedish Music                                 |                                                |                   |                                                          |                         |
| 1922 (Publication 1924)          | André Caplet                          | La Mort des pauvres                                                                          | voix et piano | Publication unique                                                                                        | Durand & Cie                                  |                                                | 4 sur 4           | Modéré                                                   | Ré mineur               |
| 2005                             | Emile Naoumoff                        | La Mort des pauvres                                                                          | voix et piano | Mélodies choisies                                                                                         |                                               |                                                |                   |                                                          |                         |
| 1990 (Publication 2001)          | Gary Bachlund                         | La Mort des pauvres                                                                          | voix et piano | La Mort                                                                                                   |                                               | Romina Basso                                   | 6 sur 4           | Blanche pointée = 40                                     | La Majeur               |
|                                  | Jules Roger                           | La Mort des pauvres                                                                          | voix et piano ?                                                                                                   | |                                               |                                                |                   |                                                          |                         |
| 1938 (Publication 1948)          | Leo Smit                              | La Mort des pauvres                                                                          | Soprano, alto et piano                                                                                            | La Mort                                                                                                   | Donemus                                       |                                                |                   |                                                          |                         |
| 1909 (Publication 1997)          | Luis de Freitas Branco                | La Mort des pauvres                                                                          | voix et piano | Canções Francesas                                                                                         | Musicoteca Lisboa                             |                                                |                   |                                                          | Ut mineur/Mi b Majeur   |
| 1892                             | Maurice Rollinat                      | La Mort des pauvres                                                                          | voix et piano | Six nouvelles poésies de Ch. Baudelaire                                                                   | Heugel & Cie                                  |                                                |                   |                                                          | Sol mineur              |
|                                  | Max E. Keller                         | La Mort des pauvres                                                                          | voix et guitare                                                                                                   | Publication unique                                                                                        |                                               |                                                |                   |                                                          |                         |
| 2006                             | Nguyen Phuc Buu Phoi                  | La Mort des pauvres                                                                          | soprano et piano                                                                                                  | Les Fleurs du Mal, six mélodies pour soprano et piano                                                     |                                               |                                                |                   |                                                          | La mineur               |
| 19..                             | Raymond Bonheur                       | La Mort des pauvres                                                                          | voix et piano | Trois poèmes de Baudelaire                                                                                | Manuscrit                                     |                                                |                   |                                                          |                         |
| 1901                             | Rita Strohl                           | La Mort des pauvres                                                                          | voix et piano | Dix Poésies mises en musique                                                                              | Toledo & Cie                                  | Eduard Moullé                                  | 3 sur 4           | Mouvement très modéré (Noire = 69)                       | Do b Majeur             |
| 1960                             | Walther Hirschberg                    | La Mort des pauvres                                                                          | voix et piano | 12 mélodies                                                                                               |                                               |                                                |                   |                                                          |                         |
| 1936                             | Zygmunt Mycielski                     | La Mort des pauvres                                                                          | chœur, orchestre et piano                                                                                         | | Manuscrit                                     |                                                |                   |                                                          |                         |
| 1985 (Publication 2004)          | Stéphane Blet                         | La Mort des pauvres (La Mort) Op 100                                                         | voix et piano | 4 mélodies d'après Les Fleurs du Mal                                                                      | Combre                                        | Hanna Schaer                                   |                   |                                                          |                         |
| 1925                             | Alfred Rose                           | La Muse malade Op 7                                                                          | voix et piano | Les Fleurs du mal                                                                                         | Editions du Magasin musical Pierre Schneider  |                                                |                   |                                                          |                         |
| 1926                             | Alexander Shenshin                    | La Musique                                                                                   | voix et piano | Fünf Gedichte von Ch. Baudelaire                                                                          | Universal Edition                             |                                                |                   |                                                          |                         |
|                                  | Alfred Galpin                         | La Musique                                                                                   | voix et piano ?                                                                                                   | |                                               | A mon vieil amo Biel - hommages affectueux     |                   |                                                          |                         |
| 1914 (Publication 1915)          | Dragan Plamenac                       | La Musique                                                                                   | voix et piano | Trois poèmes de Ch. Baudelaire                                                                            |                                               |                                                |                   |                                                          | La mineur               |
| 2000 (Publication 2007)          | Elliott Carter                        | La Musique                                                                                   | soprano a cappella                                                                                                | Publication unique                                                                                        | Boosey & Hawkes                               | Lucy Shelton                                   |                   |                                                          |                         |
| 1970                             | François Ziberlin                     | La Musique                                                                                   | chœur mixte (SSAATTBB)                                                                                            | Publication unique                                                                                        | Henri Lemoine                                 |                                                |                   |                                                          |                         |
| 2014                             | Gabriel Jackson                       | La Musique                                                                                   | voix et chœur (SATB)                                                                                              | Publication unique                                                                                        |                                               |                                                |                   |                                                          |                         |
| 1985                             | Gordon Kerry                          | La Musique                                                                                   | mezzo-soprano et piano                                                                                            | Obsessions. Song-cycle to poems by Charles Baudelaire                                                     | Australian Music Centre                       | Stephen McIntyre                               |                   |                                                          |                         |
| 1894                             | Gustave Charpentier                   | La Musique                                                                                   | voix et piano | Poèmes chantés                                                                                            | H. Tellier                                    | Georges Rochegrosse                            | 3 sur 4           | Allegro moderato (Noire = 66)                            | Si Majeur               |
| 1907                             | Marc Delmas                           | La Musique                                                                                   | voix et piano | Publication unique                                                                                        | A-Z Mathot                                    | Mme René Godart                                | 4 sur 4           | Modéré, sans lenteur                                     | Ré b Majeur             |
| 1938                             | Marcel Godart                         | La Musique                                                                                   | voix et piano | Publication unique                                                                                        | Editions Provence                             |                                                |                   |                                                          |                         |
| 1990 (Publication 1999)          | Marjorie Merryman                     | La Musique                                                                                   | mezzo-soprano, alto et piano                                                                                      | La musique : two poems of Charles Baudelaire (1990-1999)                                                  | Association for the Promotion of New Music    |                                                |                   |                                                          |                         |
| 2011                             | Philip Cashian                        | La Musique                                                                                   | mezzo-soprano, alto et piano                                                                                      | Three Baudelaire Songs                                                                                    |                                               |                                                |                   |                                                          |                         |
| 2005 (Publication 2015)          | Spencer Tsai                          | La Musique                                                                                   | soprano et piano                                                                                                  | |                                               |                                                |                   |                                                          |                         |
| 1982                             | Jean-Guy Bailly                       | La Musique                                                                                   | voix et piano | Six poèmes de Charles Baudelaire                                                                          |                                               |                                                |                   |                                                          | Ut Majeur               |
|                                  | Philippe Delisle                      | La Musique                                                                                   | voix et piano | Mélodies                                                                                                  |                                               |                                                |                   |                                                          | Ré b Majeur             |
| 1969 (Publication 1979)          | György Kosa                           | La Musique (A zene)                                                                          | voix et piano | Francia Költök                                                                                            | Musica Budapest                               |                                                |                   |                                                          |                         |
| 1946-1986                        | Alexandre Tansman                     | La Musique (Esquisse)                                                                        | chœur (SSA) et piano                                                                                              | Publication unique                                                                                        | Max Eschig                                    |                                                |                   |                                                          |                         |
| 1948                             | Joseph Jongen                         | La Musique (Musique) Op 135                                                                  | soprano, piano et quatuor à cordes                                                                                | Publication unique                                                                                        | Mauirce Senart                                |                                                |                   |                                                          |                         |
| 2017                             | Mamed Guseynov                        | La Musique (Muzyka)                                                                          | voix et piano | Oeuvres vocales choisies (Избранные вокальные сочинения)                                                  |                                               |                                                |                   |                                                          |                         |
| 1908 (Publication 1909)          | Sergeï Taneïev                        | La Musique (Музыка) Op 26 n°4                                                                | voix et piano | Zehn Gedichte für eine Singstimme mit Klavier                                                             | Russischer Musikverlag                        |                                                | 4 sur 4           | Allegro                                                  | Ré Majeur               |
| 1907                             | Emile Poirson                         | La Musique Op 1 n°3                                                                          | voix et piano | Chanson des poètes                                                                                        | A-Z Mathot                                    | André Gédalge                                  | 3 sur 8           | Modéré                                                   | Fa Majeur               |
| 1980-2004                        | Michel Bosc                           | La Musique Op 135                                                                            | voix et piano | |                                               | Aline Fox                                      |                   |                                                          | Ré mineur               |
| 1939 (Publication 1999)          | Lex van Delden                        | La Musique Op 5                                                                              | basse et piano | Trois mélodies voor bas en piano (1939-1940)                                                              | Donemus                                       | Hendrik Lindt                                  |                   |                                                          |                         |
| 1975                             | Léon Orthel                           | La Musique Op 72                                                                             | voix et piano | Deux mélodies                                                                                             | Donemus                                       | Ank Reinders                                   |                   |                                                          | Ut Majeur               |
| 2010 (Publication 2011)          | Benjamin C. S. Boyle                  | La Prière d'un païen                                                                         | Soprano, ténor et piano                                                                                           | Chansons de Diane                                                                                         | Editions Rassel                               |                                                |                   |                                                          |                         |
|                                  | Harry Garrett-Phillips                | La Prière d'un païen                                                                         | soprano et orchestre                                                                                              | |                                               |                                                |                   |                                                          |                         |
| 1996 (Publication 1997)          | Bruce Christian Bennett               | La Prière d'un païen (A pagan's prayer)                                                      | chœur mixte (SATB)                                                                                                | Four pieces                                                                                               |                                               |                                                |                   |                                                          |                         |
| 1992                             | Gareth Farr                           | La Prière d'un paîen (Pagan Prayer)                                                          | soprano, quatuor de percussions, 4 trombones                                                                      | |                                               |                                                |                   |                                                          |                         |
| 2000                             | Leonidas Kanaris                      | La Prière d'un païen (Η Προσευχή Ενός Ειδωλολάτρη)                                           | voix et piano | Three Songs of Poems by Ch. Baudelaire                                                                    |                                               |                                                |                   |                                                          |                         |
| 1994 (Publication 1999)          | Maximilian Beckschäfer                | La Rançon                                                                                    | chœur mixte a cappella                                                                                            | Zwei Lieder für gemischten Chor a cappella                                                                | Vierdreiunddreissig                           |                                                |                   |                                                          |                         |
| 2016 (Publication 2018)          | Philippe Fénelon                      | La Rançon                                                                                    | voix et piano | Six poèmes de Charles Baudelaire                                                                          | Zabak productions                             |                                                |                   |                                                          |                         |
| 1868-1870 (Publication 1871)     | Gabriel Fauré                         | La Rançon Op 8 n°2                                                                           | voix et piano | 20 mélodies                                                                                               | J. Hamelle                                    | Henri Duparc                                   | 3 sur 4           |                                                          | Ut mineur/Majeur        |
| 1896                             | Ernest Guiraud                        | La Servante au grand Cœur                                                                    | voix et piano | Publication unique                                                                                        | Paul Dupont                                   | Mme Yveling Rambaud                            | 4 sur 4           | Lento                                                    | Mi mineur/Majeur        |
| 1982                             | Francis-Paul Demillac                 | La Servante au grand Cœur                                                                    | mezzo-soprano (ou baryton), piano et orchestre à cordes                                                           | Sur cinq poèmes de Baudelaire                                                                             | Manuscrit                                     |                                                |                   |                                                          |                         |
| 1980 (Publication 1989)          | Anthony Powers                        | La Vie antérieure                                                                            | soprano et piano                                                                                                  | Souvenirs du voyage, song cycle for soprano and piano on texts from Baudelaire's                          | Oxford University Press                       | Emile Fourton                                  |                   |                                                          |                         |
|                                  | Armand Bolsène                        | La Vie antérieure                                                                            | voix et piano | Frissons d'au-delà                                                                                        | E. Fromont                                    |                                                |                   |                                                          | Mi b Majeur             |
| 2007 (Publication 2008)          | Harold Blumenfeld                     | La Vie antérieure                                                                            | orchestre et choeur (SATB)                                                                                        | Vers Sarabuques after Baudelaire                                                                          | MMB Music                                     |                                                |                   |                                                          |                         |
| 1874-1884                        | Henri Duparc                          | La Vie antérieure                                                                            | voix et piano (Orchestration - 1911-1913)                                                                         | Mélodies                                                                                                  | Rouart Lerolle & Cie                          | Guy Ropartz                                    | 4 sur 4           | Lent et solennel                                         | Mi b Majeur             |
| 1933                             | Jean Lazerat                          | La Vie antérieure                                                                            | voix et piano | Publication unique                                                                                        | J. Hamelle                                    |                                                |                   |                                                          |                         |
| 2006                             | Oliver Waespi                         | La Vie antérieure                                                                            | chœur mixte | Publication unique                                                                                        |                                               |                                                |                   |                                                          |                         |
| 1930                             | Pierre Weil                           | La Vie antérieure                                                                            | voix et piano | Six mélodies pour chant et piano                                                                          | Maurice Sénart                                |                                                |                   |                                                          |                         |
| 1896 (Publication 1899)          | Ricardo Viñes                         | La Vie antérieure                                                                            | voix et piano | Publication unique                                                                                        |                                               |                                                |                   |                                                          | Ré b Majeur             |
| 1909 (Publication 1911)          | Robert Montfort                       | La Vie antérieure (Vie antérieure)                                                           | voix et piano | Trois Poèmes de Baudelaire mis en musique                                                                 |                                               |                                                |                   |                                                          | Si Majeur               |
| 1912 (Publication 1913)          | Jean Neymarck                         | La Vie antérieure Op 21 n°1                                                                  | voix et piano | 4 Poèmes                                                                                                  | Léon Grus                                     | Charles Baux                                   |                   |                                                          | Fa mineur               |
|                                  | Henri Dutilleux                       | La Voix                                                                                      | voix et piano | |                                               |                                                |                   |                                                          |                         |
| 1992                             | Jean-Guy Bailly                       | La Voix                                                                                      | voix et piano | Trois poèmes de Baudelaire                                                                                |                                               |                                                |                   |                                                          | Ut Majeur               |
| 2008 (Publication 2009)          | Patrick Burgan                        | La Voix                                                                                      | baryton, flûte, violoncelle et piano                                                                              | Trois chants de l'Ailleurs                                                                                |                                               |                                                |                   |                                                          |                         |
| 1962                             | Charles Brown                         | L'Albatros                                                                                   | voix et piano | 4 mélodies                                                                                                | Manuscrit                                     |                                                |                   |                                                          |                         |
| 2022                             | Colette Mourey                        | L'Albatros                                                                                   | ténor et piano | Publication unique                                                                                        |                                               |                                                | 6 sur 4           | Solenne(l) (Blanche pointée = 42)                        | Si b mineur             |
| 1937                             | Edouard Richli                        | L'Albatros                                                                                   | chœur mixte (SATB)                                                                                                | Publication unique                                                                                        | Edition du Siècle musical                     |                                                |                   |                                                          |                         |
| 1948                             | Gaston Doin                           | L'Albatros                                                                                   | voix et piano | |                                               |                                                |                   |                                                          | Sol mineur              |
| 1955 (Publication 1958)          | Jean-Marie Depelsenaire               | L'Albatros                                                                                   | voix et piano | 10 Mélodies diverses pour chant et piano                                                                  | Manuscrit                                     |                                                |                   |                                                          |                         |
|                                  | John Sernée                           | L'Albatros                                                                                   | voix, violoncelle et cristal Baschet                                                                              | Huit Poèmes de Charles Baudelaire                                                                         |                                               |                                                |                   |                                                          |                         |
| 2006                             | Nguyen Phuc Buu Phoi                  | L'Albatros                                                                                   | soprano et piano                                                                                                  | Les Fleurs du Mal, six mélodies pour soprano et piano                                                     |                                               |                                                |                   |                                                          |                         |
| 1984                             | Patrick Guerrier                      | L'Albatros                                                                                   | voix seule | |                                               |                                                |                   |                                                          |                         |
| 1980 (Publication 2003)          | Patrick Le Mault                      | L'Albatros                                                                                   | chœur (SATB) | Publication unique                                                                                        |                                               |                                                |                   |                                                          | Fa mineur               |
| 1948 (Publication 1994)          | Robert Caby                           | L'Albatros                                                                                   | voix et piano | 11 poètes français du XVIIIe et XIXe siècles                                                              | AARC                                          | Gérard Magistry                                |                   |                                                          | Si b Majeur             |
| 1988 (Publication 2021)          | Vincent Minazzoli                     | L'Albatros                                                                                   | voix et piano | 5 Poèmes de Baudelaire                                                                                    | Klarthe                                       |                                                |                   |                                                          | Mi b Majeur/mineur      |
| 1933                             | Constantin Ldov                       | L'Albatros (Le Prince des Nuées) Op 55                                                       | voix et piano | |                                               |                                                |                   |                                                          | Fa Majeur               |
| 1987                             | Adrienne Clostre                      | L'Albatros (Les albatros)                                                                    | 3 acteurs, 4 voix (mezzo-soprano, soprano, haute-contre et baryton), chœur, maitrise de garçons et orchestre      | Neuf séquences sur un montage de textes extraits de l'œuvre et de la correspondance de Charles Baudelaire |                                               |                                                |                   |                                                          |                         |
| 2009 (Publication 2013)          | Outi Tarkiainen                       | L'Albatros (The Albatross)                                                                   | voix et piano | The Baudelaire Songs                                                                                      |                                               |                                                |                   |                                                          |                         |
| 2006                             | Cyril Plante                          | L'Albatros Op 111 n°1                                                                        | voix et piano | Cycle Baudelairien                                                                                        |                                               |                                                | 3 sur 4           | Vivo                                                     | Sol Majeur              |
| 2020                             | Laurent Coulomb                       | L'Albatros Op 51                                                                             | voix et piano | |                                               | François Le Roux                               |                   |                                                          |                         |
| 2005 (Publication 2010)          | Marijn Simons                         | L'Albatros Op 56                                                                             | voix, piano, percussion, clarinette, hautbois, basson, trompette                                                  | Faux bourdon varié                                                                                        |                                               |                                                |                   |                                                          |                         |
| 1879 (Publication 1990)          | Ernest Chausson                       | L'Albatros Sno 10                                                                            | voix et piano | Huit Mélodies inédites                                                                                    | Marius Flothuis                               |                                                | 3 sur 4           | Con moto                                                 | Mi b mineur / Ut mineur |
| 1937                             | Louis Broquet                         | L'Âme du vin                                                                                 | chœur d'hommes - 4 voix a cappella                                                                                | Publication unique                                                                                        | Rouart Lerolle & Cie                          |                                                |                   |                                                          | Ut mineur               |
| 1990 (Publication 1999)          | Marjorie Merryman                     | L'Âme du vin                                                                                 | mezzo-soprano, alto et piano                                                                                      | La musique : two poems of Charles Baudelaire (1990-1999)                                                  | Association for the Promotion of New Music    |                                                |                   |                                                          |                         |
|                                  | Max E. Keller                         | L'Âme du vin                                                                                 | voix et guitare                                                                                                   | Publication unique                                                                                        |                                               |                                                |                   |                                                          |                         |
| 1929 (Publication 1930)          | Alban Berg                            | L'Âme du vin (Die Seele des Weines)                                                          | soprano et orchestre                                                                                              | Der Wein                                                                                                  | Universal Edition                             |                                                | 4 sur 4           | Ruhig über und einleitend                                |                         |
| 1939                             | René Garriguenc                       | L'Âme du vin Op 11                                                                           | voix et piano | Trois mélodies pour chant et piano                                                                        |                                               |                                                |                   |                                                          | La mineur               |
|                                  | Giacinto Scelso                       | L'Amour et le Crâne                                                                          | voix et piano | |                                               |                                                |                   |                                                          |                         |
| 1967                             | Jean Derbès                           | L'Amour et le Crâne                                                                          | contralto et piano                                                                                                | Sept mélodies pour voix de contralto et piano sur des textes de Baudelaire                                |                                               |                                                |                   |                                                          |                         |
| 1994                             | Jeffrey Michael Harrington            | L'Amour et le Crâne                                                                          | Soprano et marimba                                                                                                | Baudelaire Macabre                                                                                        |                                               |                                                | 12 sur 8          | Allegro grazioso e semplice (Noire = 100-120)            | La mineur               |
| 1884 (Publication 1892)          | Vincent d'Indy                        | L'Amour et le Crâne Op 20                                                                    | voix et piano | Album du Gaulois                                                                                          | P. Schott                                     | Louis de Fourcaud                              | 6 sur 8           | Animé                                                    | Ut mineur               |
| 1889 (Publication 1891)          | René Lenormand                        | L'Amour et le Crâne Op 33 n°6                                                                | voix et piano | Les Fleurs du mal                                                                                         | V. Durdilly                                   | Fernand Duboc                                  | 4 sur 4           | Allegro (Noire = 152)                                    | Ré mineur               |
| 1918                             | Hendrik Andriessen                    | L'Aube spirituelle                                                                           | voix et orchestre                                                                                                 | Publication unique                                                                                        |                                               |                                                |                   |                                                          |                         |
|                                  | Harry Garrett-Phillips                | L'Avertisseur                                                                                | soprano et orchestre                                                                                              | |                                               |                                                |                   |                                                          |                         |
| 1957                             | James Adair                           | L'Avertisseur                                                                                | baryton-basse et piano                                                                                            | Two songs for bas-baritone                                                                                | Independent Music Publishers                  |                                                |                   |                                                          |                         |
| 1890 (Publication 1891)          | René Lenormand                        | L'Avertisseur Op 33 n°2                                                                      | voix et piano | Les Fleurs du mal                                                                                         | V. Durdilly                                   | Fernand Duboc                                  | 3 sur 4           | Moderato (Noire = 84)                                    | Ut mineur               |
| 1888 (Publication 1904)          | Claude Debussy                        | Le Balcon                                                                                    | voix et piano | 5 poèmes de Charles Baudelaire                                                                            | A. Durand                                     | Etienne Dupin                                  | 4 sur 4           | Allegro con moto -Andantino                              | Ut Majeur               |
| 1924 (Publication 2005)          | Lucien Durosoir                       | Le Balcon                                                                                    | Basse solo, cordes vocales et cordes instrumentales                                                               | Publication unique                                                                                        | Belus                                         |                                                |                   |                                                          |                         |
| 1944                             | Matthijs Vermeulen                    | Le Balcon                                                                                    | Mezzo-soprano et piano                                                                                            | | Publication unique                            |                                                | 3 sur 4           | Presque sans mouvement (Noire = 40)                      |                         |
|                                  | Gérard Bertouille                     | Le Beau navire                                                                               | voix et piano | |                                               |                                                |                   |                                                          |                         |
| 1982 (Publication 1983)          | William Lewarne Harris                | Le Beau navire                                                                               | soprano, alto, ténor, baryton et piano                                                                            | Chansons de Baudelaire                                                                                    | British Music Collection                      |                                                |                   |                                                          |                         |
| 2017                             | Antoine Cesari                        | Le Chat                                                                                      | soprano et piano                                                                                                  | |                                               |                                                |                   |                                                          |                         |
| 1990 (Publication 1991)          | Diderick Wagenaar                     | Le Chat                                                                                      | voix et piano | Tien vocale minuten                                                                                       |                                               |                                                |                   |                                                          |                         |
| 1943                             | Frits Noske                           | Le Chat                                                                                      | voix et piano | |                                               |                                                |                   |                                                          |                         |
| 1998                             | Guillemette Marrannes                 | Le Chat                                                                                      | voix et piano | Sept Mélodies de mer et d'amour                                                                           |                                               |                                                |                   |                                                          | Si b Majeur             |
| 1925 (Publication 1926)          | Jacques-Michel Zoubaloff              | Le Chat                                                                                      | voix et piano | Trois Poésies de Ch. Baudelaire                                                                           | Léon Grus é Cie                               | Tristan Klingsor                               | 3 sur 8           | Vif                                                      | La b Majeur             |
| 1982                             | Jean-Guy Bailly                       | Le Chat                                                                                      | voix et piano | Six poèmes de Charles Baudelaire                                                                          |                                               |                                                |                   |                                                          | Ut Majeur               |
| 1974 (Publication 1976)          | Leif Thybo                            | Le Chat                                                                                      | voix et piano | Trois chansons de Baudelaire                                                                              | Egtved                                        |                                                |                   |                                                          |                         |
| 1982 (Publication 2012)          | Louis Sauter                          | Le Chat                                                                                      | voix et piano | Publication unique                                                                                        |                                               |                                                | 4 sur 4           | Andante (Noire = 88)                                     | Fa Majeur               |
|                                  | Lucijan Marija Škerjanc               | Le Chat                                                                                      | voix et piano | |                                               |                                                |                   |                                                          |                         |
| 2015                             | Richard Quesnel                       | Le Chat                                                                                      | orchestre et choeur (SATB)                                                                                        | Neuf vies pour un chat                                                                                    | A cœur joie                                   |                                                |                   |                                                          |                         |
| 2013 (Publication 2014)          | Vladimir Genin                        | Le Chat                                                                                      | soprano, violon, alto, violoncelle et piano                                                                       | Les Fleurs du mal                                                                                         |                                               |                                                |                   |                                                          |                         |
| 1974                             | Flavio Testi                          | Le Chat (Cantata quarta : Viens mon beau chat) Op 31                                         | voix et 2 clarinettes (si b)                                                                                      | Publication unique                                                                                        | Ricordi                                       |                                                |                   |                                                          |                         |
| 1986 (Publication 1987)          | Ned Rorem                             | Le Chat (Cat)                                                                                | voix et piano ?                                                                                                   | Three Poems of Baudelaire                                                                                 | Boosey & Hawkes                               |                                                |                   |                                                          |                         |
| 2019                             | Benjamin Thorn                        | Le Chat I                                                                                    | voix et orchestre de chambre                                                                                      | Baudelaire's cats                                                                                         | Australian Music Centre                       |                                                |                   |                                                          |                         |
| 1938 (Publication 1975)          | Henri Sauguet                         | Le Chat I                                                                                    | voix et piano | Six mélodies sur des poèmes symbolistes                                                                   | Amphion                                       | Jacques Dupont                                 |                   |                                                          | Ré Majeur               |
|                                  | John Sernée                           | Le Chat I                                                                                    | voix, violoncelle et cristal Baschet                                                                              | Huit Poèmes de Charles Baudelaire                                                                         |                                               |                                                |                   |                                                          |                         |
| 2019                             | Benjamin Thorn                        | Le Chat II                                                                                   | voix et orchestre de chambre                                                                                      | Baudelaire's cats                                                                                         | Australian Music Centre                       |                                                |                   |                                                          |                         |
| 1938 (Publication 1975)          | Henri Sauguet                         | Le Chat II                                                                                   | voix et piano | Six mélodies sur des poèmes symbolistes                                                                   | Amphion                                       | Jacques Dupont                                 |                   |                                                          | La mineur               |
|                                  | John Sernée                           | Le Chat II                                                                                   | voix, violoncelle et cristal Baschet                                                                              | Huit Poèmes de Charles Baudelaire                                                                         |                                               |                                                |                   |                                                          |                         |
| 2004                             | Michel Bosc                           | Le Chat Op 183                                                                               | voix et piano | Composer's own                                                                                            |                                               |                                                |                   |                                                          | Fa Majeur               |
| 2016 (Publication 2017)          | Nicolas Hussein                       | Le Chat Op 2                                                                                 | voix et piano | 4 Mélodies pour voix moyenne et piano                                                                     | In Nomine                                     |                                                |                   |                                                          | Sol Majeur              |
|                                  | Gérard Condé                          | Le Chien et le Flacon                                                                        | Baryton et Quatuor de Saxophones                                                                                  | Invocations                                                                                               | Salabert                                      |                                                |                   |                                                          |                         |
|                                  | Armand Bolsène                        | Le Coucher du soleil romantique                                                              | voix et piano | Frissons d'au-delà                                                                                        |                                               |                                                |                   |                                                          | Fa # mineur             |
| 1975 (Publication 1976)          | Maria Teresa Pelegri i Marimon        | Le Coucher du Soleil romantique                                                              | voix et piano ?                                                                                                   | |                                               |                                                |                   |                                                          |                         |
| 1995 (Publication 1998)          | Serge Ollive                          | Le Coucher du soleil romantique                                                              | voix et piano | Trois mélodies                                                                                            | Lighthouse Music Publications                 |                                                |                   |                                                          | La b Majeur             |
| 1996                             | Ferenc Farkas                         | Le Coucher du soleil romantique (Pour Isabelle…par Grandpapa)                                | voix et piano | Publication unique                                                                                        |                                               | Isabelle Farkas                                |                   |                                                          | Ut Majeur               |
| 1960                             | Lucien Agamemnon                      | Le Coucher du soleil romantique (Soleil couchant)                                            | voix et piano | Mélodies pour chant et piano                                                                              | L. Philippo et M. Combre                      |                                                |                   |                                                          |                         |
| 1950                             | Gaston Doin                           | Le Crépuscule du soir                                                                        | voix et piano | Mélodies romantiques                                                                                      | Alphonse Leduc                                |                                                |                   |                                                          | Fa Majeur               |
|                                  | Mikko Heiniö                          | Le Crépuscule du soir                                                                        | Chœur (SATB) et cuivres                                                                                           | |                                               |                                                |                   |                                                          |                         |
| 1982 (Publication 1983)          | William Lewarne Harris                | Le Crépuscule du soir                                                                        | soprano, alto, ténor, baryton et piano                                                                            | Chansons de Baudelaire                                                                                    | British Music Collection                      |                                                |                   |                                                          |                         |
| 1989 (Publication 2002)          | Daron Aric Hagen                      | Le Crépuscule du soir (Even Twilight)                                                        | voix et piano | The heart of the stranger : 1983-1999                                                                     | Carl Fischer                                  | Rosamond Casey                                 |                   |                                                          | Fa # mineur             |
| 1992                             | Konrad Hupfer                         | Le flacon                                                                                    | voix, piano, violoncelle, guitare, flûte et vibraphone                                                            | |                                               |                                                |                   |                                                          |                         |
| 1912 (Publication 1919)          | Fernand Halphen                       | Le Flambeau vivant                                                                           | voix et piano | Dix Mélodies                                                                                              | Maurice Senart                                | Arlette Taskin                                 | 4 sur 4           | Un peu lent et grave                                     | Fa Majeur               |
| 1913                             | Maurice Pesse                         | Le Flambeau vivant                                                                           | voix et piano | 10 Mélodies                                                                                               | A. Bourlant-Ladam                             | A Madame la Marquise de Rabar                  | 4 sur 4           | Modéré (Noire = 84)                                      | Mi Majeur               |
| 1889 (Publication 1892)          | Maurice Rollinat                      | Le Flambeau vivant                                                                           | voix et piano | Six nouvelles poésies de Ch. Baudelaire                                                                   | Heugel & Cie                                  |                                                |                   |                                                          | Mi b mineur             |
| 1898                             | Xavier Leroux                         | Le Flambeau vivant                                                                           | voix et piano | Dix Mélodies                                                                                              | Alphonse Leduc                                | à Madame M. Héglon                             | 2 sur 2           | Allegro appassionato molto                               | Ut Majeur               |
| 1919                             | Auguste Delacroix                     | Le Flambeau vivant                                                                           | voix et piano | Mélodies                                                                                                  | Durdilly, Ch. Hayet                           |                                                |                   |                                                          | Si Majeur               |
| 2016                             | Camille Pépin                         | Le Flambeau vivant                                                                           | soprano, flûte, cor, basson et piano                                                                              | Sonnets : hommage à Henri Dutilleux                                                                       | Jobert Editions                               |                                                |                   |                                                          |                         |
| 1957                             | Irgens Jensen                         | Le Flambeau vivant                                                                           | voix et piano | |                                               |                                                |                   |                                                          |                         |
| 1974 (Publication 1976)          | Leif Thybo                            | Le Flambeau vivant                                                                           | voix et piano | Trois chansons de Baudelaire                                                                              | Egtved                                        |                                                |                   |                                                          |                         |
| 2001                             | Alessandro Solbiati                   | Le Flambeau vivant (Le Réveil de mon âme)                                                    | voix et piano ?                                                                                                   | | S. Zerboni                                    |                                                |                   |                                                          |                         |
| 2002 (Publication 2007)          | Benjamin C. S. Boyle                  | Le Flambeau vivant Op 11                                                                     | soprano et piano                                                                                                  | Trois chansons sur la poésie de Charles Baudelaire                                                        | Editions Rassel                               |                                                |                   |                                                          |                         |
| 1921 (Publication 1924)          | Louis Vierne                          | Le Flambeau vivant Op 45 n°3                                                                 | voix et piano | Cinq poèmes de Baudelaire                                                                                 | Maurice Senart                                | Madeleine Richepin                             | 3 sur 4           | Adagio (noire = 56)                                      | Ré mineur               |
| 1990 (Publication 1994)          | Anthony Cornicello                    | Le Gouffre                                                                                   | voix et contrebasse                                                                                               | Le città invisibili IV                                                                                    | Association for the Promotion of New Music    |                                                |                   |                                                          |                         |
| 1994 (Publication 1999)          | Maximilian Beckschäfer                | Le Gouffre                                                                                   | chœur mixte a cappella                                                                                            | Zwei Lieder für gemischten Chor a cappella                                                                | Vierdreiunddreissig                           |                                                |                   |                                                          |                         |
| 1996 (Publication 1997)          | Bruce Christian Bennett               | Le Gouffre (The Abyss)                                                                       | voix et piano | Four pieces                                                                                               |                                               |                                                |                   |                                                          |                         |
| 2009 (Publication 2013)          | Outi Tarkiainen                       | Le Gouffre (The Abyss)                                                                       | voix et piano | The Baudelaire Songs                                                                                      |                                               |                                                |                   |                                                          |                         |
| 1950 (Publication 2006)          | Benjamin Burwell Johnston             | Le Goût du néant                                                                             | baryton et piano                                                                                                  | Publication unique                                                                                        | Smith Publications                            |                                                |                   |                                                          |                         |
|                                  | Charles Lecocq                        | Le Goût du néant                                                                             | voix et piano | Six Morceaux caractéristiques                                                                             | Choudens Père et Fils                         |                                                |                   |                                                          | Ut Majeur               |
| 2006                             | Nguyen Phuc Buu Phoi                  | Le Guignon                                                                                   | soprano et piano                                                                                                  | Les Fleurs du Mal, six mélodies pour soprano et piano                                                     |                                               |                                                |                   |                                                          | La Majeur               |
| 1982                             | Francis-Paul Demillac                 | Le Guignon (Pour soulever un poids si lourd)                                                 | mezzo-soprano (ou baryton), piano et orchestre à cordes                                                           | Sur cinq poèmes de Baudelaire                                                                             | Manuscrit                                     |                                                |                   |                                                          |                         |
| 19..                             | Adolphe Baiwir                        | Le Jet d'eau                                                                                 | voix et piano ?                                                                                                   | |                                               |                                                |                   |                                                          |                         |
| 1889 (Publication 1904)          | Claude Debussy                        | Le Jet d'eau                                                                                 | Voix et orchestre (1904)                                                                                          | 5 poèmes de Charles Baudelaire                                                                            | A. Durand                                     | Etienne Dupin                                  | 3 sur 4           | Andantino tranquillo                                     | Ut Majeur               |
| 1971-1978 (Publication 1979)     | Colin Matthews                        | Le Jet d'eau                                                                                 | voix et piano | | Faber Music                                   |                                                |                   |                                                          |                         |
|                                  | Gérard Bertouille                     | Le Jet d'eau                                                                                 | voix et piano | |                                               |                                                |                   |                                                          |                         |
| 1894 (Publication 1895)          | Gustave Charpentier                   | Le Jet d'eau                                                                                 | voix et piano | Les Fleurs du mal                                                                                         | Heugel                                        | Lauwers                                        |                   |                                                          | Si b Majeur/mineur      |
| 2007 (Publication 2008)          | Harold Blumenfeld                     | Le Jet d'eau                                                                                 | orchestre et choeur (SATB)                                                                                        | Vers sataniques after Baudelaire                                                                          | MMB Music                                     |                                                |                   |                                                          |                         |
| 1928 (Publication 1934)          | Jean Dora (Edouardd Dreyfus-Gonzalès) | Le Jet d'eau                                                                                 | voix et piano | Deux poèmes de Baudelaire                                                                                 | Max Eschig                                    | Mme la Comtesse Guy de Gontaut-Biron           |                   |                                                          | Ut Majeur               |
| 1940                             | Marguerite Canal                      | Le Jet d'eau                                                                                 | voix et piano | |                                               |                                                |                   |                                                          |                         |
| 1892                             | Maurice Rollinat                      | Le Jet d'eau                                                                                 | voix et piano | Six nouvelles poésies de Ch. Baudelaire                                                                   | Heugel & Cie                                  | Saint-Paul Bridoux                             | 3 sur 4           | Andante                                                  | Sol mineur              |
| 1921 (Publication 2018)          | René Chansarel                        | Le Jet d'eau                                                                                 | voix et piano | Douze poëmes chantés                                                                                      | E. Demets                                     |                                                |                   |                                                          | Sol b Majeur            |
| 1894 ?                           | Rita Strohl                           | Le Jet d'eau                                                                                 | voix et piano | Six Poésies de Baudelaire mises en musique                                                                |                                               |                                                |                   |                                                          |                         |
| 1979 (Publication 1996)          | Elisabeth Lutyens                     | Le Jet d'eau (Cantata) Op 134                                                                | voix mixtes et orchestre de chambre                                                                               | | UYMP                                          |                                                |                   |                                                          |                         |
|                                  | Franz Servais                         | Le Jet d'eau (Scène d'amour)                                                                 | voix et piano | Scènes lyriques                                                                                           |                                               |                                                |                   |                                                          |                         |
| 2017                             | Lionel Ginoux                         | Le Léthé                                                                                     | soprano et piano                                                                                                  | Les trois mélodies lourdes                                                                                |                                               | Sylvia Cazeneuve et Caroline Oliveros          |                   |                                                          |                         |
| 2003                             | Stephen Marc Schneider                | Le Léthé                                                                                     | voix et alto | Bribes - trois chants für triefe Stimme und Bratsche nach Gedichte von Charles Baudelaire                 |                                               | Alck                                           |                   |                                                          |                         |
|                                  | Gérard Condé                          | Le Miroir                                                                                    | Baryton et Quatuor de Saxophones                                                                                  | Invocations                                                                                               | Salabert                                      |                                                |                   |                                                          |                         |
| 1971                             | Edmund Najera                         | Le Mort joyeux                                                                               | voix, flûte, alto, violoncelle et piano                                                                           | Baudelaire's "Fleurs du mal"                                                                              |                                               |                                                |                   |                                                          |                         |
|                                  | Henri Baeriswyl                       | Le Mort joyeux                                                                               | chœur d'hommes | |                                               |                                                |                   |                                                          |                         |
| 1967                             | Jean Derbès                           | Le Mort joyeux                                                                               | contralto et piano                                                                                                | Sept mélodies pour voix de contralto et piano sur des textes de Baudelaire                                |                                               |                                                |                   |                                                          |                         |
| 1994                             | Jeffrey Michael Harrington            | Le Mort joyeux                                                                               | soprano et marimba                                                                                                | Baudelaire Macabre : 3 songs for Soprano and Marimba on death-obsessed texts by Baudelaire                |                                               |                                                | 12 sur 8          | Luridly (Noire = 96-120)                                 |                         |
|                                  | Lucien Burnier                        | Le Mort joyeux                                                                               | voix et piano | |                                               |                                                |                   |                                                          |                         |
| 1968                             | Olivier Greif                         | Le Mort joyeux                                                                               | voix et piano | |                                               |                                                |                   |                                                          | Ré mineur               |
| 1919                             | Pierre Menu                           | Le Mort joyeux                                                                               | voix et piano | Les fleurs du mal de Charles Baudelaire                                                                   | Manuscrit                                     |                                                |                   |                                                          |                         |
| 1891                             | René Lenormand                        | Le Mort joyeux Op 33 n°4                                                                     | voix et piano | Les Fleurs du mal                                                                                         | V. Durdilly                                   | Fernand Duboc                                  | 2 sur 4           | Allegro (Noire = 120)                                    | Sol mineur              |
| 1993 (Publication 2011)          | Klaus Miehling                        | Le Mort joyeux Op 42 n°3                                                                     | voix et piano | Vier Lieder nach Charles Baudelaire                                                                       |                                               |                                                |                   |                                                          | Sol mineur              |
| 1932                             | Swan Hennessy                         | Le Mort joyeux Op 56                                                                         | voix et piano | Publication unique                                                                                        | Max Eschig                                    | Jean Suscinio                                  |                   |                                                          | Ut mineur               |
| 1967                             | Jean Derbès                           | Le Poison                                                                                    | contralto et piano                                                                                                | Sept mélodies pour voix de contralto et piano sur des textes de Baudelaire                                |                                               |                                                |                   |                                                          |                         |
|                                  | John Sernée                           | Le Poison                                                                                    | voix, violoncelle et cristal Baschet                                                                              | Huit Poèmes de Charles Baudelaire                                                                         |                                               |                                                |                   |                                                          |                         |
|                                  | Sophie Mourey                         | Le Poison                                                                                    | voix et piano | |                                               |                                                |                   |                                                          |                         |
| 1995 (Publication 1996)          | Diderick Wagenaar                     | Le Port                                                                                      | Soprano et orchestre                                                                                              | Trois poèmes en prose                                                                                     |                                               |                                                |                   |                                                          |                         |
| 1999 (Publication 2000)          | Karol Beffa                           | Le Port                                                                                      | voix et piano | 6 mélodies sur des poèmes de Charles Baudelaire                                                           | Georges Billaudot                             | A ma mère                                      |                   |                                                          |                         |
|                                  | Ferenc Farkas                         | Le Portrait                                                                                  | voix et piano | |                                               |                                                |                   |                                                          |                         |
| 1900 (Publication 1945)          | Constant van de Wall                  | Le Portrait Op 43                                                                            | voix et piano | |                                               | to my wife Maria                               |                   |                                                          |                         |
| 2000                             | Leonidas Kanaris                      | Le Possédé (Ο Δαιμονισμένος (Le Possédé)                                                     | voix et piano | Three Songs of Poems by Ch. Baudelaire                                                                    |                                               |                                                |                   |                                                          |                         |
| 1940                             | Frédéric Marcou                       | Le Rebelle                                                                                   | voix et piano | |                                               |                                                |                   |                                                          |                         |
|                                  | Huib Emmer                            | Le Rebelle                                                                                   | voix et orchestre                                                                                                 | |                                               |                                                |                   |                                                          |                         |
| 1989                             | Koen Dejonghe                         | Le Rebelle                                                                                   | voix, piano et clarinette (si b)                                                                                  | |                                               |                                                |                   |                                                          |                         |
| 1879 (Publication 1895)          | Maurice Rollinat                      | Le Rebelle                                                                                   | voix et piano | Six Poésies de Ch. Baudelaire                                                                             | Ménestrel                                     |                                                |                   |                                                          |                         |
| 2016 (Publication 2018)          | Philippe Fénelon                      | Le Rebelle                                                                                   | voix et piano | Six poèmes de Charles Baudelaire                                                                          | Zabak productions                             |                                                |                   |                                                          |                         |
|                                  | Karlheinz Stockhausen                 | Le Rebelle (Der rebell)                                                                      | Alto et orchestre                                                                                                 | Dreil lieder für altstimme und kammerorchester                                                            | Universal Edition                             |                                                |                   |                                                          |                         |
| 1941                             | John Theodore Boorman                 | Le Reniement de Saint Pierre                                                                 | voix et piano | Quelques sonnets de Baudelaire                                                                            | The University Library (Cambridge)            |                                                |                   |                                                          |                         |
| 1990 (Publication 2001)          | Gary Bachlund                         | Le Rêve d'un curieux                                                                         | voix et piano | La Mort                                                                                                   |                                               | Romina Basso                                   | 3 sur 2           | Noire = 84                                               |                         |
| 1951                             | Albert Bertelin                       | Le Revenant                                                                                  | voix et piano | Mélodies                                                                                                  | Loret Fils et H Freytag                       |                                                |                   |                                                          | Sol mineur              |
| 1923                             | Jacques Larmanjat                     | Le Revenant                                                                                  | voix et piano | |                                               |                                                |                   |                                                          |                         |
| 1898                             | Jacques Soulacroix                    | Le Revenant                                                                                  | voix et piano | Publication unique                                                                                        | A. Quinzard & Cie                             | Gabriel Soulacroix                             |                   |                                                          | Mi b Majeur             |
| 1967                             | Jean Derbès                           | Le Revenant                                                                                  | contralto et piano                                                                                                | Sept mélodies pour voix de contralto et piano sur des textes de Baudelaire                                |                                               |                                                |                   |                                                          |                         |
| 1941                             | John Theodore Boorman                 | Le Revenant                                                                                  | voix et piano | Quelques sonnets de Baudelaire                                                                            | The University Library (Cambridge)            |                                                |                   |                                                          |                         |
| 1926                             | Raoul Laparra                         | Le Revenant                                                                                  | voix et piano | Dix Mélodies sur des poésies de Charles Baudelaire et Jean de La Fontaine                                 | Choudens                                      | Mme de Witt                                    | 2 sur 2           | Andantino moderato (Noire = 52)                          | Ut mineur               |
| 1901                             | Rita Strohl                           | Le Revenant                                                                                  | voix et piano | Dix Poésies mises en musique                                                                              | Toledo & Cie                                  | Christianne Andray                             | 3 sur 4           | Modérément Vite (Noire = 84)                             | Ut mineur               |
| 1913                             | Swan Hennessy                         | Le Revenant                                                                                  | voix et piano | Quatre Mélodies                                                                                           | Eugène Demets                                 |                                                | 4 sur 4           | Moderato (Noire = 60)                                    | Mi Majeur               |
| 2011 (Publication 2016)          | Tawnie Olson                          | Le Revenant                                                                                  | soprano et piano                                                                                                  | |                                               |                                                |                   |                                                          |                         |
|                                  | Armand Bolsène                        | Le Revenant                                                                                  | voix et piano | Frissons d'au-delà                                                                                        | E. Fromont                                    |                                                |                   |                                                          | Mi Majeur               |
| 1942 (Publication 1944)          | Paul Hindemith                        | Le Revenant                                                                                  | Soprano et piano                                                                                                  | Lieder | Schott                                        |                                                | 3 sur 8           | Aufgeregt (Croche = 192)                                 | La b Majeur             |
| 1985 (Publication 2004)          | Stéphane Blet                         | Le Revenant Op 100                                                                           | voix et piano | 4 mélodies d'après Les Fleurs du Mal                                                                      | Combre                                        | Hanna Schaer                                   |                   |                                                          |                         |
| 1912 (Publication 1913)          | Jean Neymarck                         | Le Revenant Op 21 n°3                                                                        | voix et piano | 4 Poèmes                                                                                                  | Léon Grus                                     | Charles Baux                                   |                   |                                                          | Fa # mineur             |
| 1925                             | Alfred Rose                           | Le Revenant Op 7                                                                             | voix et piano | |                                               |                                                |                   |                                                          |                         |
| 1879 (Publication 1895)          | Maurice Rollinat                      | Le Serpent qui danse                                                                         | voix et piano | Six Poésies de Ch. Baudelaire                                                                             | Ménestrel                                     |                                                |                   |                                                          |                         |
|                                  | Sophie Mourey                         | Le Serpent qui danse                                                                         | voix et piano | |                                               |                                                |                   |                                                          |                         |
| 2000 (Publication 2002)          | Daniele Gasparini                     | Le Vampire                                                                                   | chœur (SATB) et orgue                                                                                             | Publication unique                                                                                        | Nördlingen                                    |                                                |                   |                                                          |                         |
| 1920 ? (Publication 1921)        | Johan Hora-Adema                      | Le Vampire                                                                                   | voix et piano | Publication unique                                                                                        | G. H. Van Eck & Zn                            | Willy                                          |                   |                                                          | La mineur               |
|                                  | Auguste Villiers de L'Isle Adam       | Le Vin de l'assasin                                                                          | voix et piano | |                                               |                                                |                   |                                                          |                         |
| 1926                             | Raoul Laparra                         | Le Vin de l'assasin                                                                          | voix et piano | Dix Mélodies sur des poésies de Charles Baudelaire et Jean de La Fontaine                                 | Choudens                                      |                                                | 6 sur 8           | Allegretto con moto (Noire = 116)                        | Ut mineur               |
| 1997 (Publication 2000)          | Benjamin C. S. Boyle                  | Le Vin des amants                                                                            | soprano et piano                                                                                                  | Publication unique                                                                                        | Editions Rassel                               |                                                |                   |                                                          |                         |
| 1997 (Publication 2001)          | Frederik Österling                    | Le Vin des amants                                                                            | mezzo-soprano et orchestre de chambre                                                                             | Publication unique                                                                                        | Suecia                                        |                                                |                   |                                                          |                         |
| 1971                             | Noël Lee                              | Le Vin des amants                                                                            | voix et piano | Quatre chants sur Baudelaire                                                                              |                                               | Bernard Kruysen                                |                   |                                                          |                         |
| 2016 (Publication 2018)          | Philippe Fénelon                      | Le Vin des amants                                                                            | voix et piano | Six poèmes de Charles Baudelaire                                                                          | Zabak productions                             |                                                |                   |                                                          |                         |
| 1929 (Publication 1930)          | Alban Berg                            | Le Vin des amants (Der Wein der Liebenden)                                                   | Soprano et orchestre                                                                                              | Der Wein                                                                                                  | Universal Edition                             |                                                | 4 sur 4           | Leicht bewegt (Blanche pointée = 60)                     |                         |
| 1942                             | Gerhard Frommel                       | Le Vin des amants (Der Wein der Liebenden) Op 16 n°4                                         | voix et piano | Vier Lieder                                                                                               | Süddeutscher Musikverlag                      | Sisina                                         |                   |                                                          | Sol Majeur              |
| 1929 (Publication 1930)          | Alban Berg                            | Le Vin du solitaire (Der Wein des Einsamen)                                                  | Soprano et orchestre                                                                                              | Der Wein                                                                                                  | Universal Edition                             |                                                | 4 sur 4           | Anfangstempo (Noire = 36-44)                             |                         |
| 1957                             | Irgens Jensen                         | Le Voyage                                                                                    | chœur et orchestre                                                                                                | |                                               |                                                |                   |                                                          |                         |
| 2011 (Publication 2012)          | Johannes Maria Staud                  | Le Voyage                                                                                    | chœur, violoncelle, accordéon, percussions, trompette et éléctronique                                             | |                                               |                                                |                   |                                                          |                         |
| 1975                             | Jonathan Harvey                       | Le Voyage                                                                                    | voix et piano | Correspondances                                                                                           | Novello                                       | Meriel et Peter Dickinson                      |                   |                                                          |                         |
| 19..                             | Juan Allende-Blin                     | Le Voyage                                                                                    | baryton et orchestre                                                                                              | |                                               | hommage à Jorge Semprûn                        |                   |                                                          |                         |
|                                  | Martha Schmidt                        | Le Voyage                                                                                    | voix, piano et violon                                                                                             | Quatre Chansons for high voice, piano, violon                                                             |                                               |                                                |                   |                                                          | Ré Majeur               |
| 2003 (Publication 2005)          | David Matthews                        | Le Voyage (1) Op 96                                                                          | voix, piano et trio à cordes (violon, alto et violoncelle)                                                        | Voyages                                                                                                   | Faber Music                                   |                                                |                   |                                                          | Ré Majeur               |
| 2003 (Publication 2005)          | David Matthews                        | Le Voyage (2) Op 96                                                                          | voix, piano et trio à cordes (violon, alto et violoncelle)                                                        | Voyages                                                                                                   | Faber Music                                   |                                                |                   |                                                          | La Majeur               |
| 1990 (Publication 2001)          | Gary Bachlund                         | Le Voyage (Amoureux de cartes et d'estampes)                                                 | voix et piano | La Mort                                                                                                   |                                               | Romina Basso                                   |                   |                                                          | Si b mineur             |
| 1874-1913                        | Erich Jacques Wolff                   | Le Voyage (Der Tod)                                                                          | voix et piano | Publication unique                                                                                        |                                               |                                                |                   |                                                          |                         |
| 1971                             | Noël Lee                              | Le Voyage (Etonnants voyageurs)                                                              | voix et piano | Quatre chants sur Baudelaire                                                                              |                                               | Bernard Kruysen                                |                   |                                                          |                         |
| 1909 (Publication 1911)          | Alexandre Gretchaninoff               | Le Voyage (La Mort - Смерть) Op 48                                                           | voix et piano | Les Fleurs du mal                                                                                         |                                               |                                                | 4 sur 4           | Allegro molto appassionato                               | Ut mineur               |
| 1990 (Publication 2001)          | Gary Bachlund                         | Le Voyage I (Pour l'enfant)                                                                  | voix et piano | La Mort                                                                                                   |                                               | Romina Basso                                   | 3 sur 4           | Noire = 140                                              | Sol b Majeur            |
| 1990 (Publication 2001)          | Gary Bachlund                         | Le Voyage II (Les vrais voyageurs)                                                           | voix et piano | La Mort                                                                                                   |                                               | Romina Basso                                   | 4 sur 4           | Noire = 50                                               | Do Majeur               |
| 1990 (Publication 2001)          | Gary Bachlund                         | Le Voyage III (Horreur!)                                                                     | voix et piano | La Mort                                                                                                   |                                               | Romina Basso                                   | 4 sur 4           | Noire = 120                                              |                         |
| 1990 (Publication 2001)          | Gary Bachlund                         | Le Voyage IV (Pour le voyage!)                                                               | voix et piano | La Mort                                                                                                   |                                               | Romina Basso                                   | 3 sur 4           | Noire = 132+                                             |                         |
| 1994 (Publication 1997)          | Riccardo Piacentini                   | Le Voyage Op A7 n°2                                                                          | voix a cappella                                                                                                   | Fugitives, tre frammenti da Baudelaire                                                                    | Curci                                         | Tiziana                                        |                   |                                                          |                         |
| 1943                             | Ferenc Farkas                         | L'Ennemi                                                                                     | voix et piano | Publication unique                                                                                        |                                               | Mlle Marie Allex                               |                   |                                                          | Ut mineur               |
| 1933                             | Georges Beck                          | L'Ennemi                                                                                     | voix et piano | |                                               |                                                |                   |                                                          |                         |
|                                  | Harry Garrett-Phillips                | L'Ennemi                                                                                     | Soprano et orchestre                                                                                              | |                                               |                                                |                   |                                                          |                         |
| 2006                             | James Cline                           | L'Ennemi                                                                                     | Chœur à 4 voix mixtes (SATB)                                                                                      | |                                               |                                                | 4 sur 4           | Noire = 76-88                                            |                         |
| 1894 (Publication 1949)          | Lodewyck Mortelmans                   | L'Ennemi                                                                                     | voix et piano | Metropolis                                                                                                |                                               |                                                |                   |                                                          | Ré mineur               |
| 1967                             | Jean Derbès                           | Les Aveugles                                                                                 | Contralto et orchestre                                                                                            | Sept mélodies pour voix de contralto et piano sur des textes de Baudelaire                                |                                               |                                                |                   |                                                          |                         |
| 1926                             | Raoul Laparra                         | Les Aveugles                                                                                 | voix et piano | Dix Mélodies sur des poésies de Charles Baudelaire et Jean de La Fontaine                                 | Choudens                                      | Musy                                           | 4 sur 4           | Mouvement de Marche lente (Noire = 66)                   | La mineur               |
| 1952                             | Elisabeth Lutyens                     | Les Bienfaits de la lune                                                                     | orchestre et chœur mixte (SATB)                                                                                   | |                                               |                                                |                   |                                                          |                         |
| 1930                             | Pierre Weil                           | Les Bienfaits de la lune                                                                     | voix et piano | Six mélodies pour chant et piano                                                                          | Maurice Sénart                                |                                                |                   |                                                          |                         |
| 2009 (Publication 2011)          | Clark Ross                            | Les Bijoux                                                                                   | voix et piano | |                                               |                                                |                   |                                                          |                         |
| 2017                             | Lionel Ginoux                         | Les Bijoux                                                                                   | soprano et piano                                                                                                  | Les trois mélodies lourdes                                                                                |                                               | Sylvia Cazeneuve et Caroline Oliveros          |                   |                                                          |                         |
| 2002                             | Pierre Moret                          | Les Bijoux                                                                                   | voix et violoncelle                                                                                               | Publication unique                                                                                        |                                               |                                                |                   |                                                          |                         |
| 1980 (Publication 1981)          | Wim Laman                             | Les Bijoux                                                                                   | mezzo-soprano (ou contralto) et orchestre                                                                         | Les Fleurs du mal                                                                                         | Donemus                                       |                                                |                   |                                                          |                         |
| 1906 (Publication 1919)          | Alphons Diepenbrock                   | Les Chats                                                                                    | Contralto et orchestre                                                                                            | Verzamelde Liederen van Alpons Diepenbrock, bariton of merro-sopraan                                      | Alsbach & Co                                  | Mlle Joh. Jongkindt                            | 4 sur 4           | Tranquillo                                               | Ut Majeur               |
| 2019                             | Benjamin Thorn                        | Les Chats                                                                                    | voix et orchestre de chambre                                                                                      | Baudelaire's cats                                                                                         | Australian Music Centre                       |                                                |                   |                                                          |                         |
|                                  | Georges Dandelot                      | Les Chats                                                                                    | voix et piano | |                                               |                                                |                   |                                                          |                         |
| 1941 (Publication 2004)          | Kaikhorsu Shapurji Sorabji            | Les Chats                                                                                    | voix et piano | Songs | Soranji Archives                              |                                                |                   |                                                          |                         |
| 1949                             | Lucien-Marie Aube                     | Les Chats                                                                                    | voix et piano | |                                               |                                                |                   |                                                          |                         |
| 1982 (Publication 2014)          | Willem Jeths                          | Les Chats                                                                                    | soprano et piano                                                                                                  | | Donemus                                       |                                                |                   |                                                          |                         |
| 1941                             | John Theodore Boorman                 | Les Deux bonnes sœurs                                                                        | voix et piano | Quelques sonnets de Baudelaire                                                                            | The University Library (Cambridge)            |                                                |                   |                                                          |                         |
| 1891                             | René Lenormand                        | Les Deux bonnes sœurs Op 33 n°1                                                              | voix et piano | Les Fleurs du mal                                                                                         | V. Durdilly                                   | Fernand Duboc                                  | 2 sur 2           | Allegro (Blanche = 80)                                   | Ré mineur               |
| 1943                             | Claude Delvincourt                    | Les Hiboux                                                                                   | voix et piano ?                                                                                                   | |                                               |                                                |                   |                                                          |                         |
| 1898 (Publication 1913)          | Déodat de Séverac                     | Les Hiboux                                                                                   | voix et piano | 2 mélodies                                                                                                | S. Chapelier                                  | A mon ami Payan de l'Opéra-comique             | 4 sur 4           | Lento                                                    | Ré mineur               |
| 2004 (Publication 2019)          | Edward Cowie                          | Les Hiboux                                                                                   | voix et piano | Publication unique                                                                                        | United Music Publishing Limited               |                                                |                   |                                                          |                         |
| 1898                             | Georges Pfeiffer                      | Les Hiboux                                                                                   | voix et piano | Publication unique                                                                                        | A. Quinzard & Cie                             |                                                | 4 sur 4           | Andante                                                  | Si mineur               |
| 1923                             | Jacques Larmanjat                     | Les Hiboux                                                                                   | voix et piano | |                                               |                                                |                   |                                                          |                         |
| 1982                             | Jean-Guy Bailly                       | Les Hiboux                                                                                   | voix et piano | Six poèmes de Charles Baudelaire                                                                          |                                               |                                                |                   |                                                          | Ut Majeur               |
| 1921                             | Ladislas de Rohozinski                | Les Hiboux                                                                                   | voix et piano | Quatre Mélodies                                                                                           | J. Hamelle                                    | Madame Jane Bathori                            |                   |                                                          |                         |
| 1880 (Publication 2011)          | Marie Jaëll                           | Les Hiboux                                                                                   | voix et piano | Trois mélodies inédites                                                                                   | Conservatoire de Strasbourg                   |                                                | 4 sur 4           |                                                          | Do # mineur             |
| 1938                             | N. Pontalba                           | Les Hiboux                                                                                   | voix et piano | |                                               |                                                |                   |                                                          |                         |
| 2011                             | Philip Cashian                        | Les Hiboux                                                                                   | mezzo-soprano, alto et piano                                                                                      | Three Poems of Baudelaire                                                                                 |                                               |                                                |                   |                                                          |                         |
| 1950                             | Pierre Revel                          | Les Hiboux                                                                                   | voix et piano | |                                               |                                                |                   |                                                          |                         |
| 1909                             | Pierre Rivière                        | Les Hiboux                                                                                   | voix et piano | Trois poèmes de Baudelaire                                                                                |                                               |                                                |                   |                                                          |                         |
| 1921 (Publication 1924)          | Louis Vierne                          | Les Hiboux Op 45 n°5                                                                         | voix et piano | Cinq poèmes de Baudelaire                                                                                 | Maurice Senart                                | Madeleine Richepin                             | 4 sur 4           | Molto moderato (Noire = 60)                              | Ré mineur               |
| 1940 (Publication 1951)          | Göte Carlid                           | Les Litanies de Satan                                                                        | chœur (SATB), orchestre et soliste                                                                                | Hymnes à la beauté                                                                                        | Suecia                                        |                                                |                   |                                                          |                         |
| 19..                             | Josef Alexander                       | Les Litanies de Satan                                                                        | voix et piano | |                                               |                                                |                   |                                                          |                         |
| 2017                             | Gérard Condé                          | Les Litanies de Satan                                                                        | baryton et piano                                                                                                  | Publication unique                                                                                        |                                               |                                                |                   |                                                          |                         |
| 1993                             | Thierry Escaich                       | Les Litanies de Satan (Ad Ultimas Laudes)                                                    | Chœur (12 voix) a cappella                                                                                        | Billaudot                                                                                                 |                                               |                                                |                   |                                                          |                         |
| 1986 (Publication 1987)          | Ned Rorem                             | Les Litanies de Satan (Litanies of Satan)                                                    | voix et piano ?                                                                                                   | Three Poems of Baudelaire                                                                                 | Boosey & Hawkes                               |                                                |                   |                                                          |                         |
| 2011                             | Evan Rees                             | Les Litanies de Satan (Litanies)                                                             | chœur mixte (SSAATTBB) et quator solo (SATB)                                                                      | |                                               |                                                |                   |                                                          |                         |
| 1963                             | Miriam Gideon                         | Les Litanies de Satan (The Litanies of Satan)                                                | soprano, ténor, quatuor à cordes, flûte et basson                                                                 | The Condemned Playground                                                                                  | University of Birmingham                      |                                                |                   |                                                          |                         |
|                                  | Ayser Vançin                          | Les Plaintes d'un Icare                                                                      | hautbois seul | | Sempre Più                                    |                                                |                   |                                                          |                         |
| 1985                             | Gordon Kerry                          | Les Plaintes d'un Icare                                                                      | mezzo-soprano et piano                                                                                            | Obsession. Song-cycle to poems by Charles Baudelaire                                                      | Australian Music Centre                       | Stephen McIntyre                               |                   |                                                          |                         |
| 1994                             | Vineet Shende                         | Les Plaintes d'un Icare                                                                      | chœur (SSAATTBB) a cappella                                                                                       | | Moon of Hope Publication                      |                                                |                   |                                                          |                         |
| 1996 (Publication 1999)          | Colette Delatour                      | Les Yeux de Berthe                                                                           | voix et piano | Les Miroirs profonds                                                                                      |                                               |                                                |                   |                                                          | Si mineur               |
| 1950                             | Gaston Doin                           | Les Yeux de Berthe                                                                           | voix et piano | Mélodies romantiques                                                                                      | Alphonse Leduc                                |                                                |                   |                                                          | Ré b Majeur / Mi Majeur |
| 1894 (Publication 1895)          | Gustave Charpentier                   | Les Yeux de Berthe                                                                           | voix et piano | Les Fleurs du mal                                                                                         | Heugel                                        | à Jean Mougin                                  |                   |                                                          | Sol mineur              |
| 1932                             | Tonio Doni                            | Les Yeux de Berthe                                                                           | voix et piano | Cinq mélodies pour chant et piano                                                                         | Alphonse Leduc                                |                                                |                   |                                                          | Ré b Majeur             |
| 1950                             | Jean Barraqué                         | L'Etranger                                                                                   | voix et piano | Trois mélodies pour chant et piano                                                                        |                                               |                                                |                   |                                                          |                         |
| 1971                             | Noël Lee                              | L'Etranger                                                                                   | voix et piano | Quatre chants sur Baudelaire                                                                              |                                               | Bernard Kruysen                                |                   |                                                          |                         |
|                                  | Patrick Guerrier                      | L'Etranger                                                                                   | voix seule | |                                               |                                                |                   |                                                          |                         |
| 1911                             | Robert Montfort                       | L'Etranger                                                                                   | voix et piano | Trois Poèmes de Baudelaire mis en musique                                                                 |                                               |                                                |                   |                                                          | Ut Majeur               |
| 1981                             | Edgar Cosma                           | L'Etranger                                                                                   | chœur à voix mixtes (SSAATBB)                                                                                     | Le Spleen de Paris                                                                                        |                                               |                                                |                   |                                                          |                         |
| 1932 (Publication 2012)          | Erich Zeisl                           | L'Etranger (Der Fremdling)                                                                   | baryton et piano                                                                                                  | Zehn Lieder für mittlere Singstimme und Klavier                                                           | Ludwig Doblinger, Bernhard Herzmansky         |                                                |                   |                                                          | Ré mineur / Fa Majeur   |
| 1895                             | Arthur Farwell                        | L'Etranger (The Stranger) Op 7                                                               | Piano | Tone pictures after pastels in prose                                                                      | F. H. Gilson Company                          | Atha Haydock                                   | 4 sur 4           | Mysteriously with agitation                              | Ut mineur               |
| 1964 (Publication 1965)          | Jean-Michel Damase                    | Lettre à Mme Marie (Une lettre de Charles Baudelaire)                                        | Chant et orchestre                                                                                                | Publication unique                                                                                        | Salabert                                      |                                                | 4 sur 4           | Molto moderato                                           | Ut Majeur               |
| 1949                             | Lucien-Marie Aube                     | L'Examen de Minuit                                                                           | voix et piano | Publication unique                                                                                        | Salabert                                      |                                                |                   |                                                          |                         |
| 1938                             | André Veil                            | L'Homme et la Mer                                                                            | voix et piano | Publication unique                                                                                        | Henry Lemoine                                 |                                                |                   |                                                          |                         |
| 1893                             | Ange Flégier                          | L'Homme et la Mer                                                                            | basse et piano | Vingt mélodies                                                                                            | Emile Gallet                                  | Auguez                                         |                   |                                                          | Ut # mineur             |
|                                  | Claude Prior                          | L'Homme et la Mer                                                                            | voix et piano ?                                                                                                   | | Manuscrit                                     |                                                |                   |                                                          |                         |
| 1920                             | G. Guérande                           | L'Homme et la Mer                                                                            | voix et piano | Cinq mélodies sur des poèmes de Charles Baudelaire                                                        | Heugel                                        |                                                |                   |                                                          |                         |
| 1930 (Publication 1937)          | Henri Gagnebin                        | L'Homme et la Mer                                                                            | voix et orchestre (ou piano)                                                                                      | | Manuscrit                                     |                                                |                   |                                                          |                         |
| 1988                             | Jean-Guy Bailly                       | L'Homme et la Mer                                                                            | voix et piano | Trois poèmes de Baudelaire                                                                                |                                               | Brigitte Lafon                                 |                   |                                                          | Ut Majeur               |
|                                  | John Sernée                           | L'Homme et la Mer                                                                            | voix, violoncelle et cristal Baschet                                                                              | Huit Poèmes de Charles Baudelaire                                                                         |                                               |                                                |                   |                                                          |                         |
| 1910 (Publication 1985)          | Jules Gohy                            | L'Homme et la Mer                                                                            | voix et piano | Trois Mélodies                                                                                            | Mutuellle des compositeurs belges             | Mathier Crickboom                              |                   |                                                          | Ut mineur               |
| 2018                             | Brina Jež-Brezavšček                  | L'Homme et la Mer (Človek in morje )                                                         | voix, flûte et percussion                                                                                         | |                                               |                                                |                   |                                                          |                         |
| 2013                             | Xavier Bengurel                       | L'Homme et la Mer (L'home i la mar)                                                          | orchestre, soprano, baryton et chœur d'enfants                                                                    | Les flors del mal                                                                                         | Boileau                                       |                                                |                   |                                                          |                         |
|                                  | Armand Bolsène                        | L'Horloge                                                                                    | voix et piano | Frissons d'au-delà                                                                                        | E. Fromont                                    |                                                |                   |                                                          | Mi b mineur             |
| 2012 (Publication 2013)          | Bruno Richardot                       | L'Horloge                                                                                    | voix mixtes | |                                               |                                                |                   |                                                          |                         |
| 1982                             | Elizabeth Maconchy                    | L'Horloge                                                                                    | voix et orchestre de chambre                                                                                      | |                                               |                                                |                   |                                                          |                         |
| 2010                             | Geneviève Dupuis                      | L'Horloge                                                                                    | chœur (SATB) et orchestre de cuivres                                                                              | |                                               |                                                |                   |                                                          |                         |
| 2007 (Publication 2008)          | Harold Blumenfeld                     | L'Horloge                                                                                    | orchestre et choeur (SATB)                                                                                        | Vers sataniques after Baudelaire                                                                          | MMB Music                                     |                                                |                   |                                                          |                         |
| 2011                             | John Michet                           | L'Horloge                                                                                    | Chœur (SSAATBB)                                                                                                   | |                                               |                                                |                   |                                                          | Ré mineur               |
|                                  | Kye Ryung Park                        | L'Horloge                                                                                    | voix, piano et clarinette (si b)                                                                                  | |                                               |                                                |                   |                                                          |                         |
| 1973 (Publication 1977)          | Rudolf Halaczinsky                    | L'Horloge                                                                                    | soprano, orgue électrique et ensemble à percussion                                                                | Trois chants pour soprano, orgue électrique et ensemble à percussion                                      | Astoria-Verlag                                |                                                |                   |                                                          |                         |
| 2005                             | Noël Lee                              | L'Horloge (Musique pour L'Horloge de Baudelaire)                                             | voix et piano | Publication unique                                                                                        |                                               | Vincent Figuri                                 |                   |                                                          |                         |
| 1972                             | Humphrey Searle                       | L'Horloge Op 58                                                                              | voix, piano et cor                                                                                                | Les Fleurs du mal                                                                                         |                                               |                                                |                   |                                                          |                         |
| 1998 (Publication 2002)          | Alain Marie Jacques                   | L'Invitation au voyage                                                                       | voix et guitare                                                                                                   | Publication unique                                                                                        |                                               |                                                | 3 sur 4           | Noire = 75                                               | Ré mineur               |
| 1913 (Publication 1920)          | Alphons Diepenbrock                   | L'Invitation au voyage                                                                       | voix et piano | Verzamelde Liederen van Alpons Diepenbrock, bariton of merro-sopraan                                      | Alsbach & Co                                  | Mlle Anke Schierbeek                           |                   |                                                          | Fa # mineur             |
| 1980 (Publication 1989)          | Anthony Powers                        | L'Invitation au voyage                                                                       | soprano et piano                                                                                                  | Souvenirs du voyage, song cycle for soprano and piano on texts frome Baudelaire's                         | Oxford University Press                       | Jane et George                                 |                   |                                                          |                         |
|                                  | Charles Lecocq                        | L'Invitation au voyage                                                                       | voix et piano | Six Morceaux caractéristiques                                                                             | Choudens Père et Fils                         |                                                |                   |                                                          | Si b Majeur             |
| 2000                             | Claudine Yakowleff-Brignet            | L'Invitation au voyage                                                                       | soprano et piano                                                                                                  | Deux mélodies sur des poèmes de Ch. Baudelaire                                                            |                                               |                                                |                   |                                                          |                         |
| 1953 (Publication 1999)          | Colette Delatour                      | L'Invitation au voyage                                                                       | voix et piano | Les Miroirs profonds                                                                                      |                                               |                                                |                   |                                                          | Sol mineur              |
| 2000 (Publication 2010)          | Corine Kiefe                          | L'Invitation au voyage                                                                       | chœur (SATB) et piano                                                                                             | Feuilles d'automne                                                                                        |                                               |                                                |                   |                                                          |                         |
| 1971                             | Edmund Najera                         | L'Invitation au voyage                                                                       | voix, piano, alto, violoncelle et flûte                                                                           | Baudelaire's Fleurs du mal                                                                                |                                               |                                                |                   |                                                          |                         |
| 1870 (Publication posthume 1913) | Emmanuel Chabrier                     | L'Invitation au voyage                                                                       | voix et piano (et basson ad libitum)                                                                              | Publication unique                                                                                        | Costellat                                     | Louise Albouy                                  | 6 sur 4           | Andantino sempre rubato                                  | Mi mineur/Majeur        |
| 1889                             | Georges Hüe                           | L'Invitation au voyage                                                                       | voix et piano | Vingt mélodies                                                                                            | Alphonse Leduc                                | Mme Moreau-Sainti                              |                   |                                                          | Mi b Majeur             |
| 1940 (Publication 1951)          | Göte Carlid                           | L'Invitation au voyage                                                                       | voix, orchestre et chœur (SATB)                                                                                   | Hymnes à la beauté                                                                                        | Suecia                                        |                                                |                   |                                                          |                         |
| 1894 (Publication 1895)          | Gustave Charpentier                   | L'Invitation au voyage                                                                       | voix et piano | Les Fleurs du mal                                                                                         | Heugel                                        | Mme Edouard Colonne                            |                   |                                                          | Fa Majeur               |
|                                  | Hans Gefors                           | L'Invitation au voyage                                                                       | voix, violon et guitare                                                                                           | |                                               |                                                |                   |                                                          |                         |
| 1918 (Publication 1948)          | Hendrik Andriessen                    | L'Invitation au voyage                                                                       | mezzo-soprano et orchestre                                                                                        | Publication unique                                                                                        | Donemus                                       |                                                |                   |                                                          |                         |
| 1870                             | Henri Duparc                          | L'Invitation au voyage                                                                       | voix et piano (Orchestration - 1892)                                                                              | Mélodies                                                                                                  | Rouart, Lerolle & Cie                         | Mme Henri Duparc                               | 6 sur 8           | Presque lent                                             | Ut mineur / Majeur      |
| 2004                             | Jean-Claude Bossel                    | L'Invitation au voyage                                                                       | soprano et harpe                                                                                                  | |                                               |                                                |                   |                                                          |                         |
| 1885                             | Jean-Grégoire Pénavaire               | L'Invitation au voyage                                                                       | voix et piano | Vingt mélodies                                                                                            | Choudens                                      | Baronne Jules Legoux                           | 3 sur 4           | Allegretto un poco animato                               | Fa mineur / Majeur      |
| 1971                             | John Corigliano                       | L'Invitation au voyage                                                                       | chœur (SATB) a cappella                                                                                           | |                                               |                                                |                   |                                                          |                         |
| 1863 (Publication 1865)          | Jules Cressonnois                     | L'Invitation au voyage                                                                       | voix et piano | Harmonies                                                                                                 | Retté & Cie                                   | Alexandre Batta                                | 3 sur 4           | Andantino                                                | Fa Majeur               |
| 1934                             | Julius Kopsch                         | L'Invitation au voyage                                                                       | voix et piano | Deux mélodies pour chant et piano                                                                         | Max Eschig                                    |                                                |                   |                                                          |                         |
|                                  | Leif Thybo                            | L'Invitation au voyage                                                                       | baryton et piano                                                                                                  | Deux Chansons de Baudelaire pour baryton et piano                                                         | Egtved                                        | Erik Saeden                                    |                   |                                                          |                         |
| 1882                             | Lucien Hillemacher, Paul Hillemacher  | L'Invitation au voyage                                                                       | voix et piano | Vingt mélodies                                                                                            | Alphonse Leduc                                | Hermann-Léon                                   | 2 sur 4           | Assez animé (Noire = 114)                                | Ut Majeur               |
| 2003 (Publication 2004)          | Mark-Anthony Turnage                  | L'Invitation au voyage                                                                       | voix et orchestre                                                                                                 | Two Baudelaire Songs for soprano and seven instruments                                                    | Boosey & Hawkes                               | Veronica Lofthouse                             |                   |                                                          |                         |
| 1892                             | Maurice Rollinat                      | L'Invitation au voyage                                                                       | voix et piano | Six nouvelles poésies de Ch. Baudelaire                                                                   | Heugel & Cie                                  |                                                | 9 sur 8           | Moderato espressivo                                      | Sol mineur              |
| 1882 (Publication 1933)          | Pascal d'Aix                          | L'Invitation au voyage                                                                       | voix et piano | Publication unique                                                                                        | Maurice Senart                                | Paul Dukas mon vieil et cher ami               | 2 sur 4           | Moderato                                                 | Si b mineur             |
| 19..                             | Paul Roës                             | L'Invitation au voyage                                                                       | voix et piano | Publication unique                                                                                        |                                               |                                                |                   |                                                          |                         |
| 1995 (Publication 2002)          | Pierre Charvet                        | L'Invitation au voyage                                                                       | voix mixtes et électronique                                                                                       | |                                               |                                                |                   |                                                          |                         |
| 1910 ?                           | René Chansarel                        | L'Invitation au voyage                                                                       | voix et piano | Publication unique                                                                                        | E. Demets                                     |                                                |                   |                                                          |                         |
|                                  | Sophie Mourey                         | L'Invitation au voyage                                                                       | voix et piano | |                                               |                                                |                   |                                                          |                         |
| 2013 (Publication 2014)          | Vladimir Genin                        | L'Invitation au voyage                                                                       | soprano, violon, alto, violoncelle et piano                                                                       | Les Fleurs du mal                                                                                         |                                               |                                                |                   |                                                          |                         |
| 1952 (Publication 1962)          | William W. Austin                     | L'Invitation au voyage                                                                       | voix, orchestre et cloches                                                                                        | |                                               |                                                |                   |                                                          |                         |
| 1914                             | Yvan Renno                            | L'Invitation au voyage                                                                       | voix et piano | Publication unique                                                                                        | F. Durdilly, Ch. Hayet Successeur             | Mme G. Picard-Amoré                            | 12 sur 8          | Moderato                                                 | La mineur               |
|                                  | Yves Castagnet                        | L'Invitation au voyage                                                                       | Chœur SATB et piano                                                                                               | Publication unique                                                                                        | Symétrie                                      | Pour le chœur "Figure humaine"                 |                   |                                                          |                         |
| 1970 (Publication 1978)          | Henrik Wilhelm Gade                   | L'Invitation au voyage (Indbydelse til rejse)                                                | voix et piano | Hymne til skønheden : 6 digte                                                                             |                                               |                                                |                   |                                                          |                         |
|                                  | David Warin Solomons                  | L'Invitation au voyage (Invitation to the journey after a poem by Charles Baudelaire)        | voix et guitare                                                                                                   | |                                               |                                                |                   |                                                          |                         |
| 1986 (Publication 1987)          | Ned Rorem                             | L'Invitation au voyage (Invitation to the Voyage)                                            | voix et piano ?                                                                                                   | Three Poems of Baudelaire                                                                                 | Boosey & Hawkes                               |                                                |                   |                                                          |                         |
| 2017                             | Mamed Guseynov                        | L'Invitation au voyage (Priglashenie k puteshestvii︠u︡)                                        | voix et piano | Oeuvres vocales choisies (Избранные вокальные сочинения)                                                  |                                               |                                                |                   |                                                          |                         |
| 1909 (Publication 1911)          | Alexandre Gretchaninoff               | L'Invitation au voyage (Призыв ) Op 48                                                       | voix et piano | Les Fleurs du mal                                                                                         | A. Gutheil                                    |                                                | 6 sur 8           | Andante con moto                                         | Mi Majeur               |
| 1889                             | Benjamin Godard                       | L'Invitation au voyage Op 114                                                                | voix et piano | Publication unique                                                                                        | Durand et Schoenewerk                         |                                                | 3 sur 4           | Moderato                                                 | Si b Majeur             |
| 2003 (Publication 2005)          | David Matthews                        | L'Invitation au voyage Op 96                                                                 | voix, piano et trio à cordes (violon, alto et violoncelle)                                                        | Voyages                                                                                                   | Faber Music                                   |                                                |                   |                                                          | Mi mineur               |
| 2017                             | Jérémy Langouet                       | L'irremédiable                                                                               | baryton et piano                                                                                                  | |                                               |                                                |                   |                                                          |                         |
| 1927 (Publication 1993)          | Kaikhorsu Shapurji Sorabji            | L'irremédiable                                                                               | voix et piano | Songs | Soranji Archives                              | Blanche Marchesi                               |                   |                                                          |                         |
| 2002                             | Edith Canat de Chizy                  | L'irremédiable                                                                               | voix mixtes, percussions et clavecin                                                                              | Clair et noir                                                                                             | Henry Lemoine                                 |                                                |                   |                                                          |                         |
| 2013 (Publication 2014)          | Vladimir Genin                        | L'irréparable                                                                                | soprano, violon, alto, violoncelle et piano                                                                       | Les Fleurs du mal                                                                                         |                                               |                                                |                   |                                                          |                         |
| 1887                             | C de La Chanonie                      | Madrigal triste                                                                              | voix et piano | Publication unique                                                                                        | Delanchy & Cie                                |                                                |                   |                                                          |                         |
| 1940                             | Marguerite Canal                      | Madrigal triste                                                                              | voix et piano | Sept poèmes de Charles Baudelaire                                                                         | Henry Lemoine & Cie                           | Fernand Francell                               |                   |                                                          | Ut mineur               |
| 1892                             | Maurice Rollinat                      | Madrigal triste                                                                              | voix et piano | Six Poésies de Ch. Baudelaire                                                                             | Heugel & Cie                                  |                                                |                   |                                                          | Mi b Majeur             |
| 1894 ?                           | Rita Strohl                           | Madrigal triste                                                                              | voix et piano | Six Poésies de Baudelaire mises en musique                                                                |                                               |                                                |                   |                                                          |                         |
| 2013 (Publication 2014)          | Vladimir Genin                        | Madrigal triste                                                                              | soprano, violon, alto, violoncelle et piano                                                                       | Les Fleurs du mal                                                                                         |                                               |                                                |                   |                                                          |                         |
| 1994 (Publication 1997)          | Riccardo Piacentini                   | Madrigal triste Op A7 n°2                                                                    | voix et piano | Fugitives, tre frammenti da Baudelaire                                                                    | Curci                                         | Tiziana                                        |                   |                                                          |                         |
| 1945 (Publication 1946)          | Gabriel Honoré Marcel                 | Moesta et errabunda                                                                          | voix et piano | Mélodies sur des poèmes de Baudelaire, Lamartine, Chénier, Ch. Guérin                                     |                                               |                                                |                   |                                                          |                         |
| 1926                             | Alexander Shenshin                    | Obsession                                                                                    | voix et piano | Fünf Gedichte von Ch. Baudelaire                                                                          | Universal Edition                             |                                                |                   |                                                          |                         |
| 1910                             | Gaston Selz                           | Obsession                                                                                    | voix et piano | Publication unique                                                                                        | Voissière                                     | Berthe                                         |                   |                                                          | Ut mineur/Majeur        |
|                                  | Gérard Bertouille                     | Obsession                                                                                    | voix et piano | |                                               |                                                |                   |                                                          |                         |
| 1985                             | Gordon Kerry                          | Obsession                                                                                    | mezzo-soprano et piano                                                                                            | Obsession. Song-cycle to poems by Charles Baudelaire                                                      | Australian Music Centre                       | Stephen McIntyre                               |                   |                                                          |                         |
| 1884                             | Hippolyte Mirande                     | Obsession                                                                                    | voix et piano | Mélopées                                                                                                  | J. Naus                                       | Henri Mirande                                  | 3 sur 2           | Large et solennel (Blanche = 42)                         | Ré mineur               |
| 1990                             | James Rendace                         | Obsession                                                                                    | alto et orchestre de chambre                                                                                      | Trois Poèmes de Baudelaire                                                                                |                                               |                                                |                   |                                                          |                         |
| 2005                             | Jeff Myers                            | Obsession                                                                                    | soprano et piano                                                                                                  | Baudelaire Songs                                                                                          |                                               |                                                |                   |                                                          |                         |
| 2009 (Publication 2013)          | Outi Tarkiainen                       | Obsession                                                                                    | voix et piano | The Baudelaire Songs                                                                                      |                                               |                                                |                   |                                                          |                         |
| 2016 (Publication 2018)          | Philippe Fénelon                      | Obsession                                                                                    | voix et piano | Six poèmes de Charles Baudelaire                                                                          | Zabak productions                             |                                                |                   |                                                          |                         |
| 1894                             | Rita Strohl                           | Obsession                                                                                    | voix et piano | Six Poésies de Baudelaire mises en musique                                                                |                                               |                                                |                   |                                                          | Sol mineur              |
| 1943 (Publication 2002)          | Robert Francès                        | Obsession                                                                                    | voix et piano | Paysages musicaux                                                                                         | Alphonse Leduc                                |                                                |                   |                                                          | Ré Majeur               |
| 1909 (Publication 1911)          | Robert Montfort                       | Obsession                                                                                    | voix et piano | Trois Poèmes de Baudelaire                                                                                |                                               |                                                |                   |                                                          | Fa Majeur               |
| 1909 ?                           | Sergueï Taneïev                       | Obsession                                                                                    | voix et piano | |                                               |                                                |                   |                                                          | Fa mineur/Ut Majuer     |
| 1972                             | Humphrey Searle                       | Obsession Op 58                                                                              | voix, piano et cor                                                                                                | Les Fleurs du mal                                                                                         |                                               |                                                |                   |                                                          |                         |
| 1925 (Publication 1933)          | Maxime Belliard                       | Pafum exotique                                                                               | voix et piano | Publication unique                                                                                        | Mauirce Senart                                |                                                |                   |                                                          | Fa # Majeur             |
| 1907                             | Albert Doyen                          | Parfum exotique                                                                              | voix et piano | Publication unique                                                                                        | Alphonse Leduc                                | Berthe de Thèze                                |                   |                                                          | Si Majeur               |
| 1939                             | Alexander Lokshin                     | Parfum exotique                                                                              | Soprano et orchestre                                                                                              | Les Fleurs du mal                                                                                         |                                               |                                                |                   |                                                          |                         |
| 1925                             | Alfred Rose                           | Parfum exotique                                                                              | voix et piano | |                                               |                                                |                   |                                                          |                         |
| 2010 (Publication 2011)          | Benjamin C. S. Boyle                  | Parfum exotique                                                                              | soprano, ténor et piano                                                                                           | Chansons de Diane                                                                                         | Editions Rassel                               |                                                |                   |                                                          |                         |
| 1977 (Publication 1998)          | Claude Prior                          | Parfum exotique                                                                              | voix et piano ?                                                                                                   | | Manuscrit                                     |                                                |                   |                                                          |                         |
| 1978                             | Germain Desbonnet                     | Parfum exotique                                                                              | voix et piano | Mélodies                                                                                                  | Editions buissonnières                        |                                                |                   |                                                          |                         |
| 1997 (Publication 1998)          | Guillemette Marrannes                 | Parfum exotique                                                                              | voix et piano | Sept Mélodies de mer et d'amour                                                                           |                                               |                                                |                   |                                                          | Sol Majeur              |
| 1893 (Publication 1894)          | Gustave Charpentier                   | Parfum exotique                                                                              | voix et orchestre                                                                                                 | Poèmes chantés                                                                                            | H. Tellier                                    | Louis Landry                                   | 4 sur 4           | Andante tranquillo (Noire = 46)                          | Ré b Majeur             |
| 1998 (Publication 1999)          | Jan van Amerongen                     | Parfum exotique                                                                              | voix et piano | Vier liederen                                                                                             | Donemus                                       | Alison Metternich                              |                   |                                                          | La mineur               |
| 1982                             | Jean-Guy Bailly                       | Parfum exotique                                                                              | voix et piano | Six poèmes de Charles Baudelaire                                                                          |                                               |                                                |                   |                                                          | Ut Majeur               |
| 1940                             | Marguerite Canal                      | Parfum exotique                                                                              | voix et piano | Sept poèmes de Charles Baudelaire                                                                         |                                               |                                                |                   |                                                          |                         |
| 1921                             | Paul Gautier                          | Parfum exotique                                                                              | voix et piano | Mélodies                                                                                                  | Durdilly, Ch. Hayet                           |                                                | 4 sur 4           | Lent                                                     | La mineur               |
| 1907                             | Paul Jumel                            | Parfum exotique                                                                              | voix et piano | Publication unique                                                                                        | Hachette                                      |                                                |                   |                                                          |                         |
| 1933 (Publication 1934)          | Philippe Gaubert                      | Parfum exotique                                                                              | voix et piano | Dix poèmes pour chant et piano                                                                            | Heugel                                        | Lina Falk                                      |                   |                                                          | Ré b Majeur             |
| 1909                             | Pierre Rivière                        | Parfum exotique                                                                              | voix et piano | Trois poèmes de Baudelaire                                                                                |                                               |                                                |                   |                                                          |                         |
| 1981 (Publication 1999)          | Poul Rovsing Olsen                    | Parfum exotique                                                                              | voix et piano | Deux Mélodies                                                                                             | Samfundet til udgivelse af Dansk Music        | Ulrik Cold                                     |                   |                                                          |                         |
| 1926                             | Raoul Laparra                         | Parfum exotique                                                                              | voix et piano | Dix Mélodies sur des poésies de Charles Baudelaire et Jean de La Fontaine                                 | Choudens                                      |                                                | 2 sur 4           | Andantino con moto (Noire = 92)                          | La Majeur               |
| 1896                             | Ricardo Viñes                         | Parfum exotique                                                                              | voix et piano | Publication unique                                                                                        |                                               |                                                |                   |                                                          | Mi b mineur             |
| 2003                             | Stephen Marc Schneider                | Parfum exotique                                                                              | voix et alto | Bribes - trois chants für triefe Stimme und Bratsche nach Gedichte von Charles Baudelaire                 |                                               | Alck                                           |                   |                                                          |                         |
| 1989 (Publication 2009)          | Jean-Marc Déhan                       | Parfum exotique (Quand, les deux yeux fermés)                                                | voix et piano | Chant et piano                                                                                            |                                               |                                                |                   |                                                          | La b Majeur             |
| 1912 (Publication 1913)          | Jean Neymarck                         | Parfum exotique Op 21 n°4                                                                    | voix et piano | 4 Poèmes                                                                                                  | Léon Grus                                     | Charles Baux                                   |                   |                                                          | Fa Majeur               |
| 1913 ?                           | Joseph-Guy Jongen                     | Parfum exotique Op 29                                                                        | soprano, piano et quatuor à cordes                                                                                | Publication unique                                                                                        | Maurice Senart                                | Jane Y. Englebert                              |                   |                                                          | Mi b Majeur             |
| 1955                             | Edouard Devernay                      | Paysage                                                                                      | voix et piano | |                                               |                                                |                   |                                                          |                         |
| 19..                             | William Matthews                      | Paysage                                                                                      | soprano, piano, flûte, percussions et clarinette (si b)                                                           | Publication unique                                                                                        | American Composers Alliance                   |                                                |                   |                                                          |                         |
| 1908 (Publication 1914)          | Robert Ravarin                        | Quant à moi, si j'avais un beau parc planté d'ifs                                            | voix et piano | Mélodies                                                                                                  |                                               |                                                | 3 sur 4           |                                                          | Mi Majeur               |
| 1917                             | Pierre Singer                         | Que diras tu ce soir pauvre âme solitaire                                                    | voix et piano | Publication unique                                                                                        | Maurice Senart                                |                                                | 6 sur 8           | Modéré                                                   | Ré mineur               |
| 2012-2013                        | Alexandra Cherciu                     | Que diras tu ce soir pauvre âme solitaire (Sonnet XLII)                                      | voix et piano | Publication unique                                                                                        |                                               |                                                |                   |                                                          | Ré mineur               |
| 1892                             | Maurice Rollinat                      | Que diras tu ce soir pauvre âme solitaire (Idéal)                                            | voix et piano | Six nouvelles poésies de Ch. Baudelaire                                                                   | Heugel & Cie                                  |                                                |                   |                                                          | Fa mineur / La b Majeur |
| 1940 (Publication 1942)          | Gerhard Frommel                       | Que diras tu ce soir pauvre âme solitaire (Was erzählst du heut, allein geblieben) Op 16 n°3 | voix et piano | Vier Lieder                                                                                               | Süddeutscher Musikverlag                      | Sisina                                         |                   |                                                          | Ré Majeur               |
| 1971-1978 (Publication 1979)     | Colin Matthews                        | Que diras-tu ce soir pauvre âme solitaire                                                    | voix et piano | Colloque sentimental                                                                                      | Faber Music                                   |                                                |                   |                                                          |                         |
|                                  | Albert Daulet                         | Recueillement                                                                                | voix et piano | | Manuscrit                                     |                                                |                   |                                                          |                         |
| 1926                             | Alexander Shenshin                    | Recueillement                                                                                | voix et piano | Fünf Gedichte von Ch. Baudelaire                                                                          | Universal Edition                             |                                                |                   |                                                          |                         |
| 1876                             | André Dulaurens                       | Recueillement                                                                                | voix et piano ?                                                                                                   | |                                               |                                                |                   |                                                          |                         |
|                                  | Anthony Hopkins                       | Recueillement                                                                                | voix et piano | |                                               |                                                |                   |                                                          |                         |
| 1980 (Publication 1989)          | Anthony Powers                        | Recueillement                                                                                | soprano et piano                                                                                                  | Souvenirs du voyage, song cycle for soprano and piano on texts frome Baudelaire's                         | Oxford University Press                       | Jane et George                                 |                   |                                                          |                         |
| 1975 (Publication 1976)          | Antoine Geoffroy-Dechaume             | Recueillement                                                                                | voix et piano | Publication unique                                                                                        | Jobert                                        | Marie                                          |                   |                                                          | La Majeur               |
| 1904                             | Antônio Francisco Braga               | Recueillement                                                                                | voix et piano | Publication unique                                                                                        | Campassi & Camin                              | Corbiniano Villaça                             |                   |                                                          | La b Majeur             |
| 1893                             | B. Maurel                             | Recueillement                                                                                | baryton et piano                                                                                                  | Publication unique                                                                                        | G. Ducrotois                                  |                                                |                   |                                                          |                         |
|                                  | Bernard van Dieren                    | Recueillement                                                                                | voix et piano | |                                               |                                                |                   |                                                          |                         |
| 1985 (Publication 1993)          | Caroline Wilkins                      | Recueillement                                                                                | soprano et piano                                                                                                  | Carte du tendre                                                                                           | Tre Media                                     |                                                |                   |                                                          |                         |
| 1962                             | Charles Brown                         | Recueillement                                                                                | voix et piano | 4 mélodies                                                                                                | Manuscrit                                     |                                                |                   |                                                          |                         |
| 1889 (Publication 1904)          | Claude Debussy                        | Recueillement                                                                                | voix et piano | 5 poèmes de Charles Baudelaire                                                                            | A. Durand & Fils                              | Etienne Dupin                                  | 4 sur 4           | Lento e tranquillo                                       | Ut # mineur             |
| 1918                             | Claude Duboscq                        | Recueillement                                                                                | voix et piano | Trois poèmes de C. Baudelaire                                                                             | E. Demets                                     | Jacqueline Ballande                            |                   |                                                          | Si Majeur               |
| 1977 (Publication 1998)          | Claude Prior                          | Recueillement                                                                                | voix et piano ?                                                                                                   | | Manuscrit                                     |                                                |                   |                                                          |                         |
| 1971                             | Edison Vasilevich Denisov             | Recueillement                                                                                | Soprano et Grand orchestre                                                                                        | Universal Edition                                                                                         |                                               |                                                |                   |                                                          |                         |
| 1971                             | Edmund Najera                         | Recueillement                                                                                | voix, piano, alto, violoncelle et flûte                                                                           | Baudelaire's Fleurs du mal                                                                                |                                               |                                                |                   |                                                          |                         |
| 1954 (Publication 1955)          | Edouard Devernay                      | Recueillement                                                                                | voix et piano | Trois poèmes de Baudelaire                                                                                | Costellat                                     |                                                |                   |                                                          |                         |
| 1929 (Publication 1931)          | Elisabeth Lutyens                     | Recueillement                                                                                | voix, piano et quatuor à cordes                                                                                   | |                                               |                                                |                   |                                                          |                         |
|                                  | Ernst Lévy                            | Recueillement                                                                                | voix et piano | |                                               |                                                |                   |                                                          |                         |
| 1917                             | Fernand Quinet                        | Recueillement                                                                                | voix et piano | Publication unique                                                                                        | Editions de L'Art Belge                       | Mme Charles Derbaix-Levie                      |                   |                                                          | La mineur               |
|                                  | Franz Servais                         | Recueillement                                                                                | voix et piano ?                                                                                                   | Scènes lyriques                                                                                           |                                               |                                                |                   |                                                          |                         |
| 1920                             | G. Guérande                           | Recueillement                                                                                | voix et piano | Cinq mélodies sur des poèmes de Charles Baudelaire                                                        | Heugel                                        |                                                |                   |                                                          |                         |
| 1950                             | Gaston Doin                           | Recueillement                                                                                | voix et piano | Mélodies romantiques                                                                                      | Alphonse Leduc                                |                                                |                   |                                                          | Sol b Majeur            |
| 1903                             | Gustave Bret                          | Recueillement                                                                                | voix et piano | Publication unique                                                                                        | Edition mutuelle                              |                                                |                   |                                                          | Mi mineur               |
| 1884 ?                           | Hippolyte Mirande                     | Recueillement                                                                                | voix et piano | Mélopées                                                                                                  | J. Naus                                       | Paul Dukas                                     | 3 sur 4           | Très calme et soutenu (Noire = 52)                       | Si Majeur               |
| 1975 (Publication 1985)          | Jean Chatillon                        | Recueillement                                                                                | Soprano et piano                                                                                                  | Deuxième livre de Mélodies                                                                                | Jacques Ostiguy                               |                                                | 4 sur 4           | Largo (Noire circa 60)                                   | Ré b Majeur             |
| 1967                             | Jean Derbès                           | Recueillement                                                                                | contralto et piano                                                                                                | Sept mélodies pour voix de contralto et piano sur des textes de Baudelaire                                |                                               |                                                |                   |                                                          |                         |
| 1927 (Publication 1934)          | Jean Dora (Edouardd Dreyfus-Gonzalès) | Recueillement                                                                                | voix et piano | Deux poèmes de Baudelaire                                                                                 | Max Eschig                                    | Mlle Estefania Ribon                           |                   |                                                          | Ut Majeur               |
| 1929                             | Jean Gaudefroy-Demonbynes             | Recueillement                                                                                | voix et piano | Cinq mélodies                                                                                             | H. Hérelle et Cie                             |                                                |                   |                                                          |                         |
| 1936                             | Jean Rohozinski                       | Recueillement                                                                                | soprano et piano                                                                                                  | | Manuscrit                                     |                                                |                   |                                                          |                         |
| 1984 (Publication 1999)          | Jean-Yves Malmasson                   | Recueillement                                                                                | voix et piano ou voix et orchestre (1999)                                                                         | Trois Mélodies sur des poèmes de Charles Baudelaire                                                       | Musik-Fabrik                                  |                                                |                   |                                                          | Ré mineur               |
| 1947                             | Kees van Baaren                       | Recueillement                                                                                | voix et piano | Publication unique                                                                                        | Donemus                                       |                                                |                   |                                                          |                         |
| 1922 (Publication 1923)          | Marcel Bertrand                       | Recueillement                                                                                | voix et piano | Six Mélodies                                                                                              | Maurice Senart                                | Suzanne de Lafory                              |                   |                                                          | Fa mineur               |
| 1940 (Publication 1941)          | Marguerite Canal                      | Recueillement                                                                                | voix et piano | Sept poèmes de Charles Baudelaire                                                                         | Henry Lemoine & Cie                           | Suzanne Al Guillaume                           |                   |                                                          | Mi b mineur             |
| 1892                             | Maurice Rollinat                      | Recueillement                                                                                | voix et piano | Six Poèmes de Charles Baudelaire                                                                          | Heugel & Cie                                  |                                                | 2 sur 4           | Adagio                                                   | Ut mineur               |
|                                  | Michal de Sergé                       | Recueillement                                                                                | voix et piano | |                                               |                                                |                   |                                                          |                         |
| 1909                             | Pierre Rivière                        | Recueillement                                                                                | voix et piano | Trois poèmes de Baudelaire                                                                                |                                               |                                                |                   |                                                          |                         |
| 1948                             | Robert Caby                           | Recueillement                                                                                | voix et piano | Publication unique                                                                                        | AARC                                          | Gérard Magistry                                |                   |                                                          | Ut Majeur               |
|                                  | Sydney Hodkinson                      | Recueillement                                                                                | voix, piano et violon                                                                                             | |                                               |                                                |                   |                                                          |                         |
| 1894                             | Xavier Perreau                        | Recueillement                                                                                | voix et piano | Cinq mélodies avec accompagnement de piano                                                                | Librairie de l'Art indépendant                | Comtesse Greffulhe                             | 3 sur 4 - 9 sur 8 | Andante                                                  | Si mineur               |
| 1907 (Publication 1910)          | Alphons Diepenbrock                   | Recueillement                                                                                | Contralto et orchestre                                                                                            | Verzamelde Liederen van Alpons Diepenbrock, bariton of merro-sopraan                                      | Alsbach & Co                                  | Gabrielle Zimmer                               | 4 sur 4           | Lento                                                    | Ré mineur               |
| 1995 (Publication 1999)          | Colette Delatour                      | Recueillement                                                                                | voix et piano | Les Miroirs profonds                                                                                      |                                               |                                                |                   |                                                          | La mineur/Majeur        |
| 1898 (Publication 1901)          | Gustave Doret                         | Recueillement                                                                                | voix et piano | Publication unique                                                                                        | E. Baudoux                                    | Paul Daraux                                    |                   |                                                          | Mi b Majeur             |
| 1982                             | Jean-Guy Bailly                       | Recueillement                                                                                | voix et piano | Six poèmes de Charles Baudelaire                                                                          |                                               |                                                |                   |                                                          | Ut Majeur               |
| 1909 (Publication 1997)          | Luis de Freitas Branco                | Recueillement                                                                                | voix et piano | Canções Francesas                                                                                         | Musicoteca Lisboa                             |                                                |                   |                                                          | Ré mineur               |
| 1976 (Publication 1977)          | Bo Holten                             | Recueillement (La Douce Nuit)                                                                | chœur (SSATBB) et cloches                                                                                         | |                                               |                                                |                   |                                                          |                         |
| 2003 (Publication 2008)          | Ylva Skog                             | Recueillement (Låt Oron Fly)                                                                 | mezzo-soprano et guitare                                                                                          | Baudelaire sånger                                                                                         | Swedish Music                                 |                                                |                   |                                                          |                         |
|                                  | Mel Powell                            | Recueillement (Lines frome Baudelaire's meditation)                                          | voix et quatuor à cordes                                                                                          | |                                               |                                                |                   |                                                          |                         |
| 1929 (Publication 1959)          | Mary Howe                             | Recueillement (Ma Douleur)                                                                   | voix et piano | French Songs                                                                                              | Galaxy Music Corporation                      |                                                |                   |                                                          | Ut mineur               |
| 1980 (Publication 1982)          | Barry O'Neal                          | Recueillement (Meditation)                                                                   | chœur mixte | Publication unique                                                                                        |                                               |                                                |                   |                                                          |                         |
| 1996 (Publication 1997)          | Bruce Christian Bennett               | Recueillement (Meditation)                                                                   | chœur (SATB) | Four pieces                                                                                               |                                               |                                                |                   |                                                          |                         |
| 1946                             | Marc Berthomieu                       | Recueillement (Méditation)                                                                   | baryton et piano                                                                                                  | Publication unique                                                                                        | Heugel & Cie                                  |                                                |                   |                                                          |                         |
| 1980                             | Arne Mellnäs                          | Recueillement (Sérenité)                                                                     | voix, piano, alto, violoncelle, flûte, clarinette (si b), clarinette basse et flûte alto                          | Nocturnes                                                                                                 |                                               |                                                |                   |                                                          |                         |
| 2017                             | Christophe Looten                     | Recueillement (Sois sage, ô ma douleur)                                                      | baryton et piano                                                                                                  | |                                               | François Le Roux                               |                   |                                                          |                         |
|                                  | Raoul Gradis                          | Recueillement (Tristesse)                                                                    | voix et piano | Publication unique                                                                                        |                                               | Mme Raoul Gradis                               |                   |                                                          | Ré Majeur               |
|                                  | Gustave Kéfer                         | Recueillement Op 2                                                                           | voix et piano | Huit Mélodies                                                                                             | Otto Junne                                    | Isidore Verheyden                              |                   |                                                          | Mi mineur               |
| 1940 (Publication 1950)          | Jean-Frédéric Perrenoud               | Recueillement Op 29a n°2                                                                     | voix et piano | Les chants du soir                                                                                        | Foetisch frères                               |                                                |                   |                                                          | Si mineur               |
| 1993 (Publication 2011)          | Klaus Miehling                        | Recueillement Op 42 n°1                                                                      | voix et piano | Vier Lieder nach Charles Baudelaire                                                                       |                                               |                                                |                   |                                                          | Si mineur               |
| 1921 (Publication 1924)          | Louis Vierne                          | Recueillement Op 45 n°1                                                                      | voix et piano | Cinq poèmes de Baudelaire                                                                                 | Maurice Senart                                | Madeleine Richepin                             | 3 sur 4           | Adagio aussi larghetto (Noire = 54=                      | Si b Majeur             |
| 1985                             | Alexander Goehr                       | Recueillement Op 47                                                                          | chœur mixte | Two Imitations of Baudelaire                                                                              |                                               |                                                |                   |                                                          |                         |
| 1884                             | Charles Bordes                        | Recueillement Op 6                                                                           | soprano et piano                                                                                                  | Publication unique                                                                                        |                                               | Paul Poujaud                                   |                   |                                                          | Sol mineur              |
| 2019                             | Laurent Coulomb                       | Remords posthume                                                                             | chœur de femmes à trois voix                                                                                      | Publication unique                                                                                        | Editions à cœur joie                          |                                                |                   |                                                          |                         |
| 2015 (Publication 2017)          | Nicolas Chevereau                     | Remords posthume                                                                             | voix et piano | Cinq poèmes de Baudelaire pour baryton et piano                                                           | Delatour                                      | Jérôme Boutillier                              |                   |                                                          | Fa # mineur             |
| 1894 ?                           | Rita Strohl                           | Remords posthume                                                                             | voix et piano | Six Poésies de Baudelaire mises en musique                                                                |                                               |                                                |                   |                                                          |                         |
| 2008 (Publication 2011)          | Emily Koh                             | Remords posthume (The Remorse of the dead)                                                   | chœur (SATB) | |                                               |                                                |                   |                                                          |                         |
| 1990                             | Klaas Govers                          | Réversibilité                                                                                | chœur | Twe liederen : voor gemengd koor a cappella                                                               |                                               |                                                |                   |                                                          |                         |
| 1879 (Publication 1895)          | Maurice Rollinat                      | Réversibilité                                                                                | voix et piano | Six Poésie de Ch. Baudelaire                                                                              | Heugel & Cie                                  |                                                |                   |                                                          |                         |
|                                  | Paul Aliprandi (Edmond-Jean Missa)    | Réversibilité                                                                                | soprano et orchestre                                                                                              | Publication unique                                                                                        | Gérard Billaudot                              |                                                |                   |                                                          |                         |
| 2017                             | Philippe Hersant                      | Réversibilité                                                                                | voix et piano | Publication unique                                                                                        |                                               | François Le Roux et Jeff Cohen                 |                   |                                                          |                         |
| 2013                             | Xavier Bengurel                       | Réversibilité (Reversibilitat)                                                               | orchestre, soprano, baryton et chœur d'enfants                                                                    | Les flors del mal                                                                                         | Boileau                                       |                                                |                   |                                                          |                         |
| 1921 (Publication 1924)          | Louis Vierne                          | Réversibilité Op 45 n°2                                                                      | voix et piano | Cinq poèmes de Baudelaire                                                                                 | Maurice Senart                                | Madeleine Richepin                             | 6 sur 8           | Allegro agitato ma non troppo vivo (Noire pointée = 126) | Sol mineur/Majeur       |
| 1977 (Publication 1998)          | Claude Prior                          | Séga nonchalant                                                                              | voix et piano ?                                                                                                   | | Manuscrit                                     |                                                |                   |                                                          |                         |
| 2017                             | Alexander Liebermann                  | Semper eadem                                                                                 | baryton et piano                                                                                                  | |                                               | François Le Roux                               |                   |                                                          |                         |
| 1920                             | G. Guérande                           | Semper eadem                                                                                 | voix et piano | Cinq mélodies sur des poèmes de Charles Baudelaire                                                        | Heugel                                        |                                                |                   |                                                          |                         |
| 1934 (Publication 1935)          | Jean-Robert Blanc                     | Semper eadem                                                                                 | voix et piano | Six mélodies pour chant et piano                                                                          |                                               |                                                |                   |                                                          | La mineur               |
| 2005                             | John Cohen                            | Semper eadem                                                                                 | voix, chœur de chambre et ensemble à cordes                                                                       | |                                               |                                                |                   |                                                          |                         |
| 1910 (Publication 1925)          | Raymond Charpentier                   | Semper eadem                                                                                 | Chant, quatuor à cordes et piano                                                                                  | Deux poèmes de Baudelaire                                                                                 | Maurice Senart                                |                                                |                   |                                                          | Ut # mineur             |
|                                  | Marjo Tal                             | Sentiment de solitude                                                                        | voix et piano | |                                               |                                                |                   |                                                          |                         |
| 1920                             | Albert Huybrechts                     | Sépulture                                                                                    | voix et piano | Publication unique                                                                                        | CeBeDem                                       |                                                |                   |                                                          | Si b Majeur             |
| 2005 (Publication 2006)          | Nguyen Phuc Buu Phoi                  | Sépulture                                                                                    | soprano et piano                                                                                                  | Les Fleurs du Mal - six mélodies pour soprano et piano                                                    |                                               |                                                |                   |                                                          | Fa Majeur               |
| 1942                             | Gerhard Frommel                       | Sisina Op 16 n°2                                                                             | voix et piano | Vier Lieder                                                                                               | Süddeutscher Musikverlag                      | Sisina                                         |                   |                                                          | Si Majeur               |
| 2010 (Publication 2011)          | Benjamin C. S. Boyle                  | Sisina Op 24                                                                                 | soprano, ténor et piano                                                                                           | Chansons de Diane                                                                                         | Editions Rassel                               |                                                |                   |                                                          |                         |
| 1972                             | Humphrey Searle                       | Sisina Op 58                                                                                 | voix, piano et cor                                                                                                | Les Fleurs du mal                                                                                         |                                               |                                                |                   |                                                          |                         |
| 2003                             | Ylva Skog                             | Sonnet d'Automne (O vaggerska)                                                               | mezzo-soprano et guitare                                                                                          | Baudelaire sånger                                                                                         | Swedish Music                                 |                                                |                   |                                                          |                         |
| 2002 (Publication 2007)          | Benjamin C. S. Boyle                  | Sonnet d'Automne Op 11                                                                       | soprano et piano                                                                                                  | Trois chansons sur la poésie de Charles Baudelaire                                                        | Editions Rassel                               |                                                |                   |                                                          |                         |
| 1980 (Publication 1989)          | Anthony Powers                        | Spleen                                                                                       | soprano et piano                                                                                                  | Souvenirs du voyage, song cycle for soprano and piano on texts frome Baudelaire's                         | Oxford University Press                       | Jane et George                                 |                   |                                                          |                         |
| 1990 (Publication 2001)          | Christopher Wicks                     | Spleen                                                                                       | voix et piano | Songs for high voice and piano                                                                            |                                               |                                                |                   |                                                          |                         |
| 1997                             | Ferenc Farkas                         | Spleen                                                                                       | voix et piano | Publication unique                                                                                        |                                               |                                                |                   |                                                          |                         |
| 1976                             | Irma Ravinale                         | Spleen                                                                                       | baryton et orchestre                                                                                              | |                                               |                                                |                   |                                                          |                         |
| 1920                             | J. Hora Adema                         | Spleen                                                                                       | voix et piano | |                                               |                                                |                   |                                                          |                         |
| 1941                             | John Theodore Boorman                 | Spleen                                                                                       | voix et piano | Quelques sonnets de Baudelaire                                                                            | The University Library (Cambridge)            |                                                |                   |                                                          |                         |
| 1879 (Publication 1895)          | Maurice Rollinat                      | Spleen                                                                                       | voix et piano | Six nouvelles poésies de Ch. Baudelaire                                                                   | Heugel & Cie                                  |                                                |                   |                                                          |                         |
| 2013                             | Nguyen Phuc Buu Phoi                  | Spleen                                                                                       | soprano et piano                                                                                                  | Les Fleurs du Mal, six mélodies pour soprano et piano                                                     |                                               |                                                |                   |                                                          |                         |
| 1924                             | Raoul Laparra                         | Spleen                                                                                       | voix et piano | Publication unique                                                                                        |                                               |                                                |                   |                                                          | Mi mineur               |
| 1980                             | Richard Seff                          | Spleen                                                                                       | voix et piano | Publication unique                                                                                        |                                               |                                                |                   |                                                          | La Majeur               |
| 1894                             | Rita Strohl                           | Spleen                                                                                       | voix et piano | Six Poésies de Baudelaire mises en musique                                                                |                                               |                                                |                   |                                                          | Si mineur               |
| 1919                             | Armand Bournonville                   | Spleen                                                                                       | voix et piano | Publication unique                                                                                        | A. Dupont-Metzner                             | Mlle André Vally                               |                   |                                                          | Si b mineur             |
| 1989 (Publication 2021)          | Vincent Minazzoli                     | Spleen                                                                                       | voix et piano | 5 Poèmes de Baudelaire                                                                                    | Klarthe                                       |                                                |                   |                                                          | Ut # mineur             |
| 2009                             | Gilles Auger                          | Spleen (1)                                                                                   | voix et piano | Spleen | Jean-Philippe Mc Clish                        |                                                |                   |                                                          | Fa mineur               |
| 2009                             | Gilles Auger                          | Spleen (2)                                                                                   | voix et piano | Spleen | Jean-Philippe Mc Clish                        |                                                |                   |                                                          | Ré mineur               |
| 2009                             | Gilles Auger                          | Spleen (3)                                                                                   | voix et piano | Spleen | Jean-Philippe Mc Clish                        |                                                |                   |                                                          | Ut mineur               |
| 2009                             | Gilles Auger                          | Spleen (4)                                                                                   | voix et piano | Spleen | Jean-Philippe Mc Clish                        |                                                |                   |                                                          | La mineur               |
| 2016 (Publication 2017)          | Colin Matthews                        | Spleen (A Land of Rain)                                                                      | voix et piano | Publication unique                                                                                        |                                               |                                                |                   |                                                          |                         |
| 1990                             | Maurice Horsthuis                     | Spleen (De Spul)                                                                             | voix et orchestre                                                                                                 | |                                               |                                                |                   |                                                          |                         |
| 1907                             | Fidès Devriès                         | Spleen (Spleen et idéal)                                                                     | voix et piano ?                                                                                                   | Publication unique                                                                                        | Choudens                                      |                                                |                   |                                                          |                         |
| 1923 (Publication 2003)          | Robert Casadesus                      | Spleen Op 3                                                                                  | voix et piano | Publication unique                                                                                        | Greco Casadesus K                             | André Caplet                                   |                   |                                                          |                         |
| 1882 (Publication 1979)          | Sergueï Taneïev                       | There Once Lived a Little Man (Жил однажды человечек)                                        | voix, harpe et piano                                                                                              | 3 mélodies                                                                                                |                                               |                                                | 2 sur 4           | Allegro molto                                            | Si b Majeur             |
| 1982                             | Francis-Paul Demillac                 | Tout à l'heure je viens d'entendre                                                           | mezzo-soprano (ou baryton), piano et orchestre à cordes                                                           | Sur cinq poèmes de Baudelaire                                                                             | Manuscrit                                     |                                                |                   |                                                          |                         |
| 1971 (Publication 1978)          | Colin Matthews                        | Tout entière                                                                                 | voix et piano | |                                               |                                                |                   |                                                          |                         |
| 1957                             | James Adair                           | Tout entière                                                                                 | baryton-basse et piano                                                                                            | Two songs for bas-baritone                                                                                | Independent Music Publishers                  |                                                |                   |                                                          |                         |
| 1990 (Publication 2001)          | Jennifer Margaret Barker              | Tout entière                                                                                 | baryton et piano                                                                                                  | Two poems of Baudelaire                                                                                   |                                               |                                                |                   |                                                          |                         |
| 1872 (Publication 1951)          | Albert Bertelin                       | Tristesse de la lune                                                                         | soprano et piano                                                                                                  | Mélodies                                                                                                  | Loret Fils et H Freytag                       |                                                |                   |                                                          | Mi Majeur               |
| 1939                             | Alexander Lokshin                     | Tristesse de la lune                                                                         | soprano et orchestre                                                                                              | Les fleurs du mal                                                                                         |                                               |                                                |                   |                                                          |                         |
|                                  | Armand Bolsène                        | Tristesse de la lune                                                                         | voix et piano | Frissons d'au-delà                                                                                        | E. Fromont                                    |                                                |                   |                                                          | La mineur               |
| 19..                             | Courtlandt Palmer                     | Tristesse de la lune                                                                         | voix et piano | |                                               |                                                |                   |                                                          |                         |
| 1914 (Publication 1915)          | Dragan Plamenac                       | Tristesse de la lune                                                                         | voix et piano | Trois poèmes de Ch. Baudelaire                                                                            |                                               |                                                |                   |                                                          | Ut Majeur               |
| 19..                             | Ernani Costa Braga                    | Tristesse de la lune                                                                         | voix et piano | |                                               |                                                |                   |                                                          |                         |
| 1950                             | Gaston Doin                           | Tristesse de la lune                                                                         | voix et piano | Mélodies romantiques                                                                                      | Alphonse Leduc                                |                                                |                   |                                                          | Ré Majeur / Si b Majeur |
| 1986                             | Gerard Pape                           | Tristesse de la lune                                                                         | soprano et bande stéréo                                                                                           | |                                               |                                                |                   | Freely, slowly, trance like                              |                         |
| 1997                             | Guillemette Marrannes                 | Tristesse de la lune                                                                         | voix et piano | Sept Mélodies de mer et d'amour                                                                           |                                               |                                                |                   |                                                          | Sol Majeur              |
| 1984 (Publication 1999)          | Jean-Yves Malmasson                   | Tristesse de la lune                                                                         | voix et piano ou voix et orchestre (1999)                                                                         | Trois Mélodies sur des poèmes de Charles Baudelaire                                                       | Musik-Fabrik                                  |                                                |                   |                                                          | Mi mineur               |
|                                  | John Sernée                           | Tristesse de la lune                                                                         | voix, violoncelle et cristal Baschet                                                                              | Huit Poèmes de Charles Baudelaire                                                                         |                                               |                                                |                   |                                                          |                         |
| 1923                             | Joseph-Zygmunt Szulc                  | Tristesse de la lune                                                                         | voix et piano | Sept mélodies                                                                                             | Francis Salabert                              |                                                |                   |                                                          | Si Majeur               |
| 1898                             | Jules Bouval                          | Tristesse de la lune                                                                         | voix et piano | Publication unique                                                                                        | Alphonse Leduc                                | E. Engel                                       | 4 sur 4           | Lent, avec beaucoup de mystère                           | Mi b Majeur             |
| 1879 (Publication 1892)          | Maurice Rollinat                      | Tristesse de la lune                                                                         | voix et piano | Six Poésies de Ch. Baudelaire                                                                             | Heugel & Cie                                  |                                                |                   |                                                          |                         |
| 1892                             | Maurice Rollinat                      | Tristesse de la lune                                                                         | voix et piano | Six Poésies de Ch. Baudelaire                                                                             | Heugel & Cie                                  |                                                |                   |                                                          | Mi b Majeur             |
| 2008 (Publication 2009)          | Patrick Burgan                        | Tristesse de la lune                                                                         | baryton, flûte, violoncelle et piano                                                                              | Trois chants de l'Ailleurs                                                                                |                                               |                                                |                   |                                                          |                         |
| 1919                             | Pierre Menu                           | Tristesse de la lune                                                                         | voix et piano | Les fleurs du mal de Charles Baudelaire                                                                   | Manuscrit                                     |                                                |                   |                                                          |                         |
| 1901                             | Rita Strohl                           | Tristesse de la lune                                                                         | voix et piano | Dix Poésies mises en musique                                                                              | Toledo & Cie                                  | Henriette Menjaud                              | 12 sur 8          | Très lent (Noire = 50)                                   | Ut # Majeur             |
| 1980 (Publication 1994)          | Robert Caby                           | Tristesse de la lune                                                                         | voix et piano | 11 poètes français du XVIIIe et XIXe siècles                                                              | AARC                                          | Jean Roy                                       |                   |                                                          |                         |
|                                  | Sophie Mourey                         | Tristesse de la lune                                                                         | voix et piano | |                                               |                                                |                   |                                                          |                         |
| 2005 (Publication 2015)          | Spencer Tsai                          | Tristesse de la lune                                                                         | soprano et piano                                                                                                  | |                                               |                                                |                   |                                                          |                         |
| 2021                             | Vincent Minazzoli                     | Tristesse de la lune                                                                         | voix et piano | 5 Poèmes de Baudelaire                                                                                    | Klarthe                                       |                                                |                   |                                                          | Mi mineur/Majeur        |
| 1912                             | Richard Barthélemy                    | Tristesse de la lune                                                                         | voix et piano | Visions blanches                                                                                          | G. Schirmer                                   | Mme Rutherford-Stuyvesant                      |                   |                                                          | Mi mineur               |
| 1979 (Publication 1980)          | Frans Vuursteen                       | Tristesse de la lune (Attristant et Isolant)                                                 | Mezzo-soprano, 5 instrumentistes                                                                                  | Publication unique                                                                                        | Donemus                                       | Lenie Molenhuis                                | 4 sur 4           | Lointain (Noire pointée = 52)                            | Ut Majeur               |
| 1993 (Publication 2011)          | Klaus Miehling                        | Tristesse de la lune Op 42 n°4                                                               | voix et piano | Vier Lieder nach Charles Baudelaire                                                                       |                                               |                                                |                   |                                                          | Sol Majeur              |
| 1994                             | Jeffrey Michael Harrington            | Un Cabaret Folatre                                                                           | soprano et marimba                                                                                                | Baudelaire Macabre                                                                                        |                                               |                                                | 4 sur 4           | Bluesy (Noire = 80-90)                                   |                         |
| 1985                             | Gordon Kerry                          | Un Fantôme : "Le Parfum" (Le Parfum)                                                         | mezzo-soprano et piano                                                                                            | Obsession. Song-cycle to poems by Charles Baudelaire                                                      | Australian Music Centre                       | Stephen McIntyre                               |                   |                                                          |                         |
| 1998 (Publication 1999)          | Jan van Amerongen                     | Un Fantôme : "Le Parfum" (Le Parfum)                                                         | voix et piano | Vier liederen                                                                                             | Donemus                                       | Alison Metternich                              |                   |                                                          |                         |
|                                  | John Sernée                           | Un Fantôme : "Le Parfum" (Le Parfum)                                                         | voix, violoncelle et cristal Baschet                                                                              | Huit Poèmes de Charles Baudelaire                                                                         |                                               |                                                |                   |                                                          |                         |
| 2018 (Publication 2019)          | Raoul Pleskow                         | Un Fantôme : "Le Parfum" (Le Parfum)                                                         | mezzo-soprano et piano                                                                                            | Three brief songs for mezzo-soprano and piano                                                             |                                               |                                                |                   |                                                          |                         |
| 1900 (Publication 1945)          | Constant van de Wall                  | Un Fantôme : "Le Parfum" (Le Parfum) Op 42                                                   | voix et piano | |                                               | to my wife Maria                               |                   |                                                          |                         |
| 2015 (Publication 2017)          | Nicolas Chevereau                     | Un Fantôme : "Les Ténèbres"                                                                  | voix et piano | Cinq poèmes de Baudelaire pour baryton et piano                                                           | Delatour                                      | Jérôme Boutillier                              |                   |                                                          |                         |
| 1894 ?                           | Rita Strohl                           | Un Fantôme : "Les Ténèbres" (Un fantôme)                                                     | voix et piano | Six Poésies de Baudelaire mises en musique                                                                |                                               |                                                |                   |                                                          |                         |
| 2009                             | Benoït Mernier                        | Un hémisphère dans une chevelure                                                             | soprano et piano                                                                                                  | |                                               |                                                |                   |                                                          |                         |
|                                  | Gérard Condé                          | Un hémisphère dans une chevelure                                                             | Baryton et Quatuor de Saxophones                                                                                  | Invocations                                                                                               | Salabert                                      |                                                |                   |                                                          |                         |
| 1998                             | René Koering                          | Un hémisphère dans une chevelure (L'océan de ta chevelure)                                   | voix et piano | | Manuscrit                                     |                                                |                   |                                                          |                         |
| 1965 (Publication 1967)          | Easley Blackwood                      | Un Voyage à Cythère                                                                          | soprano, piano, violon, alto, violoncelle, flûte, clarinette (si b), clarinette basse, piccolo, cor et vibraphone | Publication unique                                                                                        |                                               |                                                |                   |                                                          |                         |
|                                  | Sophie Mourey                         | Un Voyage à Cythère                                                                          | voix et piano | |                                               |                                                |                   |                                                          |                         |
| 1962 (Publication 1967)          | Arminio Enrichi                       | Un Voyage à Cythère (A Cythère) Op 58                                                        | voix et piano | Qutre Chansons pour soprano et guitare                                                                    | Guglielmo Zanibon                             |                                                |                   |                                                          | La mineur               |
| 2019                             | Cheryl Frances-Hoad                   | Une Charogne                                                                                 | voix et piano | |                                               |                                                |                   |                                                          |                         |
|                                  | Daniel B. Rothman                     | Une Charogne (Cézanne's Doubt)                                                               | voix et orchestre de chambre                                                                                      | |                                               |                                                |                   |                                                          |                         |
| 2006 (Publication 2007)          | Gérard Condé                          | Une Charogne (Vision)                                                                        | voix et piano | Publication unique                                                                                        |                                               |                                                |                   |                                                          |                         |
| 1975                             | Léon Orthel                           | Une Martyre Op 71                                                                            | voix et piano | Publication unique                                                                                        | Donemus                                       | Sophia van Sante                               |                   |                                                          | La mineur               |
| 2000                             | Leonidas Kanaris                      | Une nuit que j'étais près d'une affreuse Juive (Μια Νύχτα Που…)                              | voix et piano | Three Songs of Poems by Ch. Baudelaire                                                                    |                                               |                                                |                   |                                                          |                         |

### Interprétation
Lila Maurice-Amour fait remarquer que « Les musiciens de Baudelaire ont composé leurs mélodies d’après des éditions posthumes, certains des poèmes qu’ils ont choisis ne figurant pas encore dans la seconde édition de 1861». Comme le sait-on ? Debussy utilise une variante du refrain « La gerbe d’eau qui berce / Ses mille fleurs… ». Il s’agit vraisemblablement de la version parue dans La Petite Revue.

## Chansons
- Léo Ferré a consacré trois albums au poète : Les Fleurs du mal en 1957 (12 poèmes), Léo Ferré chante Baudelaire en 1967 (23 poèmes et l'épigraphe du recueil), et Les Fleurs du mal (suite et fin) (21 poèmes) en 1977.
- Serge Gainsbourg a mis en musique Le Serpent qui danse en 1962. La chanson a été reprise par Catherine Sauvage la même année, puis par François Feldman sur l'album Magic' boul'vard en 1991.
- Le groupe français de poèmes-rock Anakarsis reprend plusieurs textes issus des Fleurs du Mal dont A une Madone, Sed Non Satiata, Les Bijoux, Élévation, Les Litanies de Satan[2]
- Diamanda Galás, chanteuse d'avant-garde grecque, a adapté Les Litanies de Satan en 1982 puis a chanté L'héautontimorouménos en 1988 et Abel et Caïn en 1998.
- Marc Seberg chante Recueillement dans son album Le Chant des terres (1985).
- Kirjuhel chante Le Balcon sur le disque 12 poèmes en langue française en 1986.
- Mylène Farmer chante L'Horloge sur l'album Ainsi soit je... en 1988, et Au lecteur sur l'album Désobéissance en 2018.
- Jean-Louis Murat chante Réversibilité sur son disque Dolorès (1996). En 2007, il consacre à Baudelaire un album entier, intitulé Charles et Léo, dans lequel il reprend 11 des poèmes mis en musiques par Léo Ferré sur l'album Les Fleurs du mal (suite et fin) (1977-2008).
- La Tordue dans Lola (album T'es fou, 1997) s'est inspiré du quatrain de Baudelaire consacré à Lola de Valence, le tableau de Manet ; sur le même album le poème À une mendiante rousse est mis en musique.
- Celtic Frost, sur l'album Into the Pandemonium (1987) présente le poème Tristesses de la Lune sous deux versions (française et anglaise).
- Alain Jacques a mis en musique L'invitation au voyage 1998 chanson qui a été chantée et enregistrée par le ténor Jacques Pottier de l'Opéra de Paris, album Beloved French Poetry 2009.
- Jean-Claude Redien a mis en musique et chante 1999-2007 plusieurs poèmes  "Les Fleurs du Mal" de Charles Baudelaire. "La mort des pauvres" "La mort des artistes" "Le chat" "Au Lecteur" "Rêve Parisien"...
- Les Colocs, groupe québécois, ont mis en musique le poème Paysage sous forme de chanson reggae, dans l'album Suite 2116 (2001).
- Théâtres des Vampires, groupe de metal italien, récite Les Litanies de Satan dans l'album Bloody Lunatic Asylum (2001).
- Animus Herilis, groupe de black metal français, chante Le mort joyeux dans sa démo de l'année 2002 intitulée Mater Tenebrarum, puis utilise des vers du poème Les Litanies de Satan dans sa chanson Requiem, présente dans leur unique album Recipere Ferum (2005).
- Éric Neveux (alias Mr. Neveux) a mis en musique Réversibilité, dans son album Damn it! the rock experience (2002)
- Damien Saez chante des passages de Femmes damnées, dans Ébauche 2.
- A.S. Dragon interprète Un Hémisphère dans une chevelure sur l'album Spanked en 2003.
- David TMX chante une partie des poèmes Lesbos et Une charogne dans ses albums À l'orée d'un siècle en bois (2006) et Pouce ! (2004).
- Georges Chelon a mis en musique l'intégrale du recueil Les Fleurs du mal en 2004, 2006 et 2008, puis dans un coffret de 7 CD en 2009. En 2022, il propose quatre titres supplémentaires sur son album Ah ! La vie….
- Le groupe de black metal Mortifera intègre deux poèmes mis en chansons dans son premier album intitulé Vastiia Tenebrd Mortifera : Le Revenant et Ciel brouillé (2004).
- Juliette Noureddine chante Franciscæ Meæ Laudes dans son album Mutatis Mutandis (2005).
- Glis - groupe electro industriel - a mis en musique la Béatrice, récité par Jean-Luc De Meyer (Front 242) (2005) video.
- Le groupe Peste Noire a repris Spleen et Le Mort Joyeux sur l'album La Sanie des siècles - Panégyrique de la dégénérescence. (2006)
- Killers, groupe de heavy metal français, utilise un enregistrement dans lequel est récité le poème L'Ennemi dans la chanson Comprendre, disponible sur leur album À l'ombres des vautours (2007).
- FloRent - chanteur et compositeur français - a mis en musique et en chanson plusieurs poèmes des Fleurs du mal[3] (2007).
- Le groupe montréalais Stars cite le poème Invitation au voyage au début de la chanson Counting Stars On The Ceiling.
- Linda Hardy, en prélude au générique de fin (Venus - Beautiful days) du film Immortel (Enki Bilal), lit un extrait du poème Le Poison[4]
- Misanthrope, sur son album IrréméDIABLE, consacré à Baudelaire, a mis en musique un poème de Baudelaire dans sa chanson LXXXIV L'irréméDIABLE.
- Makkina Dei - Duo rock de Montpellier (France)[5].
- Modern Cubism, projet de Jean-Luc De Meyer (Front 242) et Jean-Marc Mélot, reprend des poèmes des Fleurs du Mal de Baudelaire dans l'album Les Plaintes d'Icare (2006).
- MachineGun, alliage de musique électronique et de textes poétiques, il reprend notamment À une Madone de Baudelaire dans un remix de la musique de Miles Davis, Rated X[6].
- Bruno Richardot a mis en musique L'Horloge en une chanson pour ensemble vocal 4 voix, 3 voix de femmes et barytons (2013).
- Odile Closset et Manu Markou reprennent Le Revenant et L'Albatros sur l'album Démantibulés (2007).
- Éric Orbaf interprète L'Examen de minuit.
- Cristina Branco a chanté l'Invitation au voyage dans l'album Fado tango (avril 2011), repris en 2014 dans le triple album Idealist.
- Le groupe français de black metal et post-punk/coldwave, Amesoeurs reprend dans son unique album éponyme sorti en 2009 le poème Recueillement.
- Dans la chanson Spleen Black Metal de son album éponyme, le groupe de black metal français Nocturnal Depression chante des vers du poème J'ai plus de souvenirs que si j'avais mille ans.
- Rotting Christ, groupe de metal extrême grec, chante Les Litanies de Satan dans leur album Rituals (2016).
- Bertrand Louis a mis en musique dix poèmes: Le chat, Chanson d'après-midi, A une passante, La Beauté, L'Héautontimorouménos, L'invitation au voyage, Harmonie du soir, Élévation, Le vin des amants, La mort des pauvres sur l'album Baudelaire paru en 2018 chez EPM Musique.
- Frànçois ATLAS a mis en musique certains poèmes : « À une passante », « Parfum exotique », « L’ennemi », « Recueillement », « Vie antérieure », « L’invitation au voyage », « Promesses d’un visage », « Rêve parisien » dans l'album Les Fleurs du mal (septembre 2018).
- Le groupe de ska français Nârâyana reprend L'Invitation au Voyage (2002).
- Bernard Lavilliers chante "Promesses d'un Visage" sur l'album "Le bal" (1988)
- Alain Armel a mis en musique L'âme du vin (2012)
- Henri Franceschi a mis en musique L'âme du vin
- Emmanuelle Tang (Mei) a mis en musique L'âme du vin
- Sébastien Saugé a mis en musique 16 poèmes sur l'album Charles Baudelaire, Vol. 1 (2019) sous le pseudonyme Sébastien S